# Galați
Galați este municipiul de reședință al județului cu același nume, Moldova, România. Este singura localitate din România decorată cu Crucea de Război Franceză, respectiv Italiană, după rezistența eroică a românilor din oraș împotriva bolșevicilor și-a Puterilor Centrale deopotrivă. Se află în apropiere de frontiera triplă sudică cu Republica Moldova și Ucraina. Conform ultimului recensământ, municipiul numără 217.851 de locuitori stabili și peste 300.000 de locuitori după domiciliu, în scădere față de recensământul anterior, din 2002, când fuseseră numărați 298.861 de locuitori stabili, respectiv 311.000 după domiciliu. 
Municipiul Galați are o istorie încărcată și datorită faptului că este plasat pe Dunăre, o importantă arteră comercial-fluvială europeană. Viața economică (in vremuri moderne) s-a dezvoltat în jurul Șantierului Naval, Portului Fluvial, în jurul Combinatului Siderurgic și a Portului Mineralier. Situația socio-economică a Galaților, poate fi divizată în trei etape: prima este afirmarea orașului, între 1445 și 1830, a doua este epoca apogeului între 1830 și 1990, iar ultima, cea din prezent, este decăderea rapidă.

## Etimologie
Originea numelui de "Galați" dă mari bătăi de cap cercetătorilor. Descoperirea tezaurului de la Barboși, format din 3.700 de monede de argint cu inscripționările grecești Gallati și Kallatiasy, ar înclina balanța către teoria susținută de Vasile Pârvan și Carl Petsch, care are la bază numele provinciei romane Galatia din Asia Mică. Kallatiasy ar aduce mai degrabă cu Callatis (Mangalia), colonia greacă din Dobrogea care a fost centru de emisii monetare. În privința provinciei romane Galatia din Asia Mică, este valabilă aceeași remarcă. Totuși, etimologia toponimului nu poate fi legată de circulația monetară. Însă de aici au plecat misionarii creștini care au participat la convertirea la creștinism a populației din fosta Dacie. Astfel, în anul 313, împăratul Constantin cel Mare a înființat un vicariat condus de vicarul Cocceius Galatus. A luat ființă și o colonie numită Galati. Evenimentul este confirmat de o piatră funerară a unui cetățean roman din Histria datând din anul 157 d.Hr. O altă ipoteză, mai puțin plauzibilă, este legată de numele celților gali, care în antichitate ar fi trecut prin zonă în drumul spre Galatia din Asia Mică.
Potrivit unei alte ipoteze, toponimul Galați (împreună cu toponimul Calafat) reprezintă o adaptare a denumirii turcești pe filieră dialectală pecenegă sau cumană a cuvântului arab kala'at "cetate, fortăreață" (vezi comparativ cuvintele kala, kale și kula "culă" din limbile turcice contemporane).
O altă ipoteză ar fi cuvântul grecesc γαλάζιο (galázio) "azur"; întemeietorii așezării ar fi putut fi coloniști greci antici originari proveniți din coloniile situate în Dobrogea.
Având în vedere că denumirea de Galați este puțin răspândită în România (pe lângă municipiu, mai există cu aceeași denumire un cartier al orașului Făgăraș și un sat din județul Hunedoara), ipoteza cea mai plauzibilă este cea a lui Ioan Bogdan. Caracterul comun al acestei denumiri se putea forma doar pe baza unui onomastic slavo-român „Gal” căruia i s-a adăugat sufixul „aț”, formă destul de răspândită în slava meridională. Rădăcina „Gal” aparține fondului de cuvinte slave, având sensul de „murdar” sau „noroi”, care, ulterior, a suferit o transformare semantică, căpătând înțelesul de „negru”. Astfel, adjectivul „Gal”, prin sufixul „aț” s-a substantivizat.
Galații mai sunt cunoscuți drept Kalas în turcă, Γαλατσι în greacă.

## Istorie

### Preistorie
Primele semne ale unei așezări permanente în zona municipiului Galați s-au găsit pe malul estic al bălții Mălina (în nord-vestul municipiului), unde s-au descoperit fragmente din ceramica de tip Stoicani-Aldeni, unelte confecționate din silex și os, datând din neolitic. Tot în această zonă, de data aceasta pe malul sudic s-a descoperit un sceptru de piatră aparținând culturii Coșlogeni din perioada de sfârșit a Epocii Bronzului. 
Cele mai vechi urme arheologice datează din neolitic, mai precis din epoca fierului. În vatra orașului s-au găsit vârfuri de săgeți din fier provenite dintr-un mormânt tumular datând din secolul IV î.Hr. La Barboși au fost descoperite vase grecești, datând din secolul V î.Hr. Barboși au fost o importantă davă dacică, cetate fortificată ce a durat aproape 500 de ani. Aici s-a descoperit și un sanctuar asemănător celui de la Sarmizegetusa. 

### Antichitate

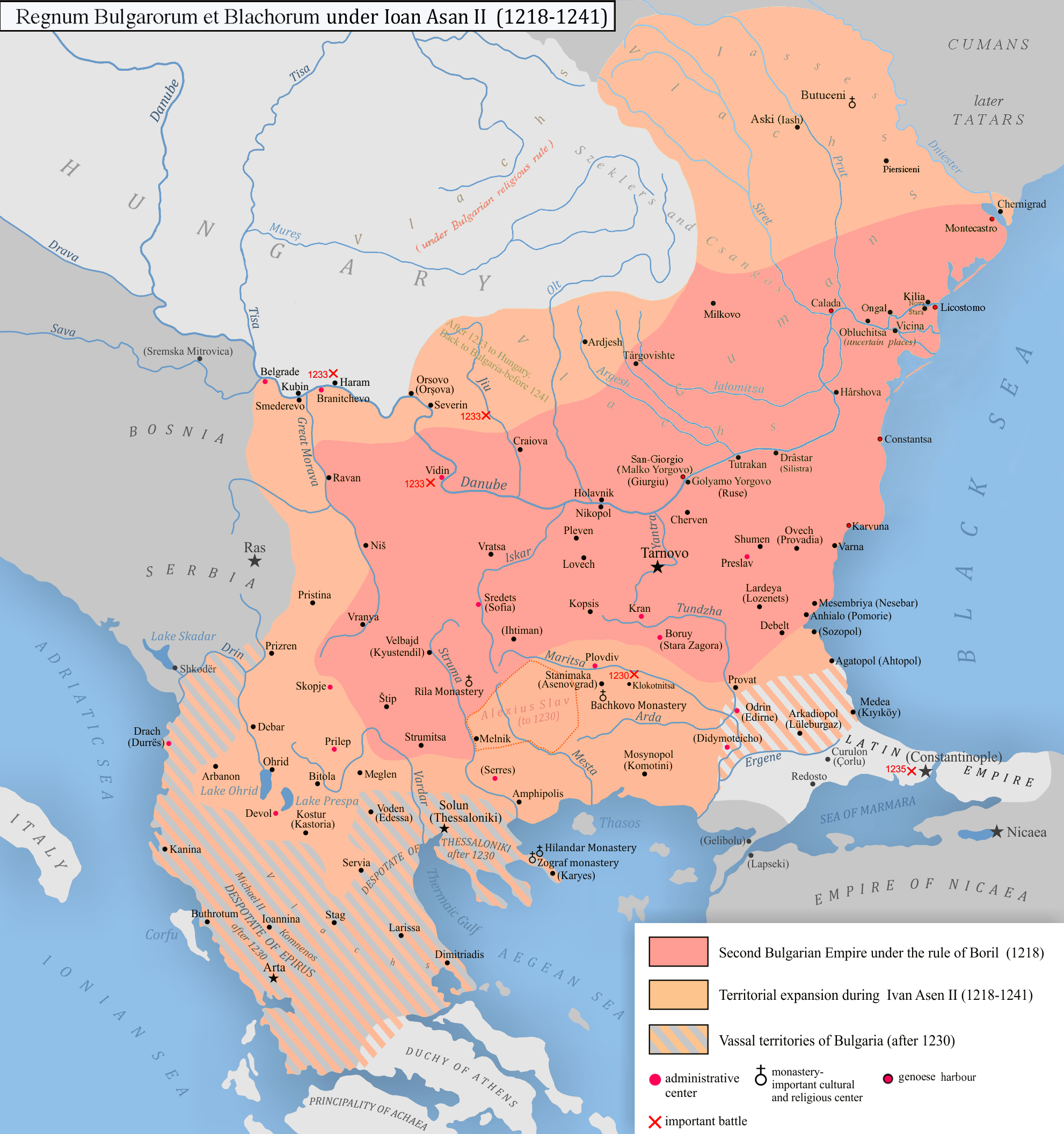
Calada (Galați) localizată pe teritoriul Țaratului Vlaho-Bulgar

Orașul s-a dezvoltat pe bazele unei străvechi așezări dacice (numita dava), existente în secolele VI-V î.Hr., la vadul Dunării care, începând cu perioada celor două războaie cu romani purtate împotriva dacilor, în 101-102 și 105-106, va cunoaște influența civilizației romane, devenind dependentă, probabil, de castrul roman învecinat de la Barboși, ca și în multe alte cazuri întâlnite în provincia romană Dacia. Noua așezare daco-romană formată în vadul Dunării, localizată în secolul III d. Hr. undeva la sud de locul actualei Biserici Precista, dar care a fost, în timp, nimicită de apele fluviului care străbat malul stâng. 
Descoperirile făcute în ultimii ani dovedesc continuitatea așezării din Vadul Dunării în secolele VII-XI: tezaurul de la Galați format din 12 monede de argint bizantine emise între anii 613-685, mormântul cuman din partea vestică a Bisericii Precista precum și o monedă bizantină din vremea împăratului Mihail IV Paflagonianul (1034-1041). Aceste descoperiri demonstrează că Galații datează din perioada anterioară întemeierii statului moldovean.

### După Epoca Medievală

Primul sigiliu al târgului Galați - secolul XV

Prima menționare documentară sub numele de Galați (pe atunci târg) datează din 1445 (într-un act semnat de domnitorul Ștefan al II-lea). Galații au crescut în importanță după ce turcii au cucerit cetățile Chilia și Cetatea Albă, în iulie-august 1484, orașul rămânând singurul port al Moldovei cu rol important în comerțul intern, dar și în cel polono-turc. Odată cu creșterea comerțului, orașul a primit prima descriere, "cumplit oraș de negustori". În Cracovia, geograful Eduard Wapowski, desenează o hartă a Dobrogei, în anul 1526, pe care târgul este menționat cu numele de Galatz. 

Hatmanul Mazepa a fost înmormântat la Galați la biserica Sf. Gheorghe, care era închinată la Ierusalim. Biserica Sf. Gheorghe din Galați a fost ridicată „prin osârdia dumnealui Hagi Mihalache în timpul lui Istrate Dabija Voievod, în anul 7172, deci 1664, aprilie 1”, așa cum reiese din inscripția bisericii. Hatmanul Mazepa a fost înmormântat în biserică, în mijlocul navei, într-un mormânt cu boltă construit din cărămizi. După înfrângerea lui Dimitrie Cantemir de la Stănilești, tătarii jefuiesc și incendiază Galații iar biserica Sf. Gheorghe este prădată. Se pare că mormântul lui Mazepa a fost refăcut și deranjat de mai multe ori până când i s-a pierdut urma, odată cu demolarea Bisericii Sf. Gheorghe în 1962. În zilele noastre două cartiere (Mazepa I și II) din municipiu poartă numele hatmanului Mazepa, iar într-un parc de pe strada Basarabiei i s-a ridicat o statuie, deși hatmanul nu este reprezentativ pentru oraș, necontribuind în niciun fel. 

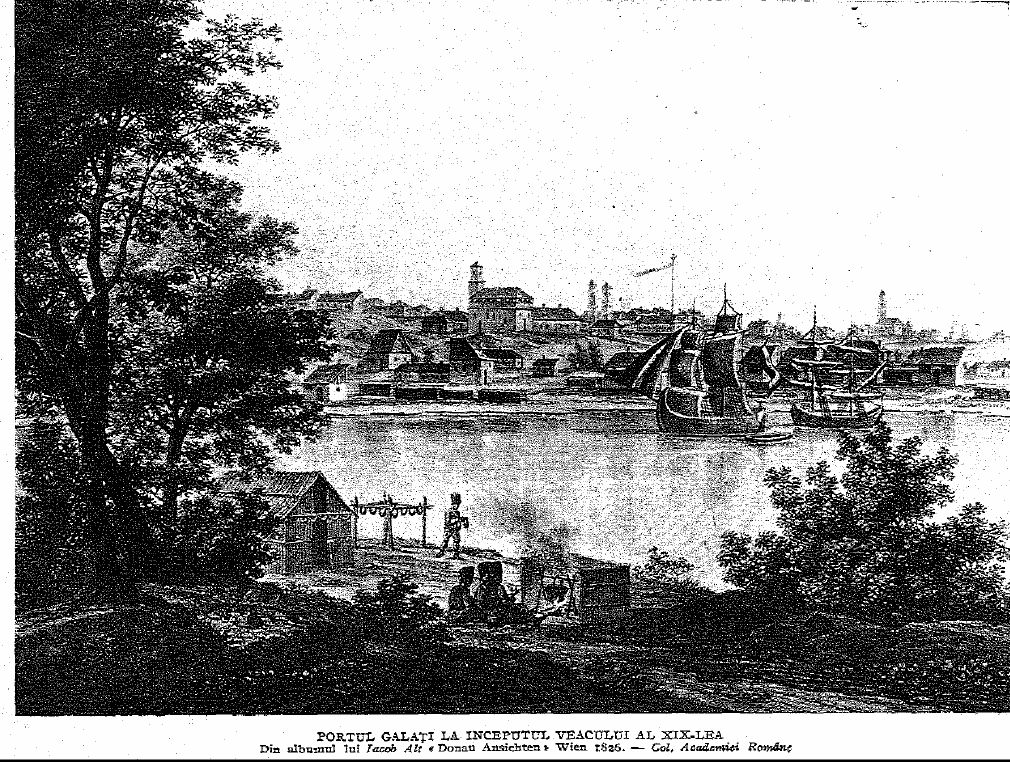
Galații în 1826

În 1789, în timpul războiului ruso-turc din 1789 - 1791, Târgul Galaților a fost incendiat de către armatele generalului rus Mihail Kamensky, aceasta fiind una dintre numeroasele pustiiri îndurate de oraș în războaiele ruso-turce din sec. XVIII și începutul secolului al XIX-lea. În ciuda acestor perioade grele, comerțul și navigația se dezvoltă în așa fel încât Imperiul Țarist înființează, în anul 1775 primul consulat local, iar Franța și Anglia organizează vice-consulate, în anul 1805. În 1850, SUA își deschide un viceconsulat, ridicat la rangul de consulat în 1858, prin decizia președintelui american James Buchanan de a-și numi un consul în Galați. Începând cu anul 1834, vapoare cu aburi austriece fac deja curse regulate din Galați. Mai mult decât atât aici se făcea un important comerț de tranzit cu țările germane. Construcția de nave militare de mari dimensiuni era o importantă activitate economică a orașului, în acest sens un călător prin Țările Române, abatele Bošković, afirmă că: „Am văzut acolo o corabie foarte mare, de felul acelora cărora turcii le spun caravele, care se află pe șantier, gata să fie lansată la apă. Fusese comandată de Isaac-aga, vameșul cel mare al Constantinopolului. Vasul era foarte mare, șaptezeci de pași pe șaptesprezece și încărcată cu optzeci și patru de tunuri de bronz.”

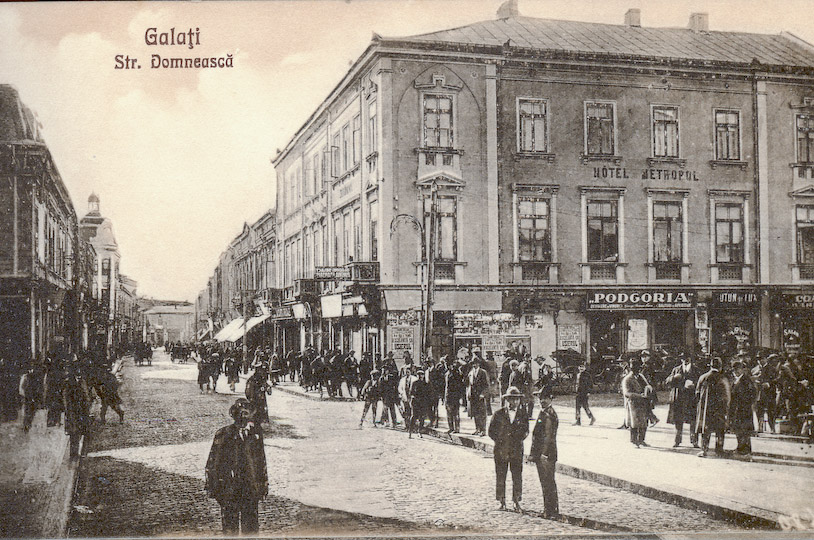
Imagine din Strada Domnească (1906)

### În Moldova mică
În anul 1793, Merkelius face primul plan al târgului, cu 21 de repere. Apare un plan al Moșiei Târgului Galaților, realizat în anul 1819, care conține câteva denumiri ale unor zone, alături de o micuță hartă. Spre exemplu, actuala vale a orașului, se numea Gârla lui Broscoiu, cartierul Vadul Ungurului apare menționat ca sat separat, în actuala Țiglină 1, este menționată cariera de piatră a orașului și totodată, se mai observă patru cimitire parohiale. Începuturile secolului XIX găsește Galații total implicați în evenimentele deosebit de importante ale vremii. Astfel, numele orașului este strâns legat de începuturile mișcării eteriste în Țările Române. Acțiunea de la Galați, așa cum este cunoscută de istorici, reprezintă un șir de evenimente petrecute în portul dunărean, de la înființarea primei eforii din Principate în acest oraș, culminând, în februarie 1821, cu măcelărirea supușilor otomani din Galați. Acțiunea de la Galați trebuie considerată și plasată în rândul momentelor importante care au determinat evoluția mișcărilor anului 1821. Masacrul din Galați, repetat curând în alte orașe ale Moldovei, avea să deschidă, în fapt, un lung deceniu de confruntări greco-otomane. Continuarea acțiunii va demonstra din plin temeinicia motivelor care impuseseră alegerea portului dunărean printre centrele principale ale insurecției eteriste.
În 1837, Galații dobândesc statutul de port liber, iar după războiul Crimeei din 1854 - 1856 se constituie în oraș sediu Comisiei Europene a Dunării. Prealabil Unirii Principatelor din 1859, orașul este condus de pârcălabul Alexandru Ioan Cuza, născut la Bârlad, ales ulterior ca domnitor în Moldova și în Țara Românească. Reședința sa, situată pe Strada Al. I. Cuza, în apropierea gării orașului, găzduiește în prezent un muzeu. Galații au fost luați în calcul pentru a fi noua capitală a Principatelor Unite. 

### După Unirea Principatelor
După Unirea Principatelor, dezvoltarea orașului s-a accelerat. S-au înființat noi școli primare și s-a deschis, la 26 octombrie 1864, Școala superioară de comerț "Alexandru Ioan I", iar în anul 1867 s-a înființat una dintre cele mai vechi instituții de studiu liceal din țară, Liceul „Vasile Alecsandri”. De la câteva fabrici în 1870, s-a ajuns la 41 în 1908. Ștefan Zeletin, în lucrarea sa Burghezia română, nota că: „În procesul de naștere a Românei moderne trebuie să se deosebească două mari curente: unul zgomotos dar superficial, anume al ideilor liberale care pleacă de la Paris spre București și Iași; altul tăcut dar adânc, care pleacă de la Londra spre Galați și Brăila: e curentul economiei capitaliste engleze.” Activitatea comercială s-a dezvoltat și din cauza exportului masiv de cereale, poziția importantă pe care o avea portul Galați în exportul țării fiind remarcată și de consulul Franței din oraș care, la 8 aprilie 1870, nota că: „portul Galați a devenit antreprenorul general al cerealelor pe care Moldova le exportă pe Dunăre și Marea Neagră în Anglia, Franța și Italia”. Se recunoștea că înflorirea orașului se datora regimului de oraș „porto-franco”, însă la 22 decembrie 1882 acest statut a fost înlăturat.
Totuși, între anii 1900-1914, orașul desfășura un considerabil comerț de cereale și cherestea, în care se implicau și reprezentanții celor 16 consulate străine din oraș. O revoltă țărănească a izbucnit în regiune în 1907, aceasta fiind înăbușită de armata română. În 1911, în Galați se dezvelește prima statuie din țară a poetului Mihai Eminescu. 

### Perioada interbelică
În perioada interbelică, (dar și înainte), Galații a fost reședința județului Covurlui, mai apoi a Ținutului Dunării odată cu reorganizarea administrativă a lui Carol al 2-lea. Orașul a cunoscut o înflorire deosebită, devenind, la recensământul din 1930, din punct de vedere al populației, aproximativ 112.000 de locuitori, al cincilea oraș al țării, fiind devansat doar de București, Chișinău, Iași și Cernăuți.

### Al doilea război mondial
În timpul celui de-al 2-lea război mondial, orașul a fost bombardat de aviația rusă, anglo-americană și apoi de cea germană, centrul istoric fiind distrus aproape în întregime, "gara de călători", o clădire impunătoare, inaugurată de regele Carol I în data de 13 septembrie 1872 fiind distrusă la fel ca și multe alte clădiri istorice. 

### Perioada comunistă
În 1952 devine reședința regiunii Galați, ca mai apoi să devină reședința actualului județ Galați. Din 1965 cunoaște o nouă înflorire, o dată cu începutul funcționării combinatului siderurgic, considerat pe atunci, cel mai mare din Europa de Est.

## Geografie
Municipiul Galați este situat în partea de sud a Moldovei, în Valea Siretului, străbătut de Dunărea. Este situat în zona estică a României, în extremitatea sudică a platoului Moldovei, la 45° 27' latitudine nordică și 28° 02' longitudine estică. Situat pe malul nordic al Dunării, ocupă o suprafață de 246,4 km2, la confluența râurilor Siret (la vest) și Prut (la est), lângă Lacul Brateș, la circa. 80 de kilometri de Marea Neagră. Cel mai apropiat oraș este Brăila, la doar 15 kilometri spre sud. Galațiul se află la întâlnirea celor 3 provincii istorice ale României: Muntenia, Moldova și Dobrogea. Orașul și portul se desfășoară ca un vast amfiteatru cu diferențe de nivel de la 3 până la 55 de metri. Orașul se întinde pe trei terase: Valea orașului, cu altitudine între 3 – 7 m și altele două, trasate aproape în formă de evantai; prima cu o altitudine între 20 – 25 m (nucleul orașului medieval, actualmente centrul orașului) și a doua cu altitudini care depășesc 40 m (orașul modern). Viața comunităților umane a fost influențată în mod direct de către Dunăre, cel de-al doilea fluviu din Europa ca lungime (2.850 km), cu un debit mediu pe acest sector de 6.199 mc/s, după ce primește în amonte apele râului Siret cu un debit mediu de 225 mc/s (cel mai mare afluent de pe teritoriul românesc). Fluviul își continua drumul spre Marea Neagră după ce primește, în avalul porturilor din Galați, apele râului Prut, cu un debit mediu de 86 mc/s. Insula Ostrovul Prut, care este pe Dunăre la revărsarea Prutului, împarte Dunărea în două brațe - brațul nordic e navigabil. Debitele Dunării au o variație importantă, în funcție de anotimp și an, cu valori maximale în luna mai (18.000 - 19.000 mc/s) și minimale in cursul verii (2.000 - 2.450 mc/s). Datorită șenalului adânc până în zona orașului Brăila, Dunărea este declarată maritimă.

### Relieful

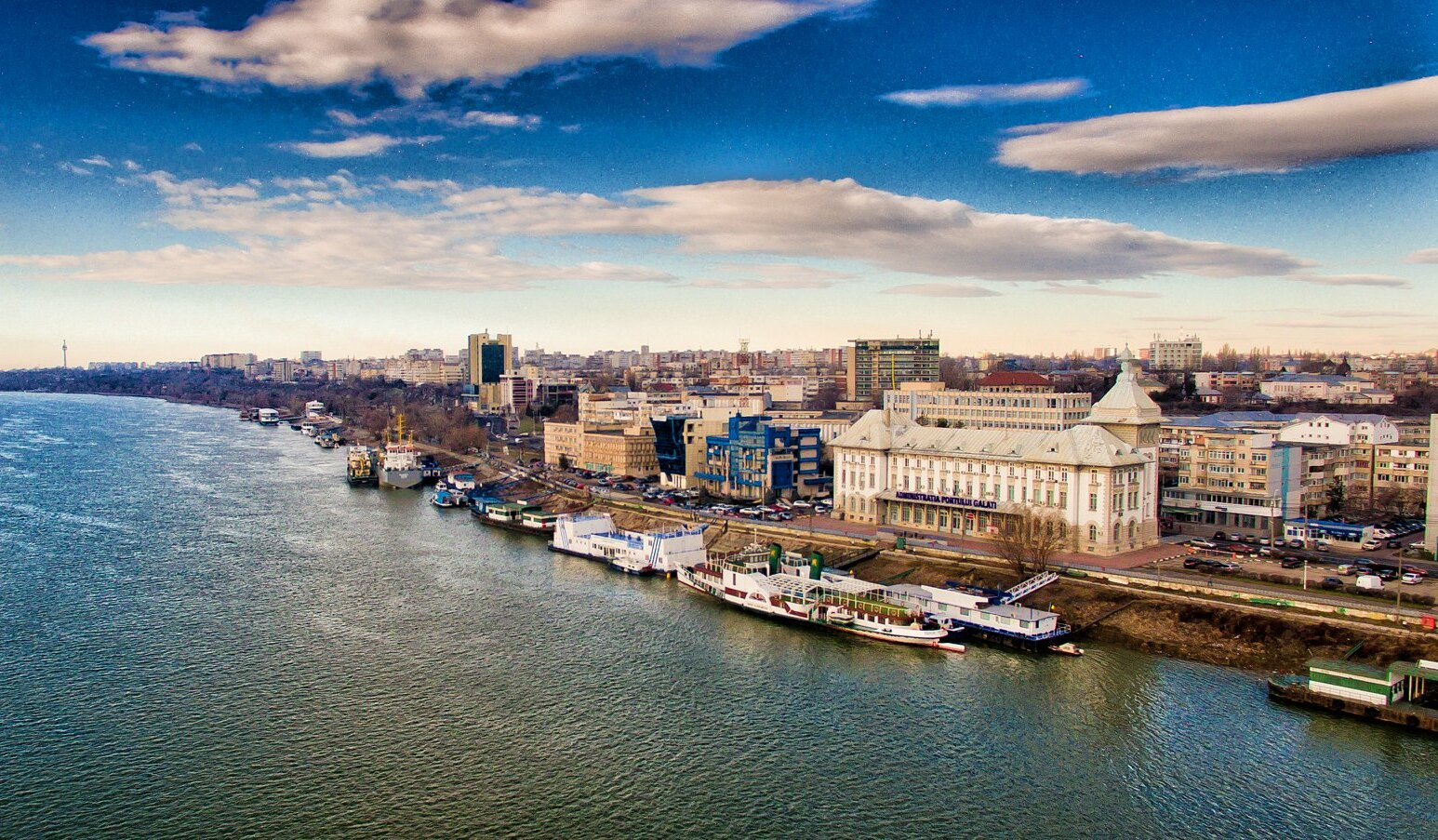
Dunărea și Palatul Navigației cu unghi de vedere către Combinatul Siderurgic Galați

În 1927, conform monografiei dedicate orașului Galați de profesorul Gh. N. Munteanu Bârlad, forma acestuia era de triunghi, având la sud Dunărea, la răsărit lacul Brateș și râul Prut, la apus Siretul și lacul Cătușa. La Galați se găsesc două mari forme de relief ale țării: Câmpia Română și Podișul Moldovei ce oferă o priveliște cu înălțimi domolite, cuprinse între 310 metri la nord și 5 metri la sud. Zona corespunde punctului de întâlnire a provinciilor fizico-geografice est, sud și central-europeană. Cea mai importantă unitate este Lunca Dunării ce se întretaie aici cu Lunca Prutului și Lunca Siretului. Lunca Siretului este alcătuită din brațe despletite ale cursului Siretului, din brațe părăsite sub formă de belciuge, ostroave incipiente și ostroave vechi sau grinduri.

### Climă
Dat fiind faptul că județul Galați reprezintă o poartă spre nord-est și spre sud-vest, el se găsește sub influența maselor de aer continental estice și mai putin sudice, lipsind aproape cu totul influența aerului vestic care este oprit de paravanul munților Carpați. Temperatura medie anuală, calculată pe o perioadă de 70 de ani, este de 10 grade C. Temperatura medie în timpul verii este de 21,3 grade C. În timpul iernii, deasupra județului Galați vin din nord și nord-est mase de aer rece care produc scăderi de temperatură care oscilează între 0,2 grade C -3 grade C. Temperatura medie lunară este mai scăzută în ianuarie când are valori de -3 grade C -4 grade C. Temperatura medie a lunii iulie este de 21,7 grade C. Cea mai mare temperatură înregistrată a fost atinsă în august 1904 când termometrele arătau 39,4 grade Celsius, iar minima a fost atinsă în februarie 1927 când termometrele au coborât la -28,6 grade Celsius. În timpul anului sunt cca. 210 zile cu temperaturi de peste 10 grade C. Repartiția anuală a precipitațiilor este neuniformă, cele mai mari cantități de apă cad în anotimpul de vară, sub formă de averse. Vântul predominant este Crivățul, care reprezintă 29% din frecvența anuală a vânturilor. Al doilea vânt predominant este Austrul, cel din sud, cu o frecvență de 16%, bate mai mult vara și este destul de uscat. Pe teritoriul județului mai bate un vânt mai puțin cunoscut care aduce ploi și se numește Băltărețul. Mai puțin cunoscut este Coșava. Clima, așa cum rezultă din cele prezentate, este temperat-continentală. Conform unui memoriu de prezentare a județului Galați, mediile multianuale în municipiul Galați sunt:
| Date climatice pentru Galați, Romania (1961–1990)                       | Date climatice pentru Galați, Romania (1961–1990) | Date climatice pentru Galați, Romania (1961–1990) | Date climatice pentru Galați, Romania (1961–1990) | Date climatice pentru Galați, Romania (1961–1990) | Date climatice pentru Galați, Romania (1961–1990) | Date climatice pentru Galați, Romania (1961–1990) | Date climatice pentru Galați, Romania (1961–1990) | Date climatice pentru Galați, Romania (1961–1990) | Date climatice pentru Galați, Romania (1961–1990) | Date climatice pentru Galați, Romania (1961–1990) | Date climatice pentru Galați, Romania (1961–1990) | Date climatice pentru Galați, Romania (1961–1990) | Date climatice pentru Galați, Romania (1961–1990) |
| Luna                                                                    | Ian                                               | Feb                                               | Mar                                               | Apr                                               | Mai                                               | Iun                                               | Iul                                               | Aug                                               | Sep                                               | Oct                                               | Nov                                               | Dec                                               | Anual                                             |
| ----------------------------------------------------------------------- | ------------------------------------------------- | ------------------------------------------------- | ------------------------------------------------- | ------------------------------------------------- | ------------------------------------------------- | ------------------------------------------------- | ------------------------------------------------- | ------------------------------------------------- | ------------------------------------------------- | ------------------------------------------------- | ------------------------------------------------- | ------------------------------------------------- | ------------------------------------------------- |
| Maxima medie °C (°F)                                                    | 1.1 (34)                                          | 3.0 (37,4)                                        | 8.9 (48)                                          | 16.6 (61,9)                                       | 22.3 (72,1)                                       | 25.9 (78,6)                                       | 27.9 (82,2)                                       | 27.5 (81,5)                                       | 23.5 (74,3)                                       | 16.9 (62,4)                                       | 9.4 (48,9)                                        | 3.4 (38,1)                                        | 15,5 (59,9)                                       |
| Media zilnică °C (°F)                                                   | −2.5 (27,5)                                       | −0.6 (30,9)                                       | 4.0 (39,2)                                        | 10.8 (51,4)                                       | 16.6 (61,9)                                       | 20.2 (68,4)                                       | 22.0 (71,6)                                       | 21.4 (70,5)                                       | 17.2 (63)                                         | 11.1 (52)                                         | 5.3 (41,5)                                        | 0.2 (32,4)                                        | 10,5 (50,9)                                       |
| Minima medie °C (°F)                                                    | −5.3 (22,5)                                       | −3.5 (25,7)                                       | 0.2 (32,4)                                        | 6.0 (42,8)                                        | 11.2 (52,2)                                       | 14.6 (58,3)                                       | 16.2 (61,2)                                       | 15.8 (60,4)                                       | 12.0 (53,6)                                       | 6.6 (43,9)                                        | 2.1 (35,8)                                        | −2.4 (27,7)                                       | 6,1 (43)                                          |
| Minima istorică °C (°F)                                                 | −26.5 (−15.7)                                     | −28.6 (−19.5)                                     | −17.2 (1)                                         | −5.2 (22,6)                                       | −0.1 (31,8)                                       | 3.8 (38,8)                                        | 7.3 (45,1)                                        | 6.2 (43,2)                                        | −1.5 (29,3)                                       | −6.8 (19,8)                                       | −17.4 (0,7)                                       | −20.7 (−5.3)                                      | −28,6 (−19,5)                                     |
| Precipitații mm (inches)                                                | 29 (1.14)                                         | 32 (1.26)                                         | 27 (1.06)                                         | 38 (1.5)                                          | 51 (2.01)                                         | 68 (2.68)                                         | 46 (1.81)                                         | 46 (1.81)                                         | 42 (1.65)                                         | 27 (1.06)                                         | 36 (1.42)                                         | 35 (1.38)                                         | 477 (18,78)                                       |
| Zăpadă cm (inches)                                                      | 9.0 (3.54)                                        | 7.9 (3.11)                                        | 6.4 (2.52)                                        | 0.0 (0)                                           | 0.0 (0)                                           | 0.0 (0)                                           | 0.0 (0)                                           | 0.0 (0)                                           | 0.0 (0)                                           | 0.0 (0)                                           | 10.4 (4.09)                                       | 7.0 (2.76)                                        | 40,7 (16,02)                                      |
| Umiditate [%]                                                           | 87                                                | 85                                                | 81                                                | 75                                                | 73                                                | 73                                                | 72                                                | 72                                                | 74                                                | 79                                                | 87                                                | 89                                                | 79                                                |
| Nr. de zile cu precipitații (≥ 1.0 mm)                                  | 5                                                 | 6                                                 | 5                                                 | 6                                                 | 7                                                 | 8                                                 | 6                                                 | 5                                                 | 4                                                 | 4                                                 | 5                                                 | 5                                                 | 66                                                |
| Ore însorite                                                            | 77.0                                              | 87.2                                              | 142.0                                             | 193.7                                             | 255.0                                             | 286.9                                             | 306.3                                             | 296.9                                             | 233.7                                             | 187.1                                             | 86.0                                              | 64.7                                              | 2.216,5                                           |
| Sursa nr. 1: NOAA, Deutscher Wetterdienst (humidity, 1973–1992)         |                                                   |                                                   |                                                   |                                                   |                                                   |                                                   |                                                   |                                                   |                                                   |                                                   |                                                   |                                                   |                                                   |
| Sursa nr. 2: Romanian National Statistic Institute (extremes 1901–2000) |                                                   |                                                   |                                                   |                                                   |                                                   |                                                   |                                                   |                                                   |                                                   |                                                   |                                                   |                                                   |                                                   |

### Hidrografia
Poziția Galațiului este peninsulară deoarece este înconjurat de ape din 3 părți. Toate aceste artere hidrografice prin caracteristicile lor deosebite au contribuit la dezvoltarea portului care a fost într-o anumită etapă istorică cel mai mare port al României.
| Orașul                | Directia | Distanța pe Dunare |
| --------------------- | -------- | ------------------ |
| Brăila                | Amonte   | 20 km              |
| Calafat               | Amonte   | 645 km             |
| Călărași              | Amonte   | 220 km             |
| Cernavodă             | Amonte   | 150 km             |
| Corabia               | Amonte   | 480 km             |
| Drobeta Turnu-Severin | Amonte   | 781 km             |
| Giurgiu               | Amonte   | 343 km             |
| Isaccea               | Aval     | 43 km              |
| Oltenița              | Amonte   | 280 km             |
| Orșova                | Amonte   | 804 km             |
| Sulina                | Aval     | 150 km             |
| Turnu Măgurele        | Amonte   | 447 km             |
| Tulcea                | Aval     | 79 km              |
| Zimnicea              | Amonte   | 404 km             |

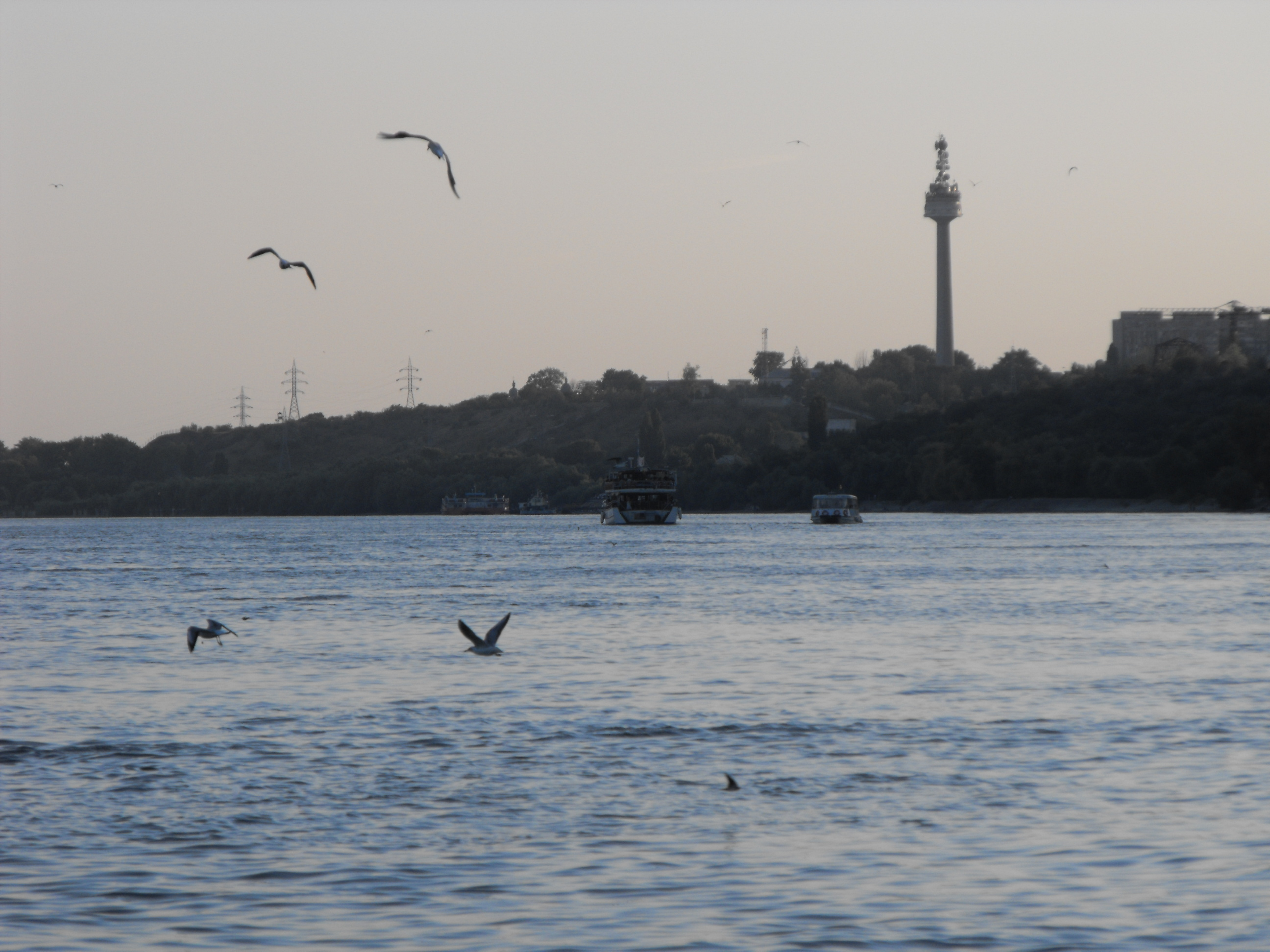
Dunărea la Galați

- Dunărea la GalațiDunărea, al doilea mare fluviu al Europei, primul fiind Volga, a constituit unul dintre cele mai traficate drumuri ale Europei încă din antichitate când Dunărea se numea Ister. Dunărea produce o deosebită impresie asupra călătorului mai ales asupra celui care o vede pentru prima dată. Prezența Dunării reprezintă fără îndoială atracția specifică Galați. Însuși marele Kogălniceanu când a văzut pentru prima dată Dunărea a rămas uimit și de atunci a avut un interes măreț pentru portul și ținutul Covurluiului. În 1927 se putea urca din Valea Orașului către orașul modern prin 14 vaduri. Dunărea este un fluviu cu un curs unic, având adâncimi între 20 și 36 de metri. Lățimea albiei minore este de 776 metri. Cota cea mai ridicată a Dunării a fost atinsă în 2010 când digul de protecție din Valea Orașului a început să crape, măsurând 768 de cm, iar cea mai scăzută în 1921 când a măsurat 48 de cm.
- Siretul, care izvorăște din Carpații Păduroși ai Ucrainei, este cel mai mare râu interior al țării care străbate Moldova de la nord la Sud. Cursul Siretului, "apă cu toane", cum o numește poporul este caracterizat de numeroase meandre și o luncă largă acoperită cu zăvoaie. În albie care uneori depășește lățimea de 100 de metri apar insule atunci când apele sunt scăzute. Cel mai important afluent al Siretului este Bistrița care, la rândul ei, mai colectează alte râuri și pârâuri.
- Prutul, celălalt râu de lângă municipiul Galați, are un debit mediu de 85,5 m/s curgând printre maluri asimetrice. Prutul are afluenți mici, cel mai important fiind Horincea, cu afluenții săi Oarba și Lișcov.
- Chineja, un pârâu care curge pe un braț părăsit al Prutul adună apele văilor Băneasa, Covurlui, Frumușița, Ijdileni, Slivna, etc. Apele Chinejei se varsă în Lacul Brateș.
- Lacul Cătușa este în vestul orașului, în valea dintre oraș și Combinatul Siderurgic. Împreună cu fosta pădure de la marginea Galați, care acum a devenit Cimitirul Sfântul Lazăr forma Centura Verde a Orașului, care avea rolul de curățire a aerului. Lacul este folosit pentru deversarea deșeurilor Combinatului Siderurgic, dar și pentru antrenamentele kaiaciștilor. În nordul lacului se varsă un mic pârâu. La sud este mărginit de calea ferată ce duce spre nodul feroviar Barboși.
- Lacul Brateș se află în zona de nord-este a municipiului Galați. Legătura cu râul Prut s-a realizat prin amenajarea văii Ghimia. Trebuie amintit că pâna în 1964 lacul Brateș avea 72 de kilometri pătrați, dar prin lucrări suprafața a fost redusă la 24 de kilometri pătrați.

### Flora
Vegetația reprezintă rezultatul interferenței ariei de influență est-europeană, sudică și atlantică. Predomină vegetația de silvostepă, dar în zona luncilor se găsește o bogată floră hidrofilă (papură, stuf, rogoz, trestie), plus o vegetație acvatică bogată. La suprafața bălților apar plantele plutitoare cum ar fi ciulinul de baltă care are rădăcina fixată dar și lintița, de exemplu, care nu are rădăcina fixată. La marginea ghiolurilor întâlnim nuferi albi, nuferi galbeni, săgeata apei, stânjenelul galben, etc. Vegetația lemnoasă a luncilor cuprinde mai multe esențe moi. Întâlnim plop, răchită, salcie, arin, etc.

### Fauna
Fauna aparține stepei și silvostepei ce caracterizează sudul Moldovei, precum și biotopul bălților și luncilor. Pe tot cuprinsul județului întâlnim mistreți, căprioare, dropii, popândăi, hârciogi, arici, orbeți, potârnichi, prepelițe, ciocârlii, berze, rațe, lișițe, cocostârci, vulpi, lupi, iepuri, pescăruși, vrăbii, rândunici (doar vara), cuci, privighetori, sturzi, pitulici, porumbei, etc. Din cauza vânatului excesiv și necontrolat, unele populații de animale s-au rărit îngrijorător, drept urmare au fost luate măsuri de protejare și de repopulare. În consecință s-au adus pentru a se înmulți cerbi lopătari, căprioare, fazani, etc. În privința peștilor în apele Siretului și Prutul se găsește predominant crap, șalău și mai rar somn. În apele Bârladului, Gerului, Chinejei întâlnim bibanul și cleanul. În Dunăre lângă Galați se găsesc pești mari, migratori ca nisetrul, cega, păstruga, morunul dar și semimigratori ca somnul, crapul, plătica, babușca, șalăul,carasul etc. Primăvara apare și scrumbia de Dunăre. Orașul totodată, poate fi denumit „orașul pisicilor” asemenea Istanbulului, dar și „orașul aricilor”, aceștia fiind o prezență abundentă în toate zonele Galaților.

## Demografie
| Evoluția populației municipiului Galați |           |          |
| An                                      | Populație | ±%       |
| Recensământ 1831                        | 8605      |          |
| Recensământ 1842                        | 25.000    | ▲ 300%   |
| Recensământ 1900                        | 62,678    | ▲ 120%   |
| Recensământ 1912                        | 71,641    | ▲ 14.3%  |
| Recensământ 1930                        | 100,611   | ▲ 40.4%  |
| Recensământ 1948                        | 80,411    | ▼ −20%   |
| Recensământ 1956                        | 95,646    | ▲ 18.9%  |
| Recensământ 1966                        | 151,412   | ▲ 58.3%  |
| Recensământ 1992                        | 326,141   | ▲ 36.8%  |
| Recensământ 1977                        | 238,292   | ▲ 57.3%  |
| Recensământ 2002                        | 298,861   | ▼ −8.3%  |
| Recensământ 2011                        | 249.732   | ▼ −9%    |
| Comunicare INS 2015                     | 306.000   | ▲ +19%   |
| Comunicare INS 2024                     | 305.000   | ▼ -3.06% |

Conform datelor Recensământului locuințelor și populației din 2021, orașul avea o populație stabilă de 217.432 locuitori. Institutul Național de Statistică, oferă în anul 2024 un comunicat privind populația după domiciliu a orașelor din România, municipiul Galați având în jurul a 307.000 de locuitori. Dacă vom considera spre înființare, Zona Metropolitană Dunărea de Jos, populația urbană adunată a municipiilor Brăila și Galați, respectiv a orășelului Măcin, ar fi de peste 600.000 de locuitori, la care se mai adaugă locuitorii comunelor limitrofe. Zona Metropolitană Dunărea de Jos, ar fi a doua din țară ca populație și cea mai mare ca suprafață. Totodată trebuie să se știe faptul că cifrele populației stabile vor fi mereu diferite față de cifrele populației după domiciliu (aceasta fiind cea oficială).
- 1831: 8.605 loc;
- 1842: 25.000;
- 1850: 52.765;
- 1900: 62.678;
- 1912: 71.641;
- 1930: 101.000;
- 1941: 91.765;
- 1948: 80.411;
- 1956: 95.646;
- 1966: 151.415;
- 1977: 238.292;
- 1992: 326.147;
- 2002: 298.861;
- 2011: 249.732;
- 2021: 218.000;
- 2024: 307.000 de locuitori după domiciliu.

### Comunitatea armeană
Primii armeni s-au așezat în portul Galați prin veacul al XV-lea creștin.
În timp, numărul lor a crescut, fiind cunoscuți drept buni comercianți și renumiți artizani în prelucratul bijuteriilor. În toate timpurile, armenii din țările române au avut libertatea de a-și exercita cultul, scrie Dimitrie Cantemir.
De reținut că diferențele dintre ortodoxia românească și cea armeană nu sunt mari și ele țin de hristologie. "Bisericile armenești nu sunt nici mai mici, nici mai puțin ornamentate decât cele ortodoxe și ei sunt liberi (armenii) să-și practice cultul".
Voievodul Alexandru cel Bun (1400-1430) aduce în țară, prin anul 1418, primele familii de armeni, pe care le stabilește în șapte orașe din Moldova, printre care și Galațiul, pe atunci, comunitatea armeană fiind foarte numeroasă.  Primele mențiuni despre o biserică armenească în oraș vin din veacul al XVII-lea, de la misionarul catolic Maria Luigi Bidu (1669), care menționa între altele că o biserică armeană din Galați era păstorită de Episcopul armean Sahag.  În 1821, se știe că revoluționarii greci (în vremea Eteriei) au găsit adăpost în acest sfânt locaș, dar fiind incendiat de turci, se înțelege că și biserica a ars. A fost ridicată alta cu hramul "Născătoarei de Dumnezeu", din lemn, pe locul pe care la 1858, a fost ridicată actuala biserică, resfințită de Înalt Prea Sfințitul Mardichian în 2008. Strada pe care s-a așezat biserica cu un veac și jumătate în urmă are un nume sugestiv: "Armenească". Astăzi, la Galați, mai trăiesc aproximativ 60 de familii armenești care conviețuiesc în bună înțelegere cu gălățenii.
Adeseori, doar numele îi diferențiază de etnicii români.

### Comunitatea turcă
În Galați au mai rămas câțiva urmași ai turcilor ce erau așezați prin zonele Dunării, dar majoritatea care alcătuiește astăzi comunitatea turcă din Galați sunt veniți de după revoluție, mulți dintre ei afaceriști. Mărturie a unei comunități numeroase stă parcela musulmană din cimitirul Eternitatea și fosta djamie Mehide de pe actuala stradă Ghecet din Port.

### Comunitatea elenă

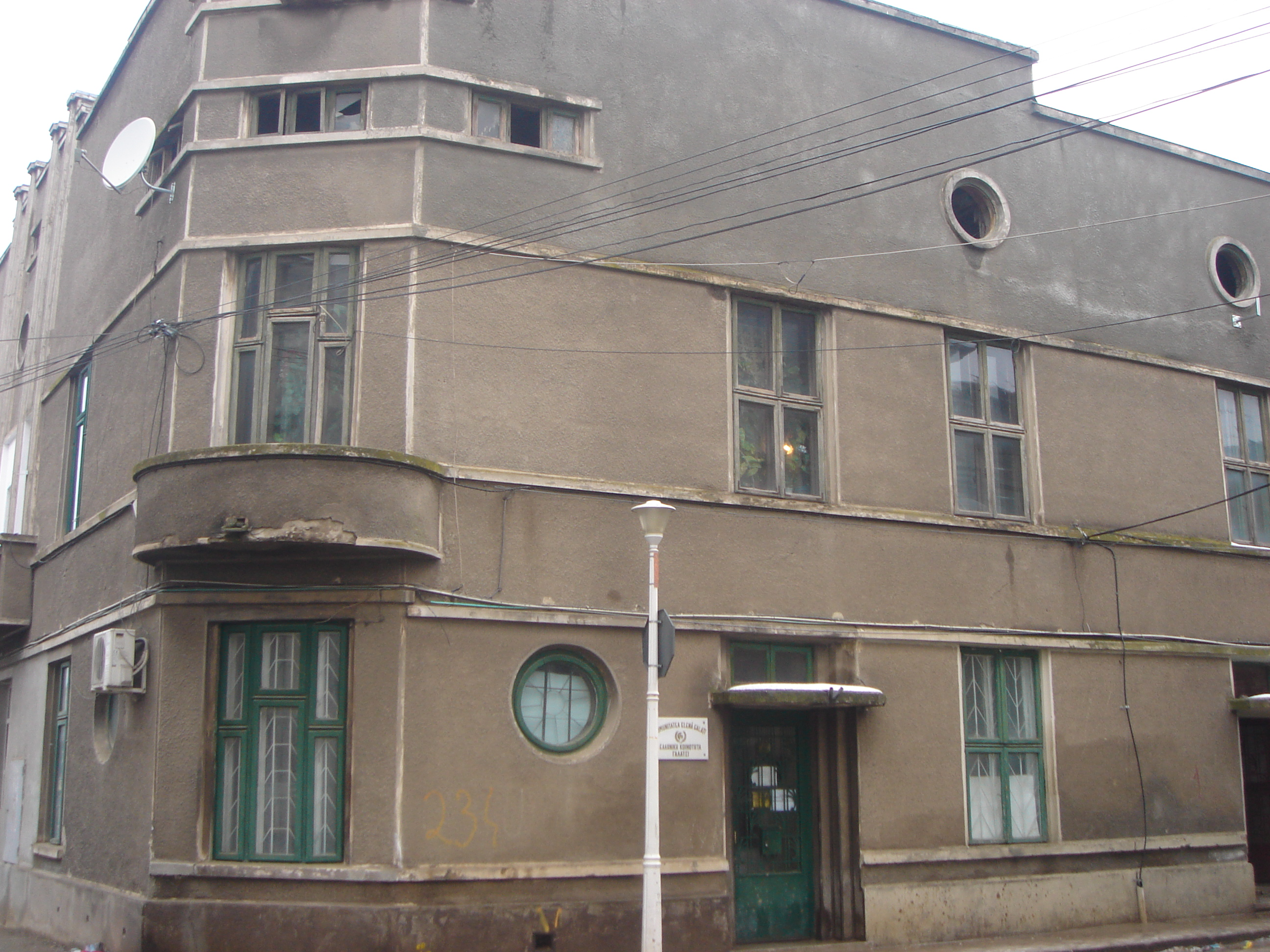
Sediul comunității elene

Comunitatea elenă din Galați care, alături de cele din București, Constanța și Brăila, se numără printre cele mai vechi și mai reprezentative din țară, număra în perioada interbelică peste 10.000 de membri.
Dupa ce în anii 1947-1948 organizația grecilor și-a întrerupt activitatea pentru o lungă perioadă de timp, în urma schimbării din decembrie 1989, în luna aprilie 1990 Comunitatea elenă din Galati (C.E.Gl.) a fost reînființată, ea fiind continuatoare a vechii comunități grecești și, prin urmare, moștenitoarea de drept a bunurilor pe care le-a deținut aceasta. Plecările masive ale grecilor din perioada anilor '48-'50 și repatrierea din anii '75-'80 a partizanilor au făcut ca organizația grecilor din Galați, care este afiliată la Uniunea elenă din București, să numere în prezent doar aproximativ 1000 de membri, dintre care 78 sunt simpatizanți. Comunitatea grecilor revendică în acest moment Biserica Metamorphosis din Galați (actuala Biserică Greacă), precum și toate imobilele comunității din jurul acesteia, practic, pe lângă biserică, grecii din Galați mai dețineau actualul restaurant Olimpic, cinematograful Central, clădirea Stării Civile, o școală demolată în primăvara anului 1989 pe locul căreia s-a construit sediul Bancii Transilvania, o Cantină a Săracilor, de asemenea demolată, situată între Banca Transilvania și Starea Civilă plus câteva imobile situate pe străzile Portului, Sfântul Nicolae și Basarabiei.
Restaurantul Olimpic și Cinematograful Central au fost retrocedate către Comunitate în anul 2000, iar Oficiul Stării Civile în toamna anului 2009.

### Comunitatea evreiască

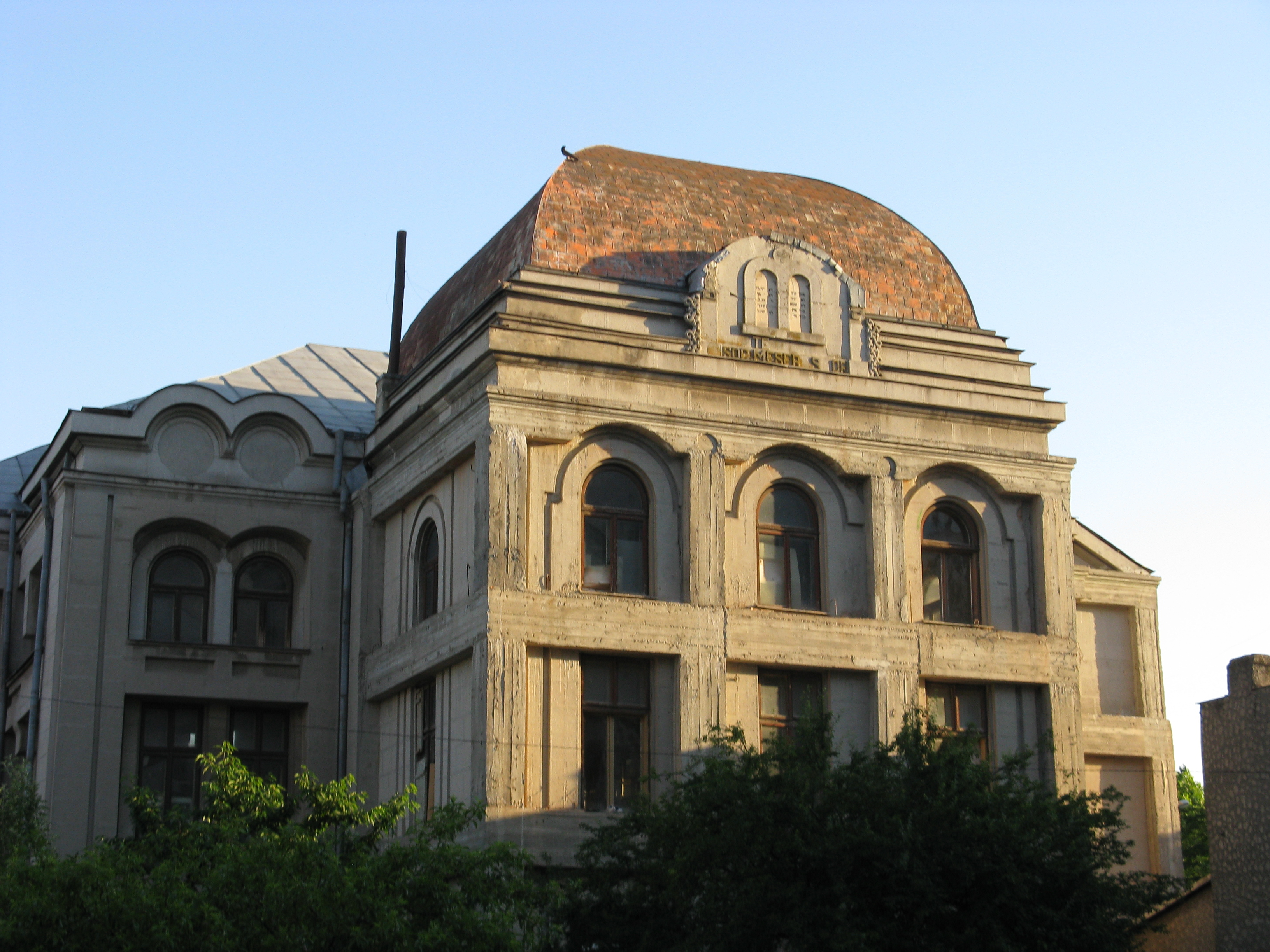
Templul Meseriașilor din Galați

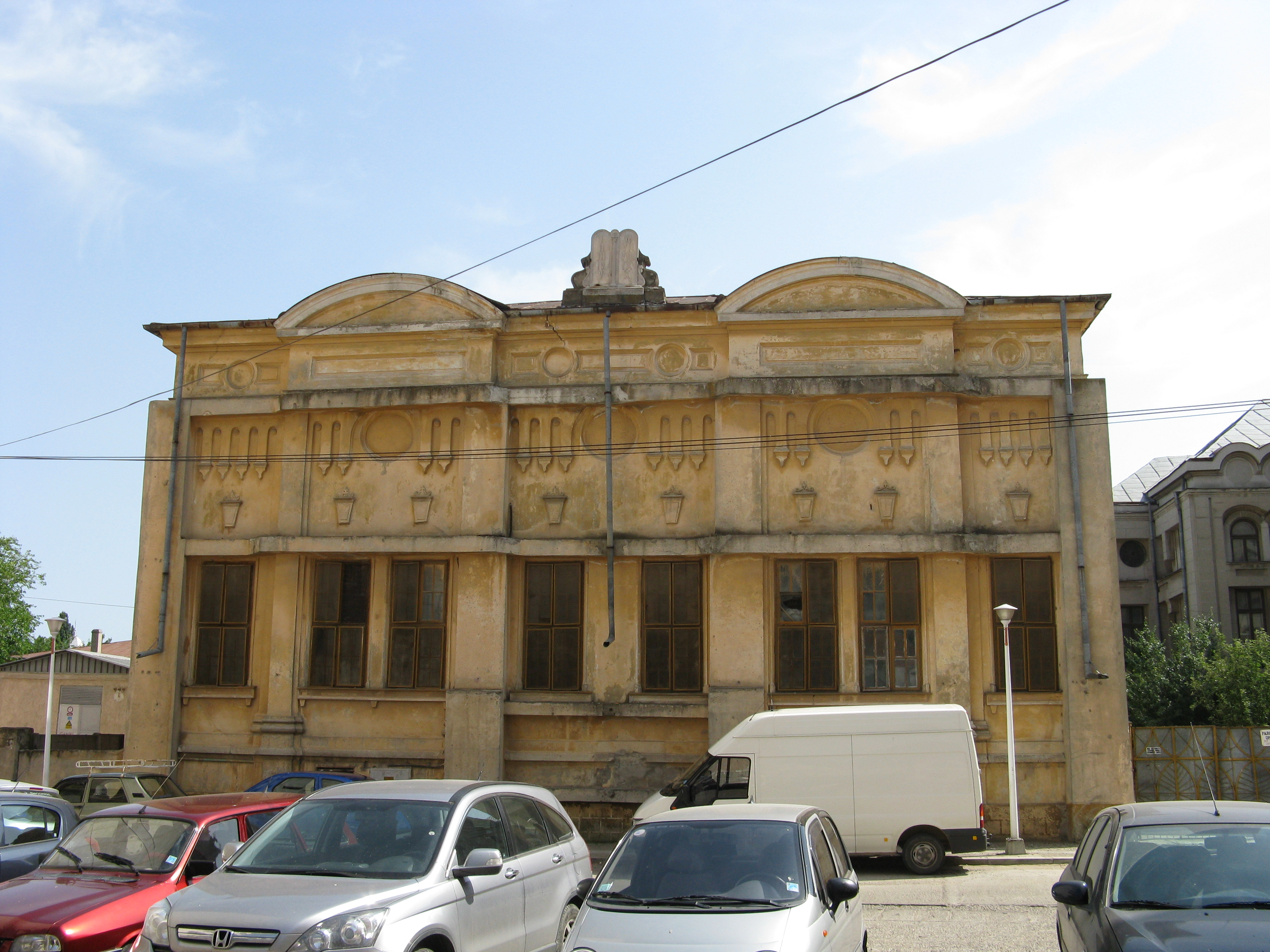
Sediul comunității evreiești

Istoricul I.B. Brociner, președinte al Comunității evreilor din Galați între 1875 - 1898, considera că israeliții au venit la malurile Dunării încă de pe vremea hazarilor, popor de origine turcă trecut la iudaism în secolul 8 după Hristos. Evreii erau principalii comercianți în singurul port al Moldovei din timpul lui Alexandru cel Bun și al lui Ștefan cel Mare, ei întreținând intense legături comerciale cu coreligionarii din Bizanț și lumea musulmană. Domnitorul Ștefan Tomșa (1611 - 1623), printr-o proclamație, i-a invitat pe negustorii evrei din Liov să practice nestingherit comerțul în Moldova. Așezați în valea orașului, evreii ocupau cea mai mare parte a străzii Dogarilor (astăzi Dogăriei) și străzile învecinate (Elicei, Chihan Vodă, Piata Moruzzi, Ceres, Griviței) până în cartierul Bădălan. Primul Cimitir Evreiesc este atestat documentar în 1590, iar un altul în 1629. Începând cu 1769, părăsesc zona și primesc autorizație pentru a se muta pe deal. Construcțiile sinagogale au început târziu în Galați, abia în 1730 fiind atestată o casă de rugăciuni a evreilor și doar peste 50 de ani se menționează în documente Sinagoga Mare de pe strada Podul de Piatră. S-au mai construit, între 1800 și 1848 două sinagogi, apoi alte 14 în a doua jumătate a secolului 19. Preocupați tradițional de învățătură, evreii din Galați înființau în 1859 prima școală primară, apoi înca una, iar în 1877 a fost constituit primul comitet școlar al comunității, anii următori înregistrând deschiderea altor școli Școala de fete "Silvya Schmierer", Școala populară de menaj "Lumina", o școală comercială pentru fete evreice, o grădiniță de copii, o școală profesională etc.). În 1919 ia ființă Liceul Comunității Evreilor (în prezent Liceul "Alexandru Ioan Cuza"), în clădirea acestuia aflându-se și sediul comunității. În vara anului 1941, școlile evreiești au fost transformate, până în luna noiembrie a aceluiași an, în lagăre de internare pentru evrei, liceul continuând să funcționeze într-un imobil pus la dispoziție de o familie din comunitate. Evreii s-au asociat în funcție de profesiile diverse pe care le practicau în Galați (Breasla croitorilor, Societatea meseriașilor israeliți, Societatea magazionerilor - Bender, Societatea funcționarilor din port - Junimea, Asociația zugravilor și vopsitorilor evrei etc.). Au înființat societăți de binefacere, culturale, sportive (tatăl celebrului pianist londonez Radu Lupu, Mauriciu Lupu, a fost un profesor de gimnastică foarte apreciat al sportivilor evrei), au scos diverse ziare și publicații specifice ("L'Echo Danubien", "Prietenii Sionului", "Pământeanul", "Akavat Zion", "Vocea Galațiului" s.a.). Nerecunoscuți ca cetățeni legitimi ai țării în care trăiau, deși participaseră cu entuziasm și la Revoluția din 1848 și la alegerea lui Alexandru Ioan Cuza ca domn în Principatele Unite Române, luptaseră în războiul de Independență și în cel de Întregire, abia în 1919, au obținut prin Decretul-Lege 9464, dreptul de cetățenie pentru toți cei născuți în România și care au satisfăcut legea recrutării. Acte de violență antisemită s-au mai înregistrat la 1932, cu prilejul Congresului Ligii Apărării Naționale Creștine a lui Cuza, în vara anului 1940, după ocuparea Basarabiei de către U.R.S.S., în timpul prigoanei legionare, dar și după reprimarea rebeliunii legionare.

### Alte comunități
În perioada 1850—1940, municipiul Galați a găzduit o numeroasă comunitate elvețiană. Gazeta Laussane notează într-un articol faptul că la 15.09.1923, elvețienii din Galați, serbează 60 de ani de la înființarea coloniei. În anul 1881, se deschide consulatul Elveției, situat pe Str. Mihai Bravu, în zona fostei închisori militare, actuala zonă a Inspectoratului pentru Situații de Urgență. Este avansat numărul aproximativ de 1000 de elvețieni la apogeul comunității. Mulți au venit odată cu șantierul liniilor de cale ferată.
Primele persoane din Orientul Îndepărtat au sosit relativ recent în Galați, fiind aduși de marile firme de construcție și de autorități pentru diverse lucrări edilitare. Din anul 2002, de când SIDEX Galați a fost vândut patronului Lakshmi Mittal la Galați, în centrul orașului și-a făcut apariția comunitatea indiană. Comunități importante de muncitori au sosit din anul 2018 în Galați. Aceștia provin din Sri Lanka, Nepal, Bangladesh, Pakistan, Vietnam etc.

## Administrație și politică

### Împărțire administrativă

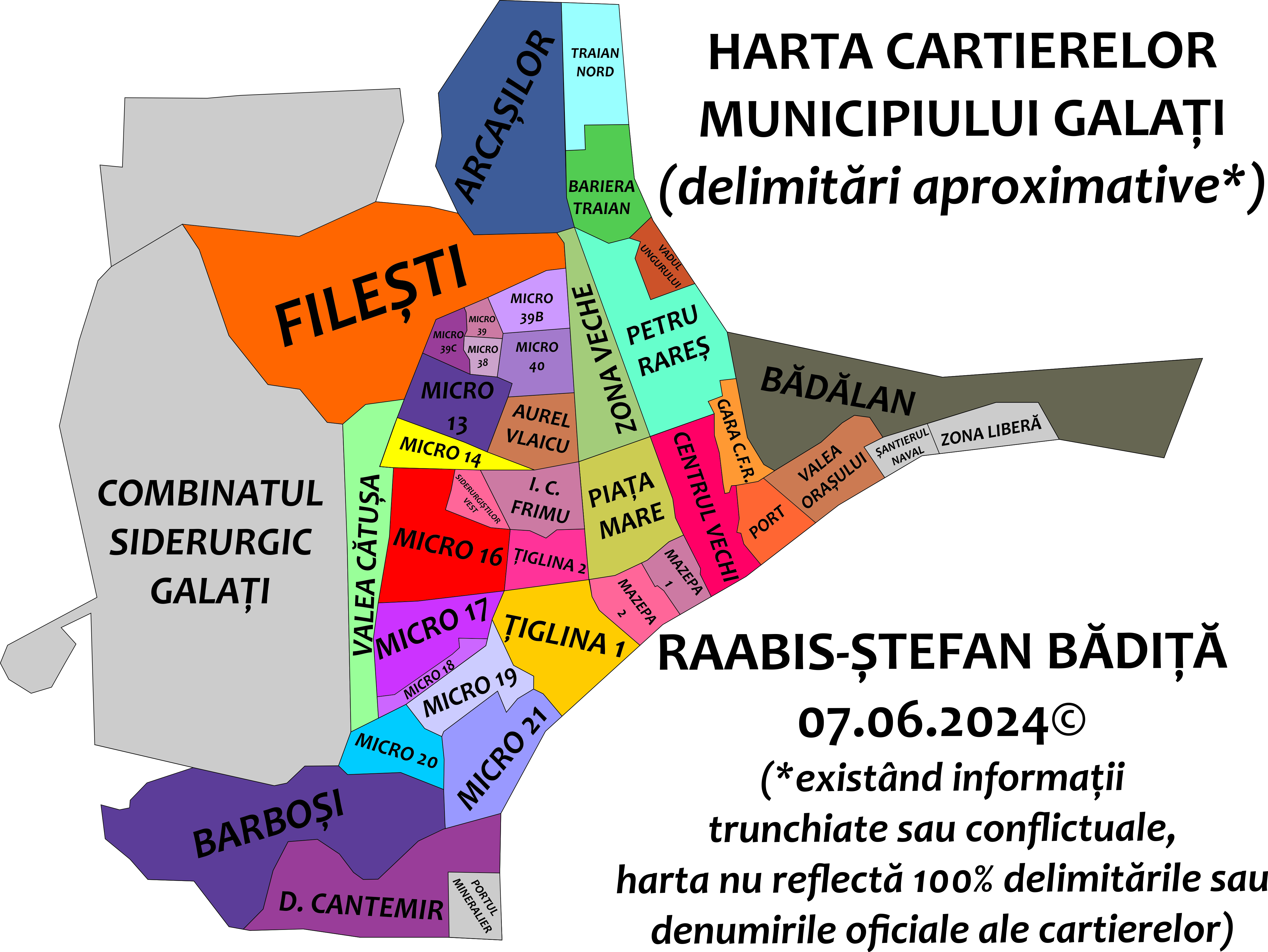

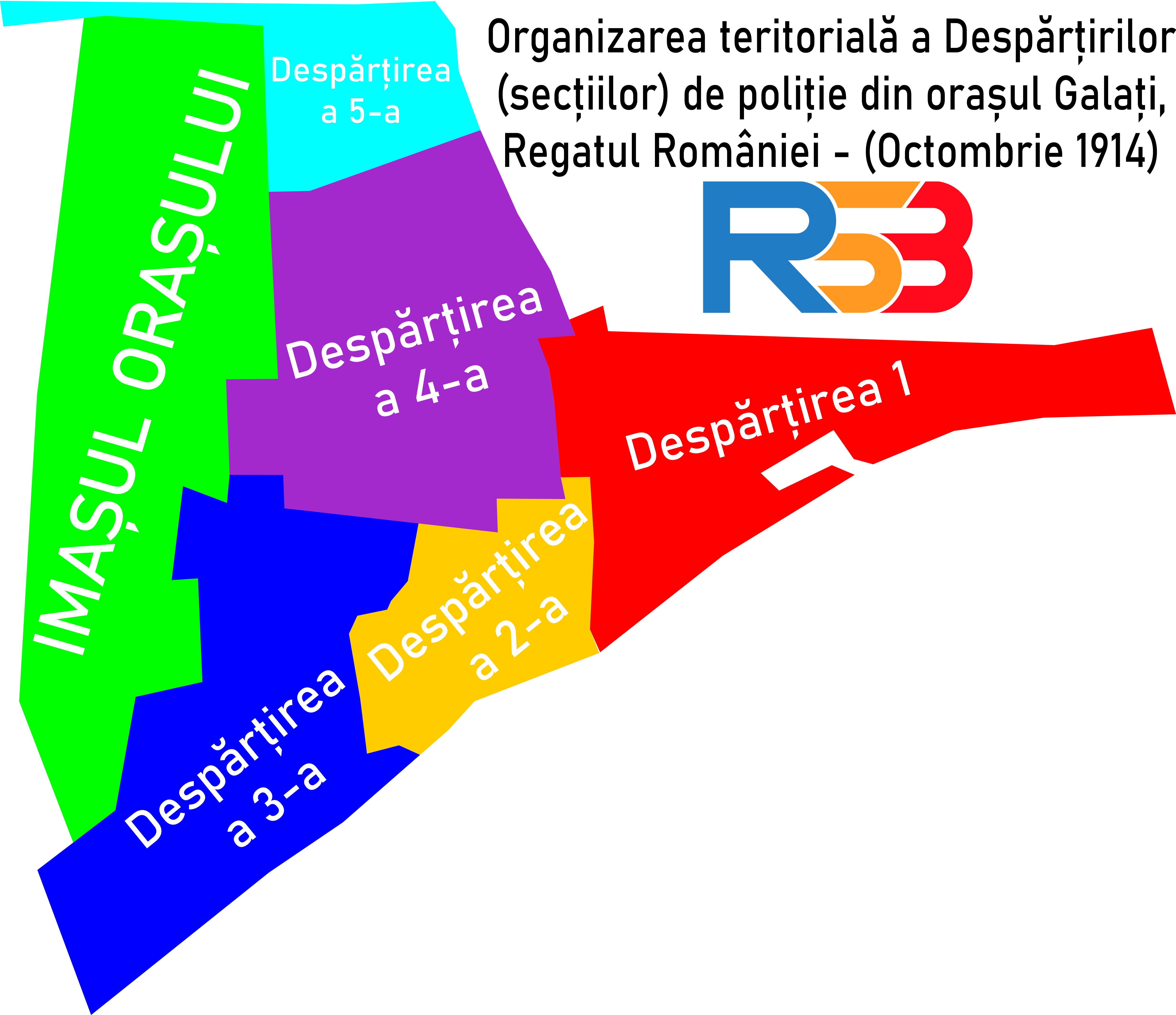
Secțiile de poliție din 1914 a orașului Galați

Precursorul secțiilor de poliție din zilele noastre era "Despărțirea". Orașul Galați avea conform planului detaliat din 1915, cinci secții de poliție, ce purtau numele de Despărțire. De remarcat și faptul că acestea aveau și sedii. Despărțirea 1-a (zona Gării-Docuri și Valea Orașului), Despărțirea 2-a (Centrul Vechi), Despărțirea 3-a (zona cuprinsă între Cimitirul Eternitatea, Str. A. Cernat, Str. Bucureștii Noi și actualul Liceu Pedagogic), Despărțirea 4-a (zona Pieței Centrale actuale) și Despărțirea 5-a (actuala zonă a Barierei Traian). În prezent, municipiul Galați are multe cartiere, dar din pricina unor informații conflictuale, mai multe denumiri sunt pentru același cartier (spre exemplu Micro 16 cu Țiglina 3, Micro 17 cu Țiglina 4, Aviației cu IC Frimu ș.a.m.d.), iar altele nu sunt oficiale. Harta cartierelor a fost realizată de Utilizator:Baditastefan din informațiile obținute cu prilejul cercetărilor făcute în arhivele orașului. 
| - Arcașilor - Traian Nord - Bariera Traian - Zona Veche (Ignat Rizer) - Petru Rareș - Vadu' Ungurului (denumire neoficială) - Gară - Bădălan - Port - Valea Orașului - Filești - Centrul Vechi - Mazepa 1 - Mazepa 2 - Piața Centrală - Țiglina 1 - Țiglina 2 | - Țiglina 3 (denumire neoficială) - Țiglina 4 (denumire neoficială) - Siderurgiștilor Vest - I.C. Frimu - Aurel Vlaicu - Valea Cătușa - Dimitrie Cantemir - Barboși - Micro 13 - Micro 14 - Micro 19 - Micro 20 - Micro 21 - Micro 39A - Micro 39B - Micro 39C - Micro 40 |
| | |

### Primăria și Consiliul Local
Municipiul Galați este administrat de un primar și un consiliu local compus din 27 consilieri. Primarul, Ionuț-Florin Pucheanu, de la Partidul Social Democrat, este în funcție din 2016. Începând cu alegerile locale din 2024, consiliul local are următoarea componență pe partide politice:
|  | Partid                          | Consilieri | Componența Consiliului | Componența Consiliului | Componența Consiliului | Componența Consiliului | Componența Consiliului | Componența Consiliului | Componența Consiliului | Componența Consiliului | Componența Consiliului | Componența Consiliului | Componența Consiliului | Componența Consiliului | Componența Consiliului | Componența Consiliului | Componența Consiliului | Componența Consiliului |
|  | ------------------------------- | ---------- | ---------------------- | ---------------------- | ---------------------- | ---------------------- | ---------------------- | ---------------------- | ---------------------- | ---------------------- | ---------------------- | ---------------------- | ---------------------- | ---------------------- | ---------------------- | ---------------------- | ---------------------- | ---------------------- |
|  | Partidul Social Democrat        | 16         |                        |                        |                        |                        |                        |                        |                        |                        |                        |                        |                        |                        |                        |                        |                        |                        |
|  | Pact pentru Galați              | 3          |                        |                        |                        |                        |                        |                        |                        |                        |                        |                        |                        |                        |                        |                        |                        |                        |
|  | Partidul Național Liberal       | 3          |                        |                        |                        |                        |                        |                        |                        |                        |                        |                        |                        |                        |                        |                        |                        |                        |
|  | Alianța pentru Unirea Românilor | 3          |                        |                        |                        |                        |                        |                        |                        |                        |                        |                        |                        |                        |                        |                        |                        |                        |
|  | Alianța Dreapta Unită           | 2          |                        |                        |                        |                        |                        |                        |                        |                        |                        |                        |                        |                        |                        |                        |                        |                        |

Consilierii locali ai municipiului Galați în mandatul 2024-2028 sunt următorii:
Partidul Social Democrat (România): Cristian-Sorin Enache (viceprimar), Lucian-Valeriu Andrei (viceprimar), Rodica Ciucă, Claudiu-Ionuț Vasile, Silviana Ciupercă, Dorin Otrocol, Gheorghe Bezman, Costel Gafton, Silvia Elena Atanasiu, Dumitru Poalelungi, Dragoș-George Axente, Oana-Monica Bulgaru, Dragoș-Lucian Magearu, Hristache Bogatu, Arthur-Viorel Tuluș și Ionuț Răzvan Mocanu.
Partidul Național Liberal (România): Eduard Ciulei, Alexandru Șerban și Rozalia Nistor.
PACT pentru Galați: Andrei Velea, Doru Căstăian și Gregor Teodorescu.
Alianța pentru Unirea Românilor: Daniela Simona Vreme, Gabriel Patriche și Ciprian Cârcotă.
Alianța Dreapta Unită: Daniela Șarpe (USR) și Petrișor Potec (FD).

### Primarii orașului Galați
Organizarea modernă a administrațiilor comunelor urbane a fost introdusă prin aplicarea Regulamentului Organic pe 13 ianuarie 1832. Premergător noii legiuiri, din 6 iunie 1830, orașul a fost administrat de o Comisie Orășănească formată din spătarul Dumitrache Codreanu, paharnicul Paraschiv Șerban și paharnicul A Oaprișan. Se mai numea și Comisia Poliției. În decembrie 1831, comisia a fost înlocuită de Sfatul Municipal, alcătuit din 3 membri. Primul sfat la Galați a fost alcătuit din Petrache Altântovici, Iordachi Mantu, Ioan Siminovici (aleși în 1832). Prima lege comunală, privind organizarea și administrarea comunelor urbane, cu adevărat modernă, a fost promulgată în 1864. În baza acestei legi, au fost aleși primarii și președinții de comisii interimare în fruntea urbei gălățene.

### Zona metropolitană

Zona Metropolitană Galați - Brăila - Măcin

Conform mai multor propuneri, municipiul Galați ar putea alege din 4 soluții pentru zona metropolitană. Conform legii, Zona Metropolitană înglobează toate comunele de pe o rază de maxim 30 de kilometri în jurul centrului metropolitan. 
Prima propunere, cea mai vehiculată, ar fi doar Zona Metropolitană Galați-Brăila. O a 2-a propunere, cel mai ușor de realizat, ar fi Zona Metropolitană Galați, care înglobează 13 comune din județul Galați.
Este cel mai ușor de realizat, cuprinde pe lângă municipiul Galați și comunele: Smârdan, Tulucești, Pechea, Schela, Slobozia-Conachi, Braniștea, Independența, Piscu, Cuza-Vodă (recent desprinsă din comuna Slobozia-Conachi), Frumușița, Vânători, Șendreni și Scânteiești. Populația aproximativă ar fi de 350.000 de locuitori. Se estimează că populația zonei metropolitane Galați-Brăila-Măcin-Isaccea (urbane și rurale la un loc) va fi în jur de 600.000 de locuitori.

ZONA METROPOLITANA GALATI
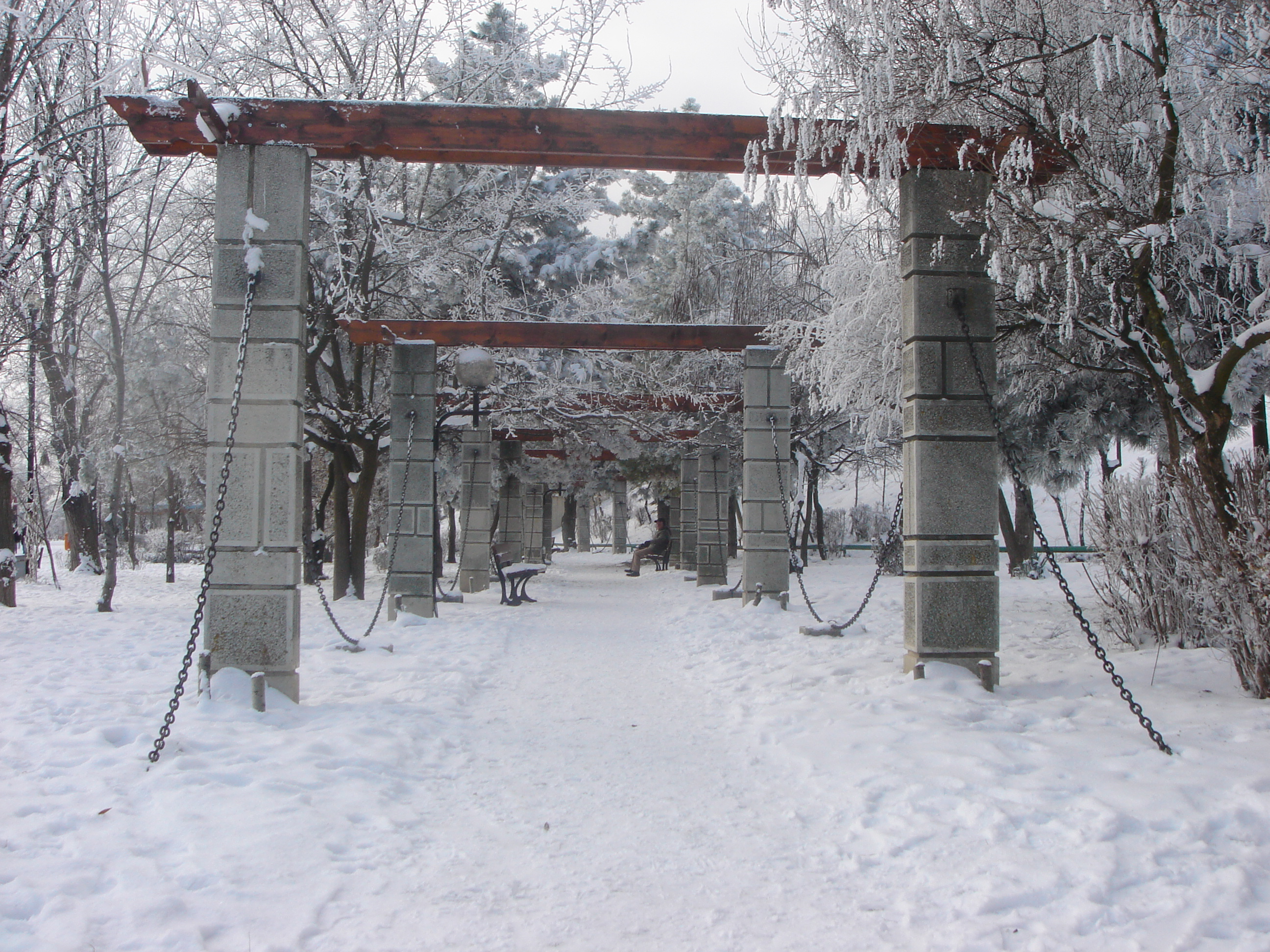
Promenadă pe Faleza Galațiului
Un palmier pe Bulevardul Brăilei
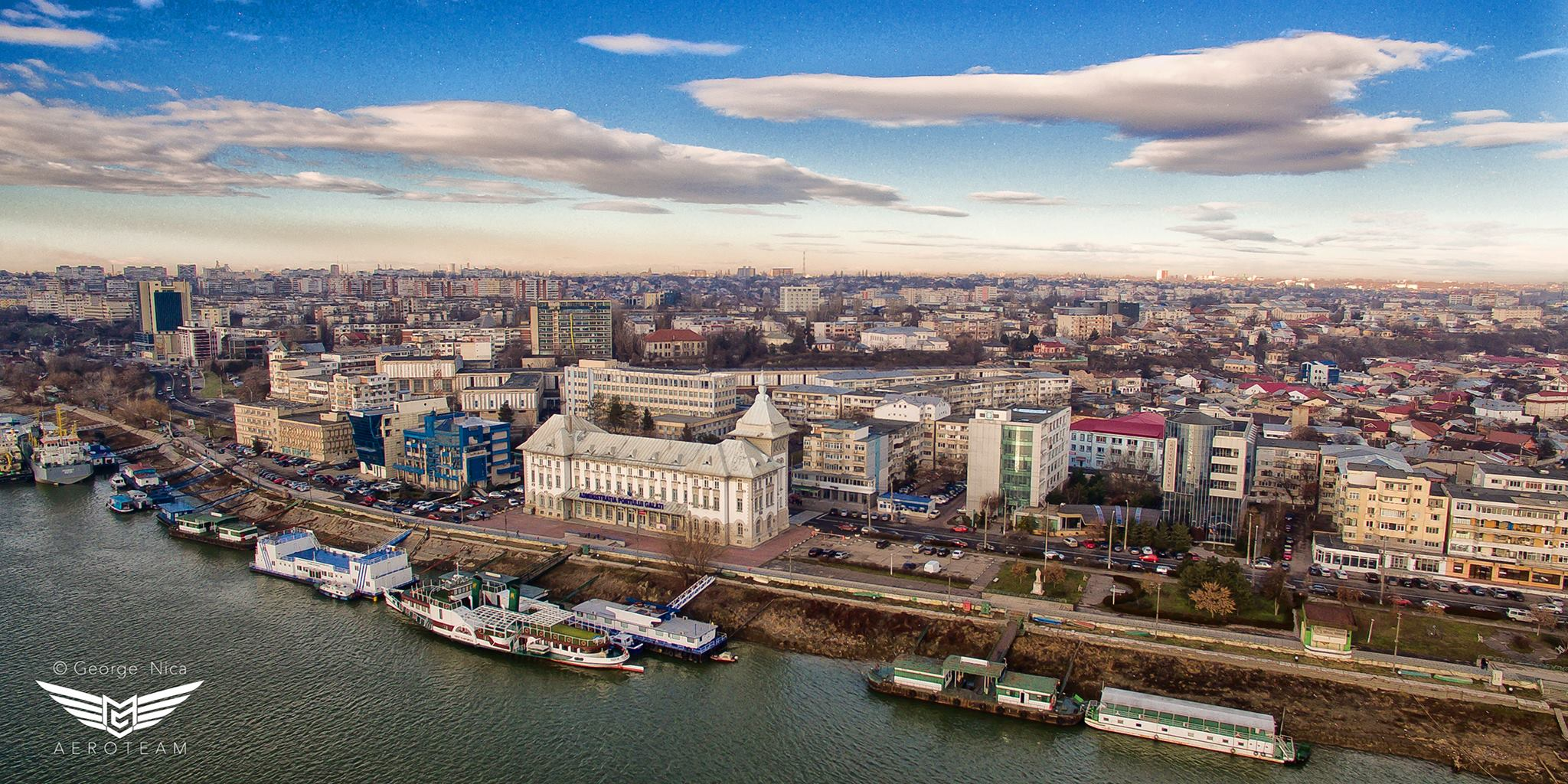
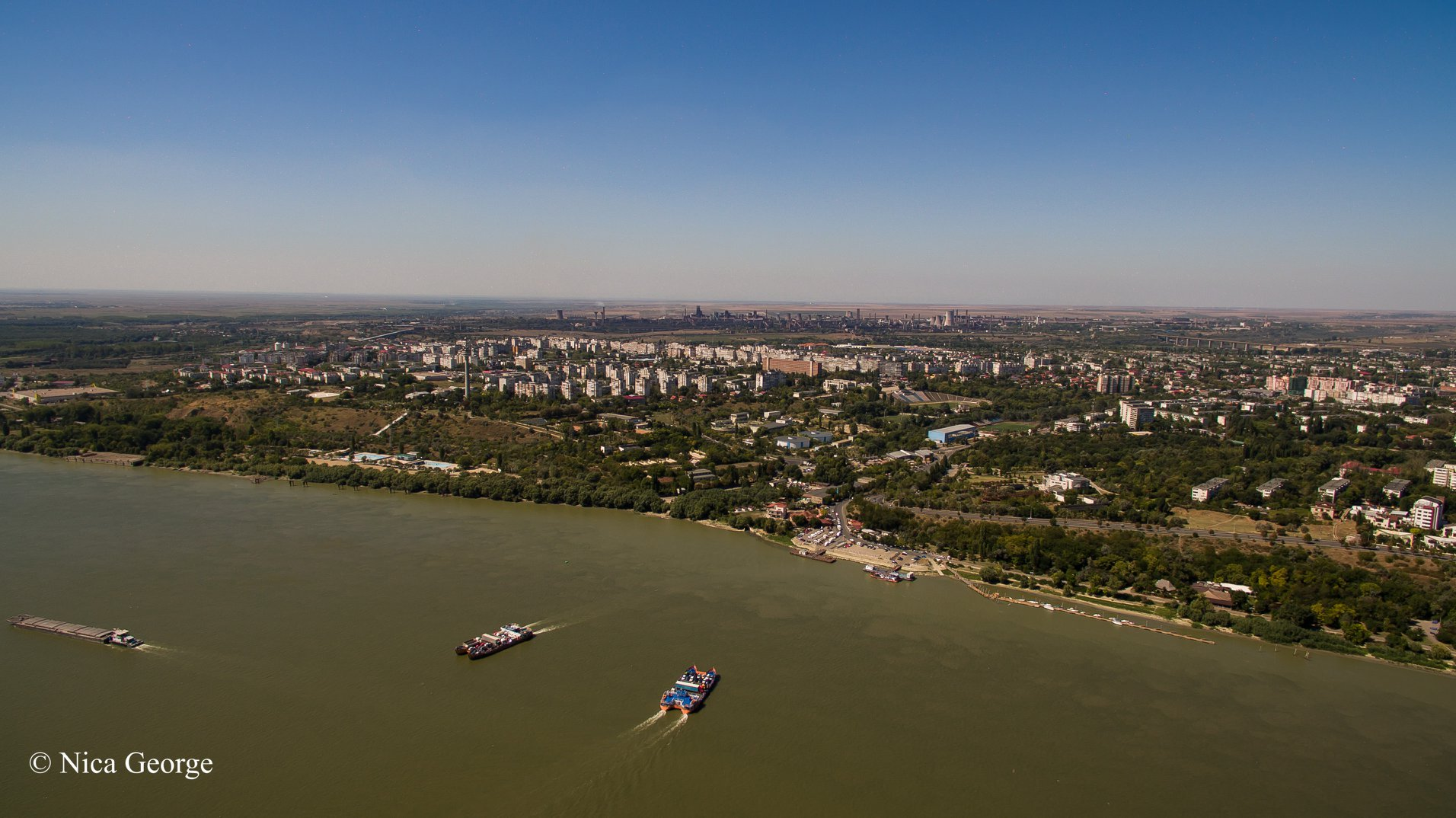
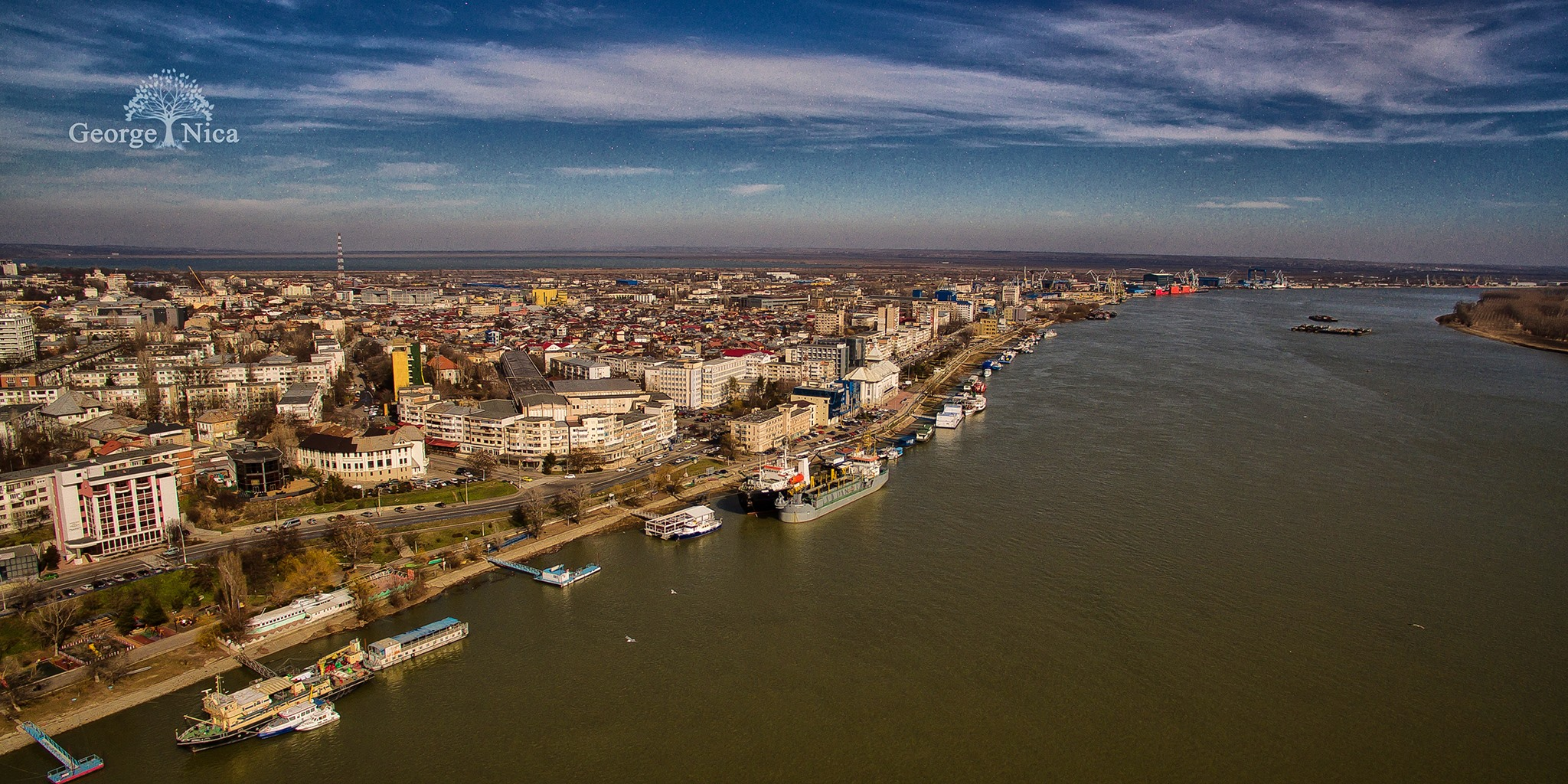

### Heraldică
Stema orașului Galați este un scut tăiat de un brâu ondulat de argint; în partea superioară, pe fond albastru, este o corabie neagră cu două catarge având pânzele și flamurile din argint, navigând pe o apă; câmpul inferior, despicat; în dreapta pe fond roșu, doi pești de argint, ridicați cu capetele întoarse spre flancurile scutului; în cartierul secund, pe fond auriu, un caduceu negru. Scutul este timbrat de o coroană murală de argint, formată din șapte turnuri. Ambarcațiunea din partea superioară a scutului amintește că acest oraș este un important port la Dunăre, atestarea lui documentară port, datând din secolul al XV-lea; peștii scot în evidență faptul că acest port a avut un rol definitoriu în dezvoltarea pescuitului; caduceul este atribuit zeului Mercur, zeu al comerțului. Acesta simbolizează intensa activitate comercială practicată la Galați.

## Economie

Combinatul Siderurgic ArcelorMittal

Poziția geo-strategică a județului Galați, aflat la răscrucea principalelor rute comerciale care traversează Europa, de la Est la Vest și de la Nord către Sud, existența celui mai mare complex de porturi fluviale pe Dunăre, înalta calificare a forței de muncă reprezintă atuuri demne de atenția potențialilor investitori străini. Procesul de restructurare și de privatizare al marilor întreprinderi industriale, comerciale, agricole sau de servicii, oferă numeroase oportunități investitorilor, dată fiind viabilitatea demonstrată de capacitatea acestora de a-și fi menținut și chiar lărgit piața. Zona Liberă Galați, înființată în 1993, amplasată pe malul Dunării la sud-est de orașul Galați constituie un argument în plus pentru atragerea viitorilor investitori în această zonă, prin facilitățile fiscale pe care le oferă. Avantajele oferite de amplasamentul Zonei Libere Galați (suprafață totală de 137 ha) se constituie în accesul la importantele magistrale de transporturi fluviale (canalul Rin - Main - Dunăre), de transporturi feroviare (inclusiv transferul la ecartamentul larg) și rutiere precum și în accesul la chei și la instalațiile portuare, poziționarea pe Dunărea maritimă la 80 km de Marea Neagră și foarte aproape de frontierele cu Ucraina și Republica Moldova. În Galați se găsește singurul parc de software din România. Parcul de software de la Galați a fost inaugurat în martie 2004 și a avut de la bun început un grad de ocupare de 100%. În prezent, în parcul de software Galati lucreaza 500 de angajați permanenți plus înca aproape 100 de colaboratori, la un număr de 31 de firme, dintre care patru, Oracle, HP, Microsoft și Sun Microsystems, au deschis, împreuna cu Universitatea „Dunărea de Jos”, centre de cercetare și dezvoltare. Universitatea „Dunărea de Jos” este singura instituție din regiune care are o facultate de calculatoare.

#### Ramuri industriale existente
- Industria metalurgică din Galați realiza 55,6% din producția de oțel a României, 55% din cea a producției de laminate și 90,4% din producția de tablă și benzi laminate la rece. Mai mult de jumătate din producția metalurgică este exportată. În luna Iulie a anului 2025, Combinatul Liberty Galați este în pragul falimentului.
- Industria navală, ramură de mare tradiție în oraș, furnizează flotei fluviale și maritime nave de până la 65.000 tdw (barje, vrachiere, mineraliere, remorchere, petroliere) și platforme de foraj marin. Galațiul este unul din cele mai mari noduri de trafic comercial din România, conectat la principalele coridoare de comunicație europeană: pe cale fluvială la Canalul Main-Dunăre care leagă Marea Nordului de Marea Neagră; prin căile ferate se asigură transferul de la ecartamentul european către cel folosit în țările ex-sovietice;
- Zona Liberă Galați este un punct strategic în zona de est a orașului, pe teritoriul acesteia întâlnindu-se toate căile de comunicație enumerate mai sus: rutier, feroviar mixt ruso-european și naval; are stație de triaj Barboși Triaj în satul Movileni. Transportul rutier se realizează printr-o rețea densă de șosele naționale și județene. Orașul Galați, amplasat pe malul stâng al Dunării, la 80 km de Delta Dunării, are patru porturi, un port pentru transportul de persoane și trei pentru transportul de mărfuri. Galațiul este al doilea port al României, cu posibilitate de conectare la Marea Neagră, de la Galați Dunărea fiind maritimă. Prin porturile sale se realizează cea mai importantă parte a exportului de cherestea a României. Cel mai important port la Dunăre, construit acum 12 decenii, Port Bazinul Nou oferă o serie de servicii: facilități de încărcare, descărcare, legare, depozitare pentru bunuri, rulouri, oțel, aluminiu, cherestea, bușteni, cereale, mașini și alte încărcături.

Prin poziția sa geografică, Zona Liberă Galați continuă tradiția statutului de Porto Franco pe care Galațiul l-a obținut în perioada 1837 - 1883, având acces la Dunare. Prin infrastructura modernă, în conjuncție cu avantajele naturale oferite de canalul de navigație al Dunarii, Zona Liberă Galați oferă avantaje speciale pentru investitori, deopotrivă români sau străini. Exonerările de taxe, garanțiile de stat pentru investițiile realizate, operațiile financiare realizate în monedă straină convertibilă sunt măsuri pentru a atrage investitorii.
Municipiul Galați este cel mai important centru român de industrie maritimă. Șantierul Naval DAMEN SA ansamblează și repară nave de până la 65.000 tdw.
În Galați se află de asemeni cel mai mare combinat siderurgic din România, Arcelor Mittal S.A., care împreună cu alte unități specializate, formează un sector metalurgic și siderurgic puternic.
Din anul 2001 pâna în prezent, combinatul siderurgic din Galați a cunoscut mai multe denumiri: LNM Holdings, Mittal Steel
și în prezent Arcelor Mittal. Parte a celui mai mare grup mondial din industria de profil, combinatul asigură jumătate din 
necesarul de oțel al României. Cu investiții ce depăsesc 600 de milioane de dolari, în peste 7 ani Arcelor Mittal Galați
a depășit o cifra anuală de afaceri de 6 miliarde RON. Din 27000 de angajați câți erau în 2001, s-a ajuns în 2006 la 16000,
iar în 2009 la 11000. Investițiile în tehnologie modernă au accelerat transformarea combinatului.
Ținta administrației este cresterea eficienței de la nivelul de 280 tone de oțel anual pe angajat la 600 tone de oțel anual 
pe angajat cât reprezintă media europeană.
Din anul 2009 combinatul siderurgic Arcelor Mittal Galați a devenit centrul Diviziei Produse Plate Europa de Sud-Est, care va încorpora activitatea altor doua unități, din Macedonia și din Turcia.
Zece companii din Galați sunt prezente în top 30 al Regiunii de SE în funcție de cifra de afaceri: Arcelor Mittal SA, Arabesque SRL, Electrocentrale SA, Damen SA, Mairon SA, Vega 93 SRL, Euro-P.E.C SA, Mairon Holding Ltd. SRL, Navrom SA, Prutul SA.
Indicii producției industriale au fost în anul 2007 realizați în procent de 102,1% , comparat cu aceeași perioadă a anului 2006.
Creșteri semnificative ale producției s-au înregistrat în: industria construcțiilor metalice și a produselor din metal (120,4) ; producția de mobilier ( 111,5) ; industria metalurgică (102,7%) ; captarea, tratarea și distribuția apei (101,1%).
Scăderi ale producției s-au remarcat în : industria de mașini și echipamente (72,9%) ; edituri , poligrafie și reproducerea înregistrărilor pe suporți (92,6%) ; industria alimentară și a băuturilor (98,4%).

### Firmele și forța de muncă
Din totalul de 23.715 de operatori economici activi înregistrați la Registrul Camerei de Comerț, Industrie și Agricultură din Galați la sfârșitul anului 2008, 150 de mari companii asigură locuri de muncă pentru majoritatea salariaților din județ. Firmele private reprezintă 97,5% din numărul total al întreprinderilor. Structura firmelor după forma de proprietate: dintre cei 23.715 agenți economici, 5678 sunt asociații familiale și persoane fizice și 18.037 sunt societăți comerciale. Totalul operatorilor economici activi din Galați reprezintă 2.1% din totalul operatorilor economici activi din întreaga țară.

### Comerț
Municipiul Galați are o rețea bine dezvoltată de agenți comerciali. Numeroaselor centre comerciale deja existente, li se mai adaugă încă trei, ce se află în diferite stadii și unul posibil la nivel de proiect. Merită amintit faptul că două centre comerciale se află pe ruinele a două fabrici mari, cea de tablă Cristea Nicolae și I.S.C.L. Ambele terenuri au fost cumpărate de dezvoltatorul Nepi Rockcastle, iar cel de-al doilea centru comercial, va fi construit împreună cu 30 de blocuri nou-nouțe. 
Lista centrelor comerciale mari din municipiul Galați:
- Centrul Comercial Shopping City cu Carrefour, se află pe Bd. Coșbuc;
- Centrul Comercial Atac, se află pe Bd. Galați;
- Centrul Comercial Kaufland 1, se află în cartierul Micro 21;
- Centrul Comercial Kaufland 2, se află în cartierul Micro 17;
- Centrul Comercial Kaufland 3, se află în cartierul Micro 40;
- Centrul Comercial Selgros, se află pe Bd. Galați;
- Centrul Comercial Metro, se afllă pe DN 26, km 5;
- Centrul Comercial Supeco, se află pe Bd. Milcov;
- Centrul Comercial Brico, se află pe Str. Domnească;
- Centrul Comercial Dedeman, se află pe Str. Prelungirea Brăilei;
- Centrul Comercial Winmarkt Modern (deschis de pe timpul comuniștilor);
- Centrul Comercial Dunărea, se află pe Bd. Brăilei;
- Centrul Comercial Panda, se află pe Str. Saturn;
- Centrul Comercial Altex Megastore, se află în cartierul Micro 21;
- Centrul Comercial Mere, se află pe Bd. Traian;
- Diferite magazine cu specific chinezesc.

De asemenea, în construcție se află:
- Centrul Comercial Shopping City 2 cu Carrefour, pe Str. Ana Ipătescu;
- Centrul Comercial Leroy Merlin, pe Str. Dr. C-tin Levaditi; (posibil cu încă un Kaufland)
- Cenrtul Comercial Kaufland 4, pe Magistrala CSG, în zona blocurilor de nefamiliști;
- Centrul Comercial Decathlon, încă se află la stadiul de prospectare.

Totodată, orașul are o rețea densă de diferite lanțuri de magazine:
- Profi Super;
- Noi Market;
- Penny (cinci locații);
- Lidl (cinci locații);
- Aurora.

La capitolul alimentație, următoarele lanțuri sunt prezente în Galați:
- Full House (7 restaurante) - este un lanț autohton;
- Mc Donald's (2 restaurante);
- KFC (2 restaurante);
- Shaormeria Băneasa (2 locații);
- Fryday (un restaurant);
- Burger King (un restaurant);
- Pizza Hut (un restaurant);
- Simigeria Luca (un restaurant și alte 11 locații);
- Mesopotamia (un restaurant);
- Spartan (un restaurant).

Pe lista de magazine specializate în vânzarea de electronice & electrocasnice, Galațiul are:
- Altex (două magazine);
- Flanco (două magazine).

## Transport

### Transportul rutier
Municipiul Galați are 6 intrări dinspre: Tulcea, Brăila, Tecuci, Smârdan, Bârlad și Republica Moldova/Ucraina. Sunt 3 autogări dispuse în zone diferite: Autogara Dumitru lângă gara mare, Autogara Dunărea la ieșirea spre Tecuci și Autogara Traian în Bariera Traian, la ieșirea spre Bârlad. Centura veche a Galațiului a devenit o stradă locuită pe ambele părți, așadar există un proiect pentru noua centură a Galațiului, ce va avea o lungime de 33 de kilometri, va ocoli Galațiul de la Șendreni până dincolo de lacul Brateș și va trece pe lângă noul aeroport. La capitolul legături directe interne, orașul Galați este conectat cu multe orașe din România (Botoșani, Suceava, Iași, Brașov, București, Constanța, Sibiu etc) dar și legături directe internaționale putem enumera destule destinații (Odesa, Chișinău, Istanbul, Atena, Madrid, Roma, Stockholm, Amsterdam, Londra, Paris etc).

### Transportul public

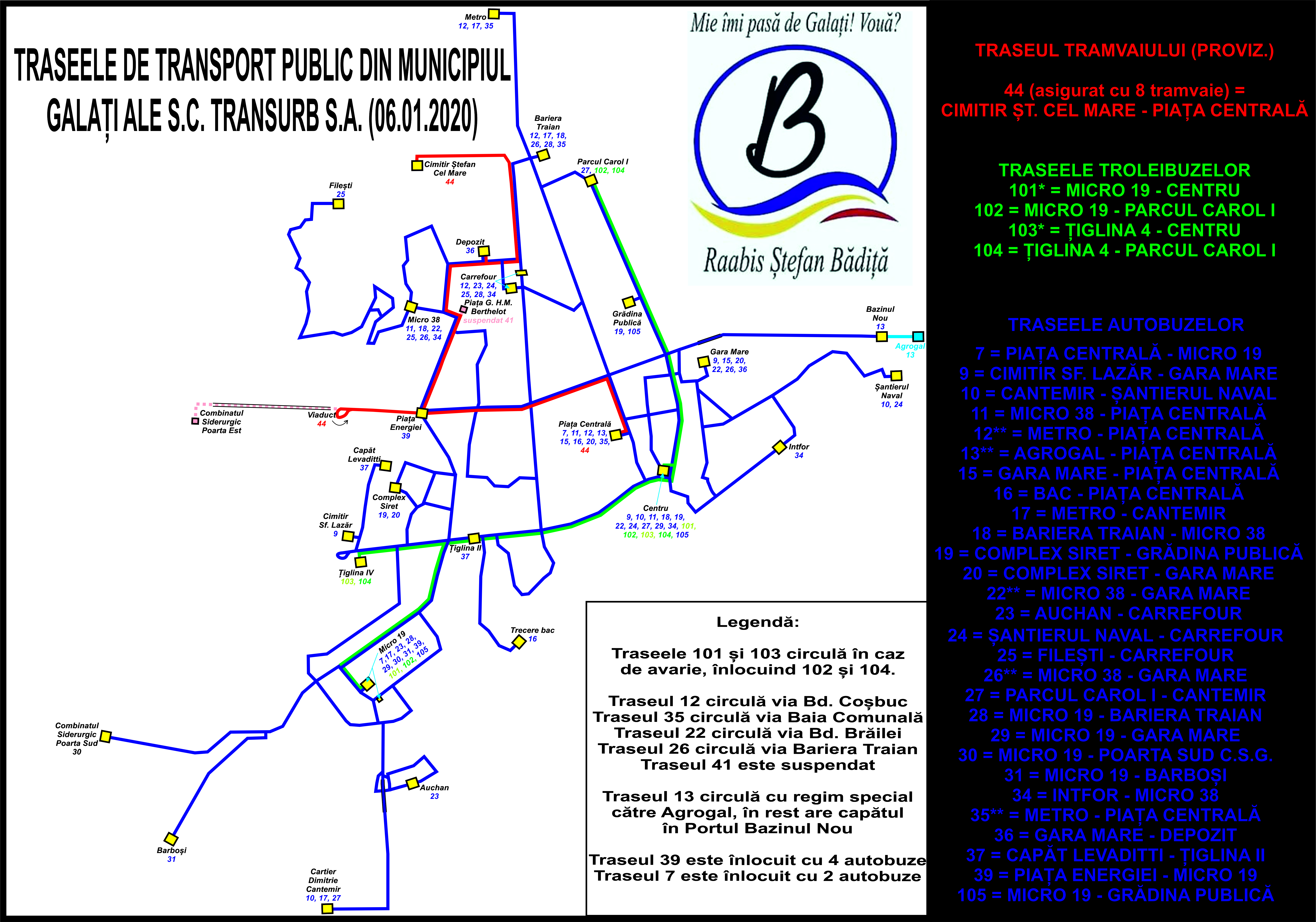
Harta traseelor din Galați în 2020

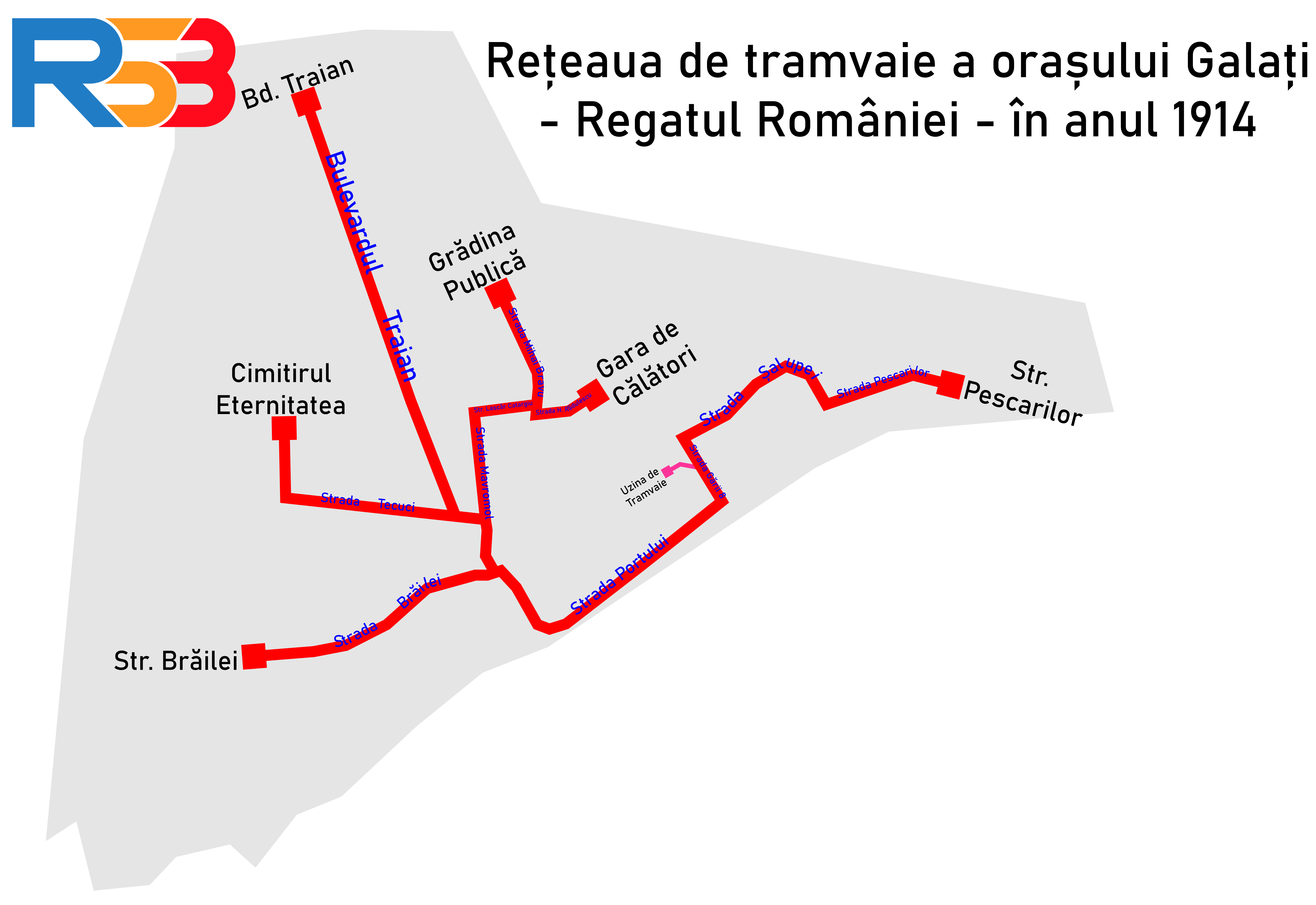
Rețeaua de tramvaie din Galați în anul 1914

Transportul în comun este asigurat de societatea "S.C. Transurb S.A. Galați", care din data de 9 mai 2016 a redevenit operator unic în municipiul Galați, lucru ce încetase din 1994 când în oraș au năpădit maxi-taxi-urile. Linia preorășenească care urmează traseul Biserica Sfântu Mina - Piața Energiei - Combinat - Smârdan - Cișmele este deservită de autobuzele lui Lucian Bute. A fost în trecut traseul 14. Galațiul este unul dintre puținele orașe ale țării noastre în care se mai găsesc toate cele trei mijloace de transport în comun, clasice: troleibuz, autobuz și tramvai (excepție făcând Bucureștiul care are și metrou). În prezent rețeaua de tramvaie este în refacere. S-au refăcut total tronsoanele Piața Mare - Baia Comunală - Cimitirul Eternitatea - Piața Energiei și Bd. Siderurgiștilor - Micro 19. Următoarea etapă va cuprinde tronsoanele de pe Bd. Siderurgiștilor. Din 2019 restul rețelei de tramvai ce nu a fost reconstruită, va intra în lucrări pentru a primi noile tramvaie moderne. Totodată este programată extinderea rețelei de troleibuz în Gara Mare, pe Bd. Traian, Bd. Galați și posibil până la Metro. Pe 1 Aprilie 2020, debutează Sistemul Electronic de Taxare și Informare (SETI) în transportul public. Acesta va ajuta autoritățile să supravegheze mult mai bine transportul local și, totodată, va permite îmbunătățirea serviciului. Acest SETI este cel mai performant din lume, în clasa sa de competențe. Începând cu data de 1 Martie 2020, datorită lucrărilor de reabilitare a itinerariului Spitalul de Copii - Spitalul de Boli Infecțioase, în oraș nu mai circulă tramvaiele. Din 1 Aprilie 2021, unele trasee au fost scurtate și introduse alte două noi trasee. Tramvaiele se vor întoarce în anul 2022. Totodată, începând cu aducerea troleibuzelor noi, s-a votat culoarea turcoaz ca standard în transportul public. La sfarsitul anului 2021 s-a reluat circulatia tramvaielor pe traseul 7, iar la inceputul anului 2022 a fost redat si traseul 39. In anul 2023 a fost redat si traseul 44. Au fost achizitionate 8 tramvaie noi care au ajuns in anul 2021, iar in prezent se desfasoara licitatie pentru alte 10 tramvaie noi. Momentan se circula cu 8 tramvaie noi dar si circa 12 tramvaie model vechi, pe toate cele trei trasee ramase in Galati. Parcul rulant de care dispune Transurb Galați la începutul anului 2020, este format din 257 unități de transport, fiecare de origine și producție diferită. Dintre acestea, la nivelul anului 2023, la standarde europene sunt 105 unități, mai precis cele 17 troleibuze Solaris, cele 20 de minibuze Karsan Jest+ și cele 40 de autobuze BMC Procity 12. De asemenea, au fost achizitionate 20 autobuze hibrid marca Solaris Urbino 12. In anul 2021 au fost aduse 8 tramvaie noi care au intrat in serviciu regulat. Exista in prezent ,2023, licitatie in derulare pentru inca 10 tramvaie si 20 autobuze electrice. În luna Decembrie a anului 2023, ASTRA vagoane a câștigat licitația pentru furnizarea a 10 tramvaie noi asemeni celor 8 existente în Galați. În anul 2024 a fost semnat contractul. Tot în luna decembrie a anului 2023, Solaris a câștigat licitațiile pentru 40 autobuze electrice, din care 20 sunt model de 9 m Urbino 9 electric iar celelalte 20 sunt modelul Urbino 12 Electric . Contractele au fost semnate în luna Ianuarie a anului 2024. Încă se află în circulație două troleibuze MAZ T203, acestea fiind scoase ocazional pe traseu la ore de vârf. Începând cu anul 2025, pe traseele din Galați, circulă numai cele 167 de mijloace de transport nou-nouțe, aduse începând cu anul 2017.
| - 17 troleibuze Solaris 26Tr - 20 de autobuze Solaris Urbino10 Electric - 20 de autobuze Solaris Urbino12 Hibrid | - 18 tramvaie Astra Autentic - 40 de autobuze BMC ProCity | - 22 de autobuze Solaris Urbino12 Electric - 10 minibuze Karsan Jest+ Electric - 20 minibuze Karsan Jest+ Euro 6 |

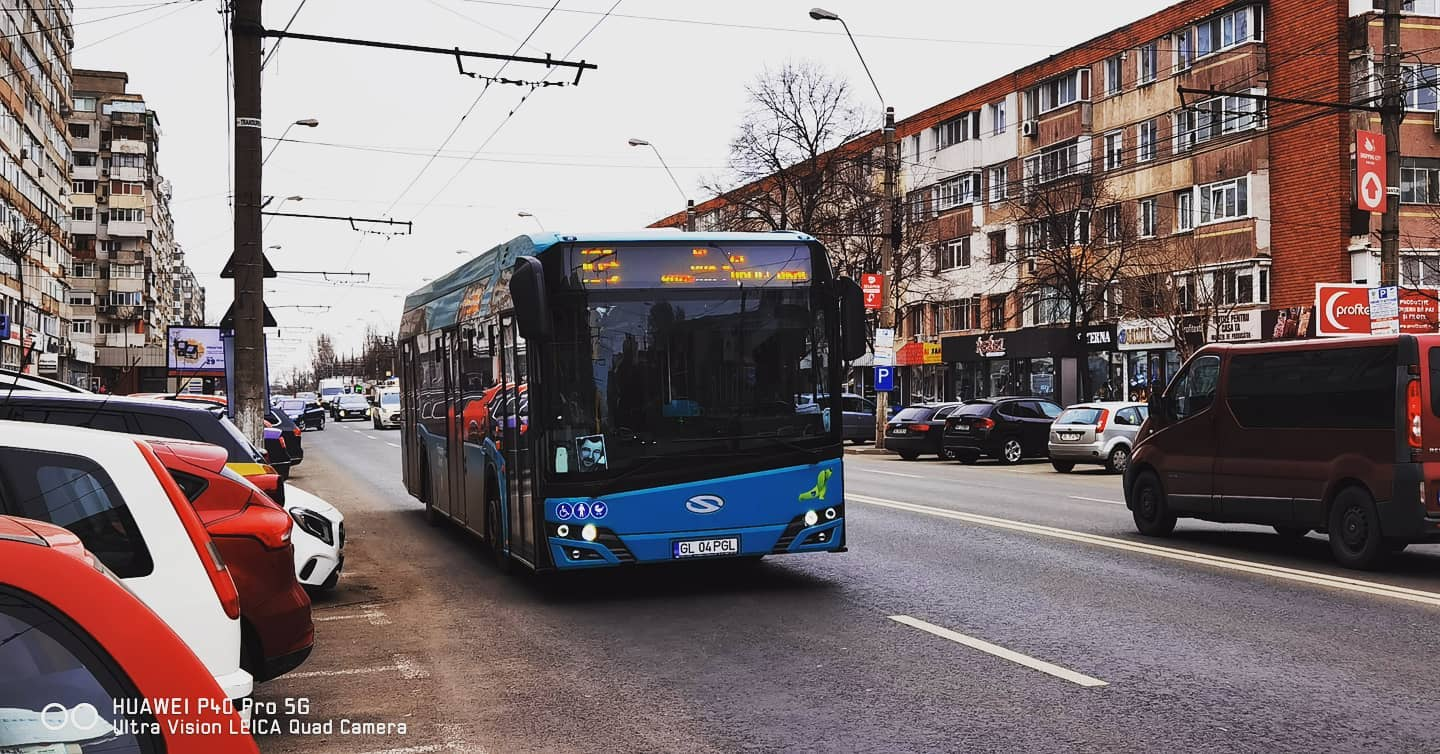
Autobuz Solaris Urbino
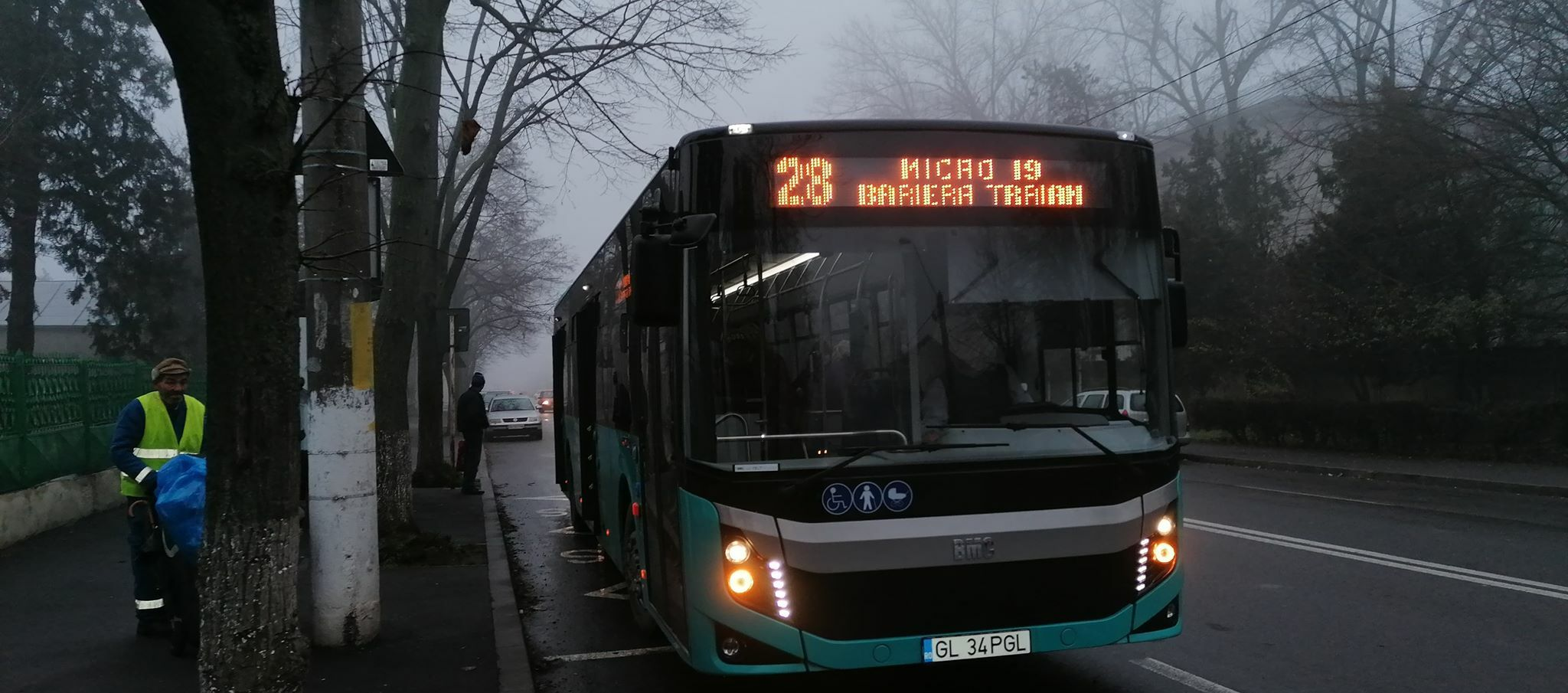
Autobuz BMC Procity
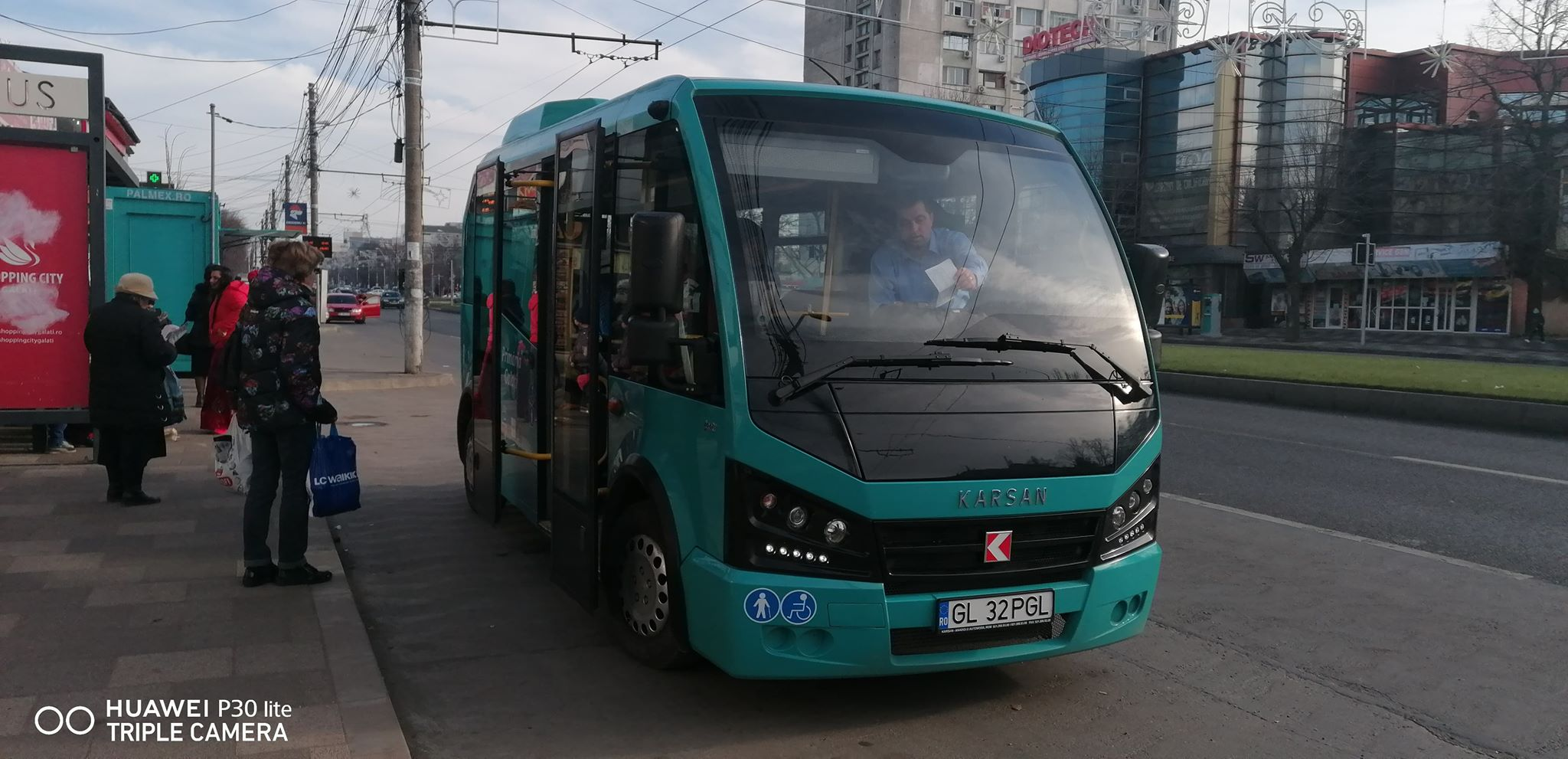
Minibuz Karsan Jest+
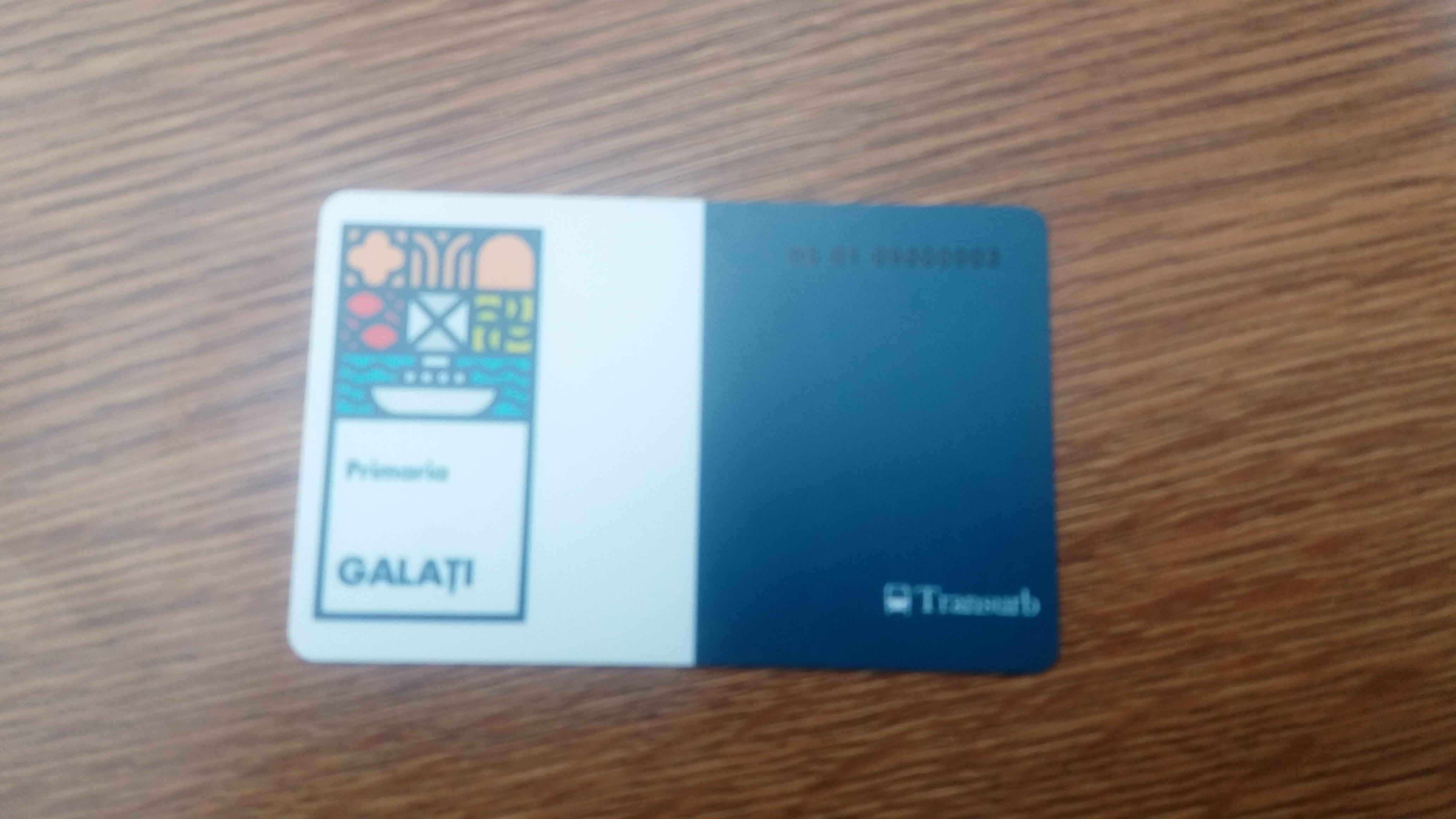
Cartelă Transurb Galați
Autobuz Rocar U 412
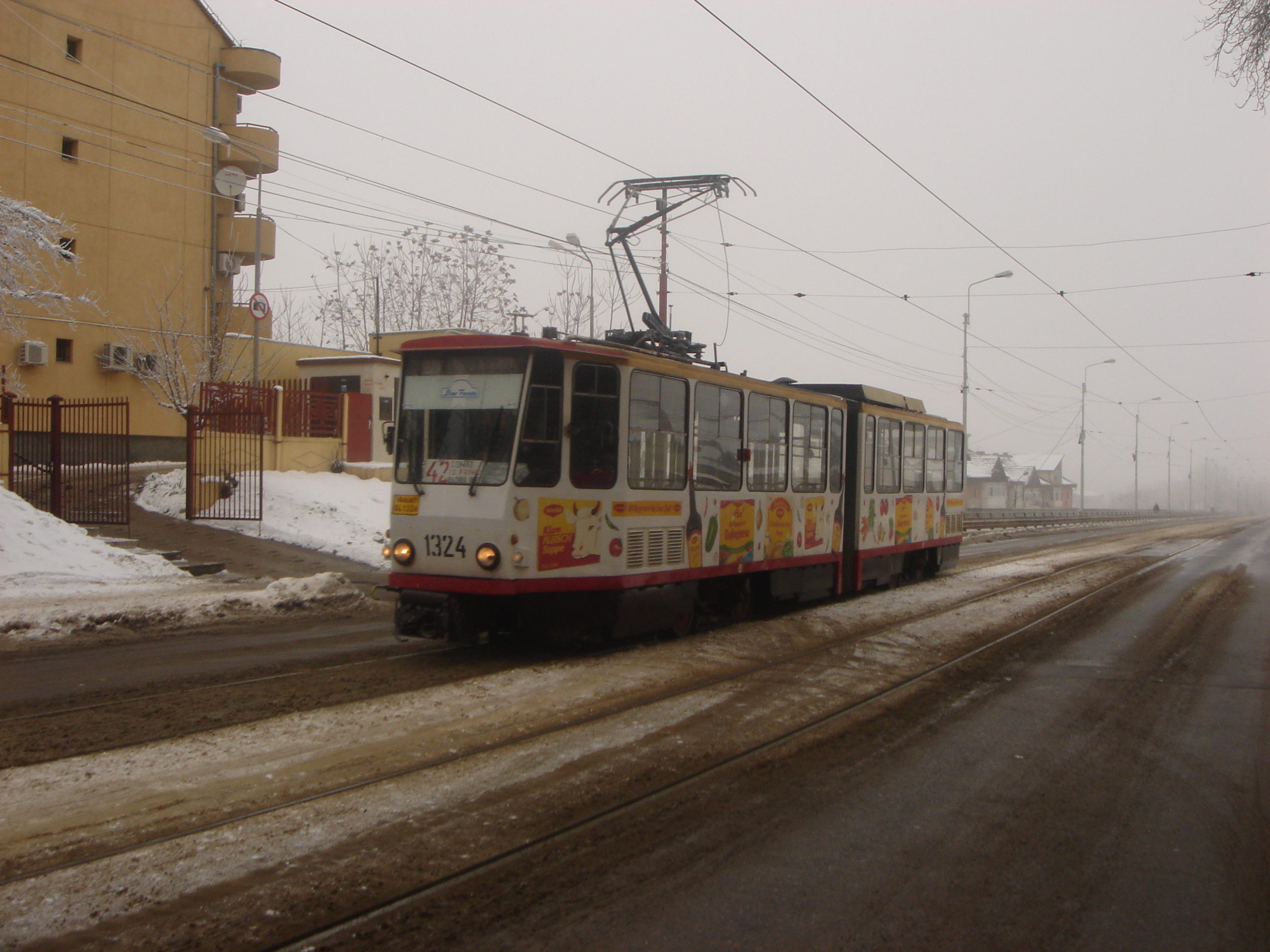
Tramvai KT-4D
Troleibuz MAZ 203T
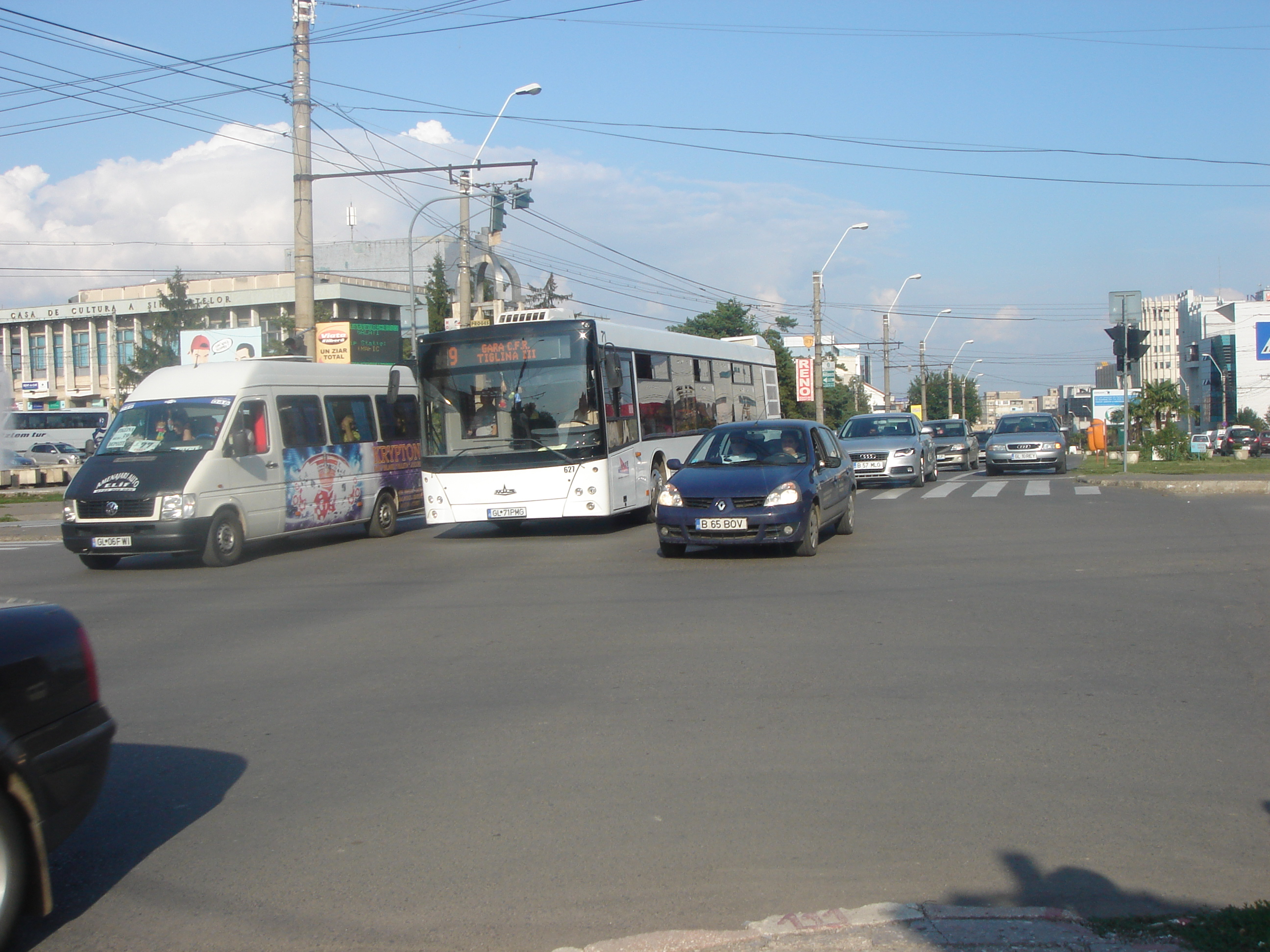
Autobuz MAZ 203
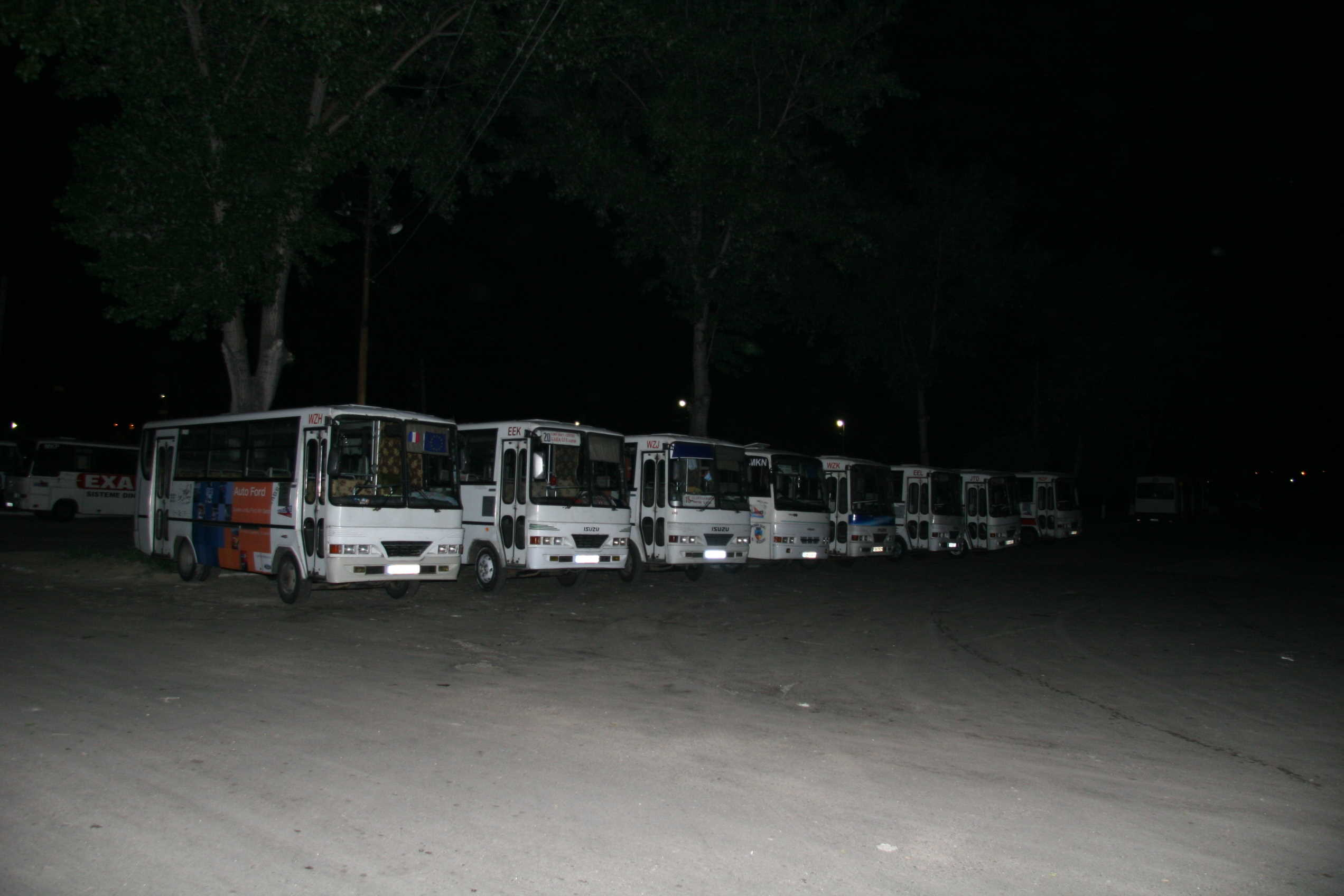
Autobuze Isuzu casate
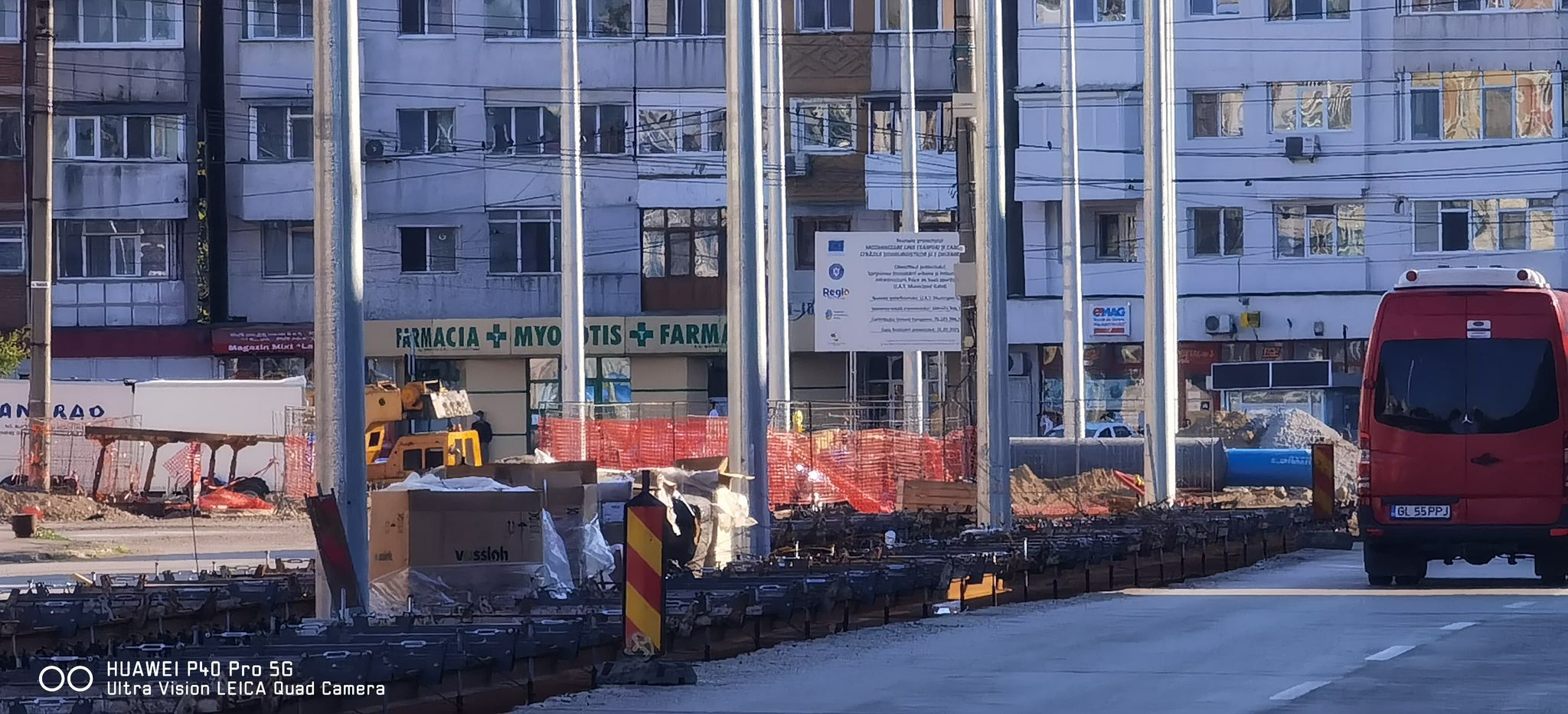
Lucrări la rețeaua de tramvaie
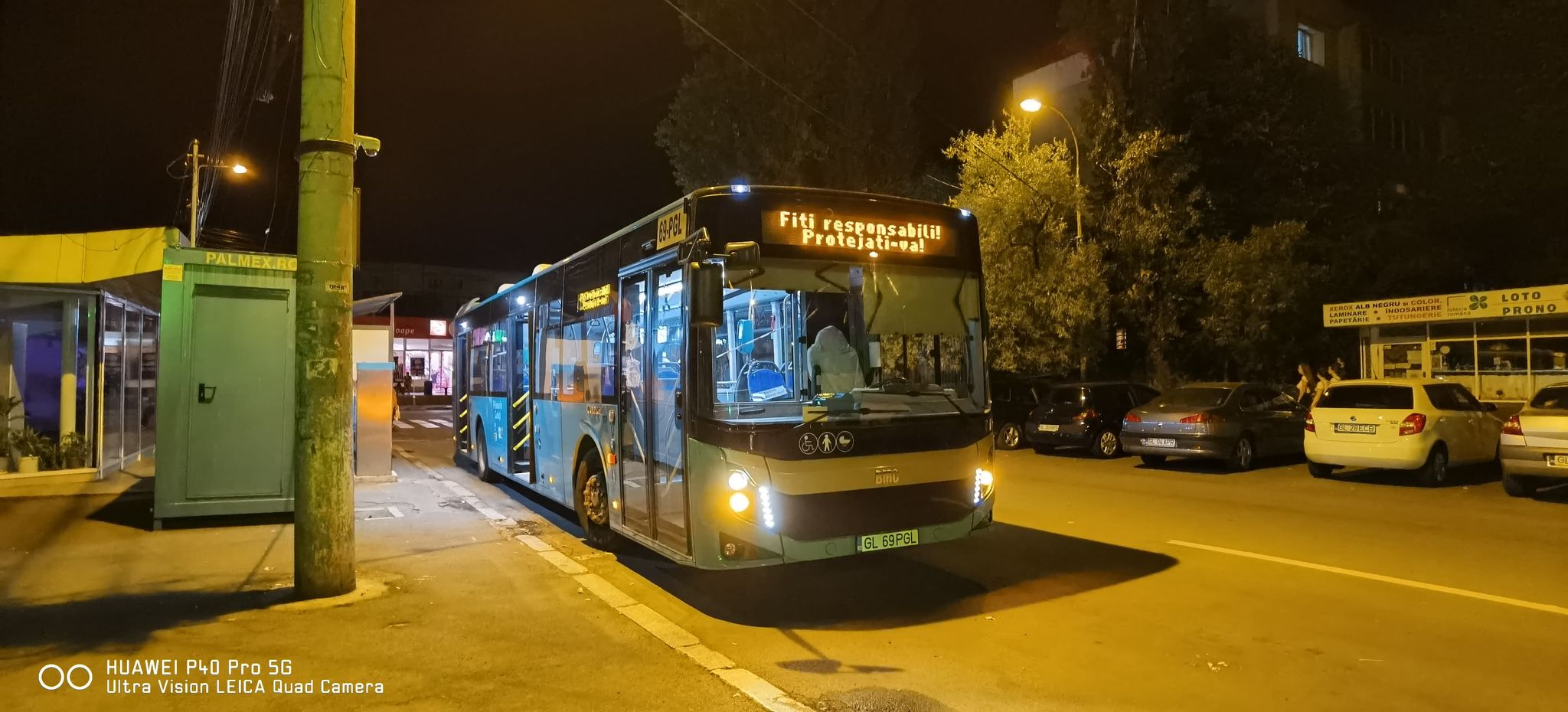
Autobuz BMC Procity
Autobuz Cobra Gyuleruz retras
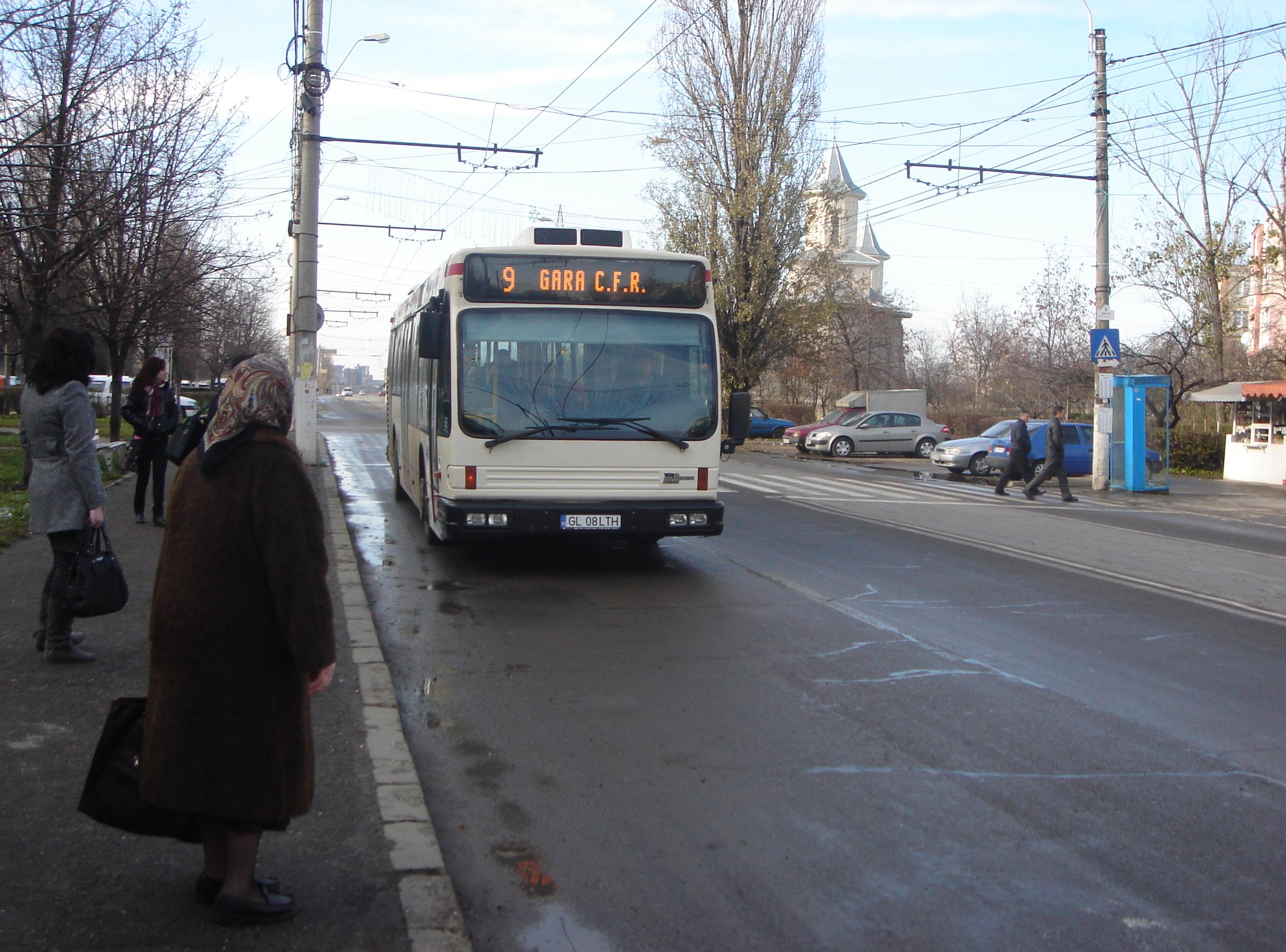
Autobuz DAF B96
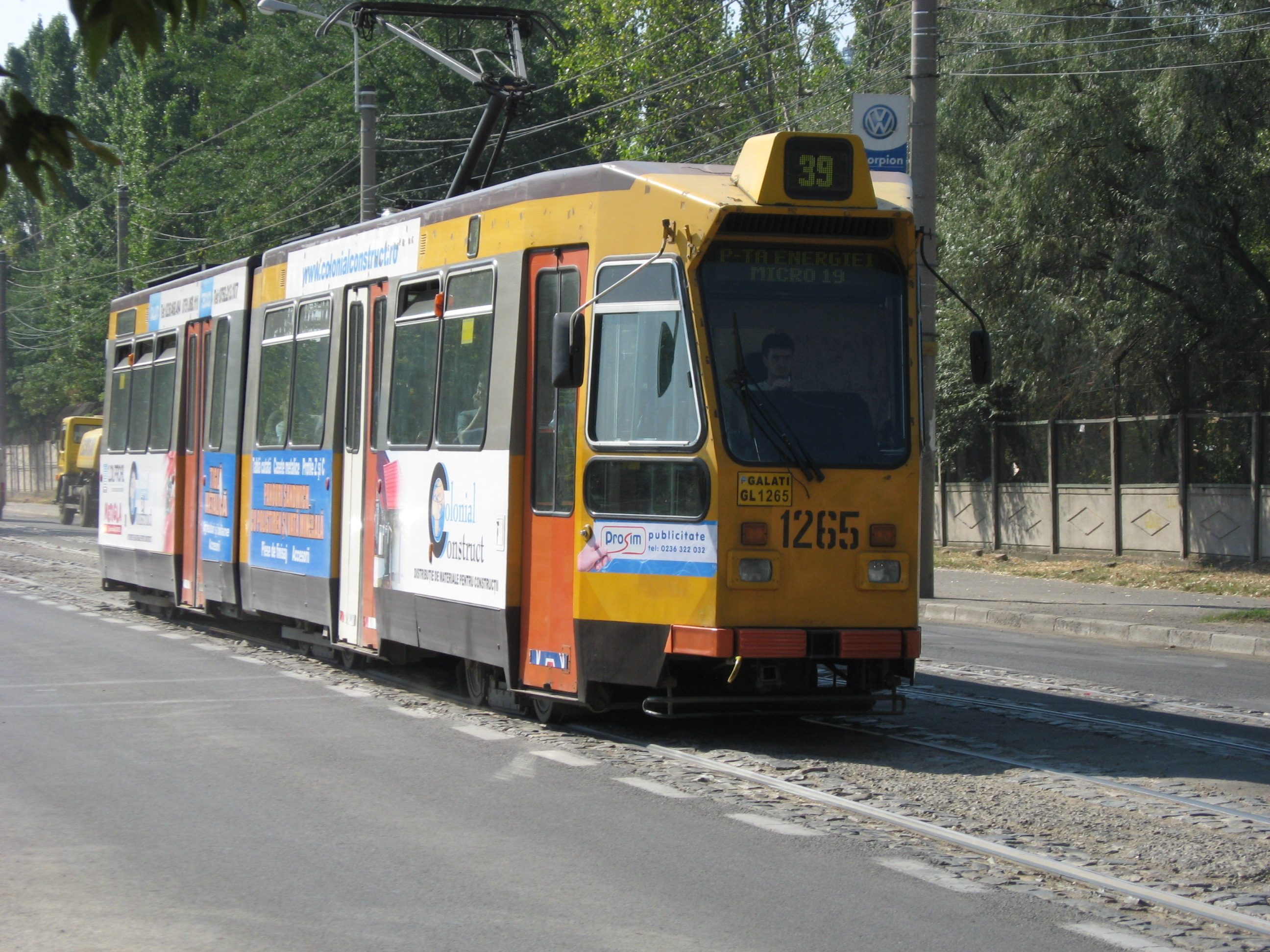
Tramvai ZGT-6
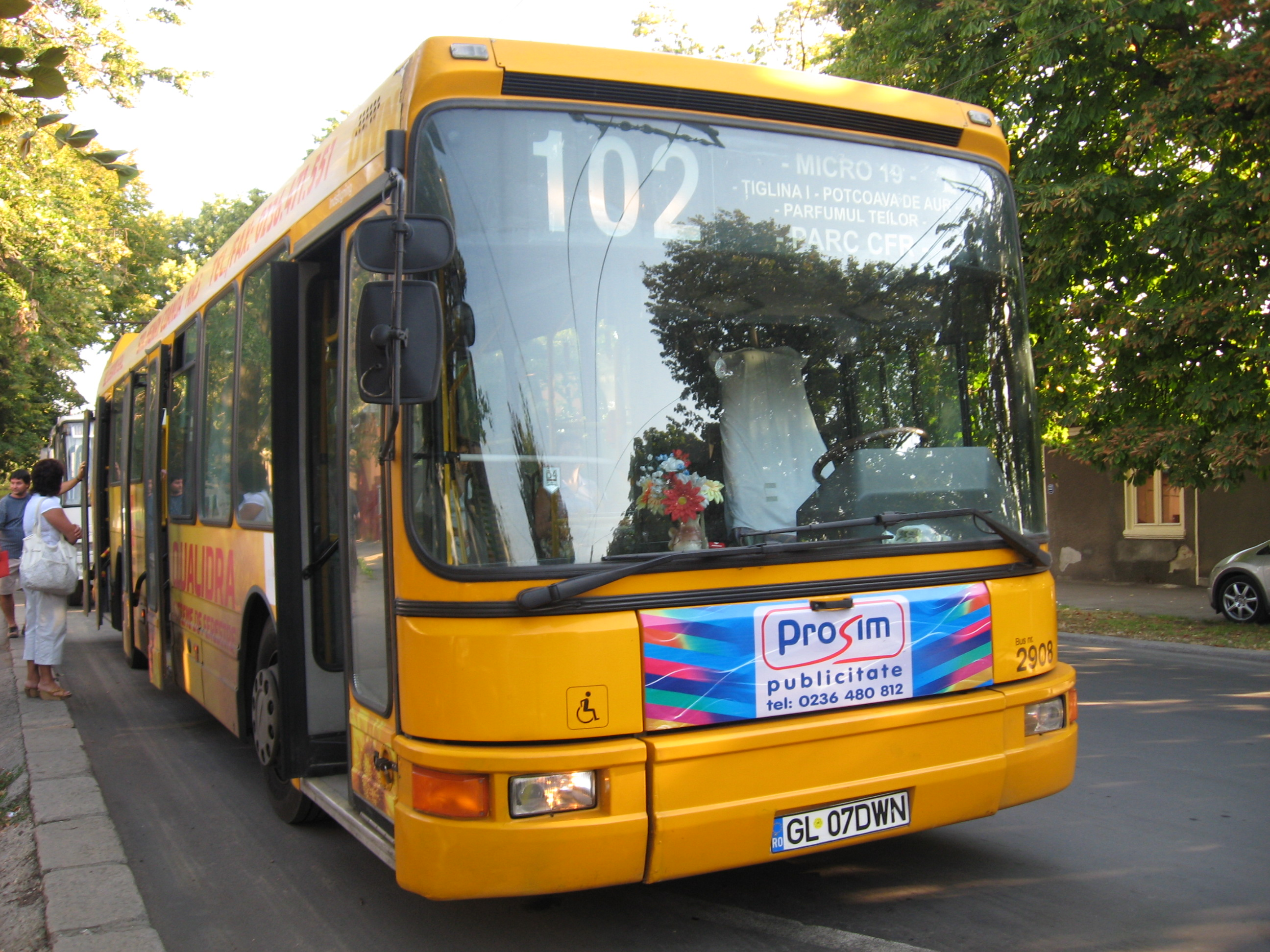
Autobuz DAB 15-1200C
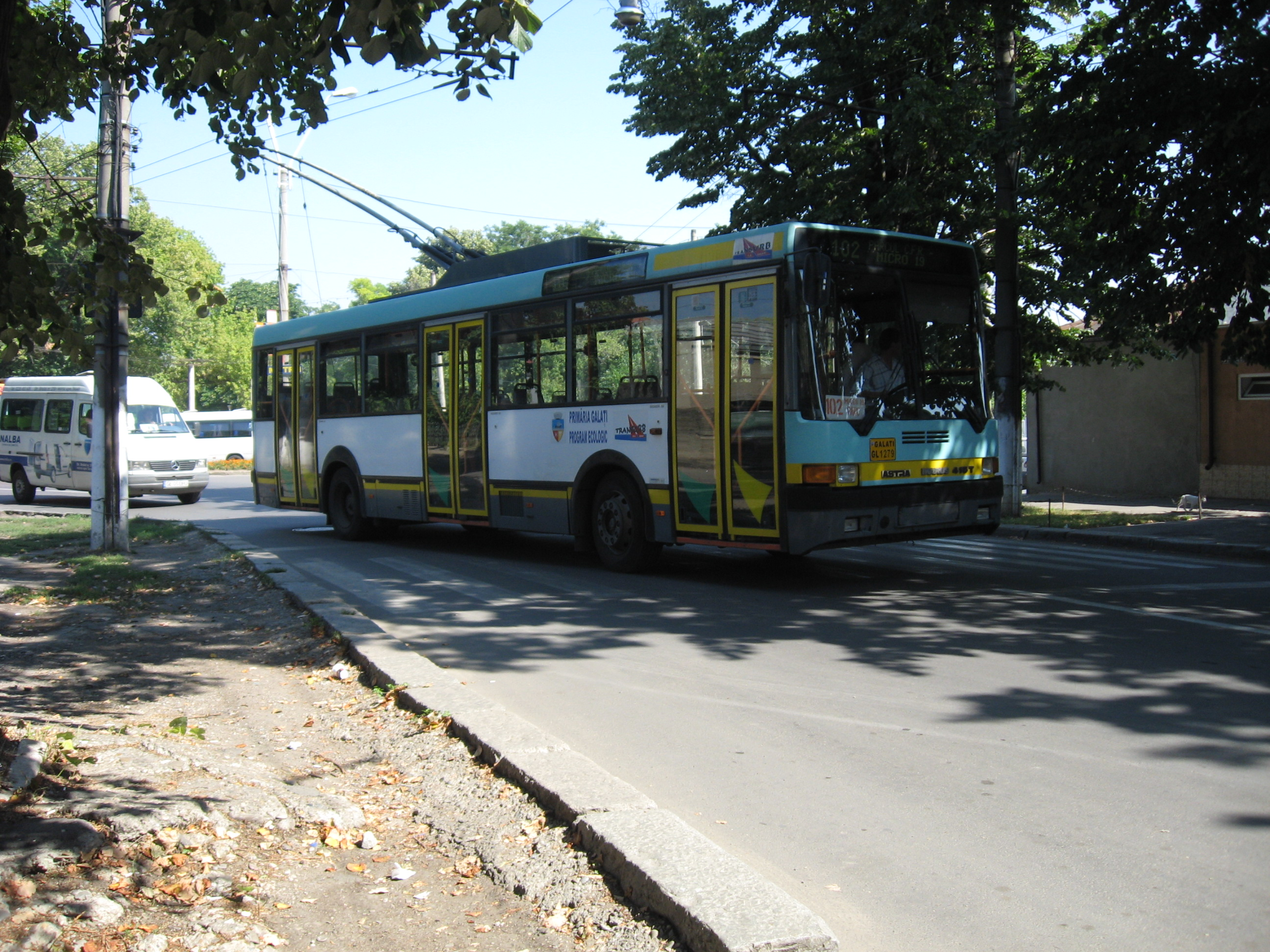
Troleibuz Ikarus 415T
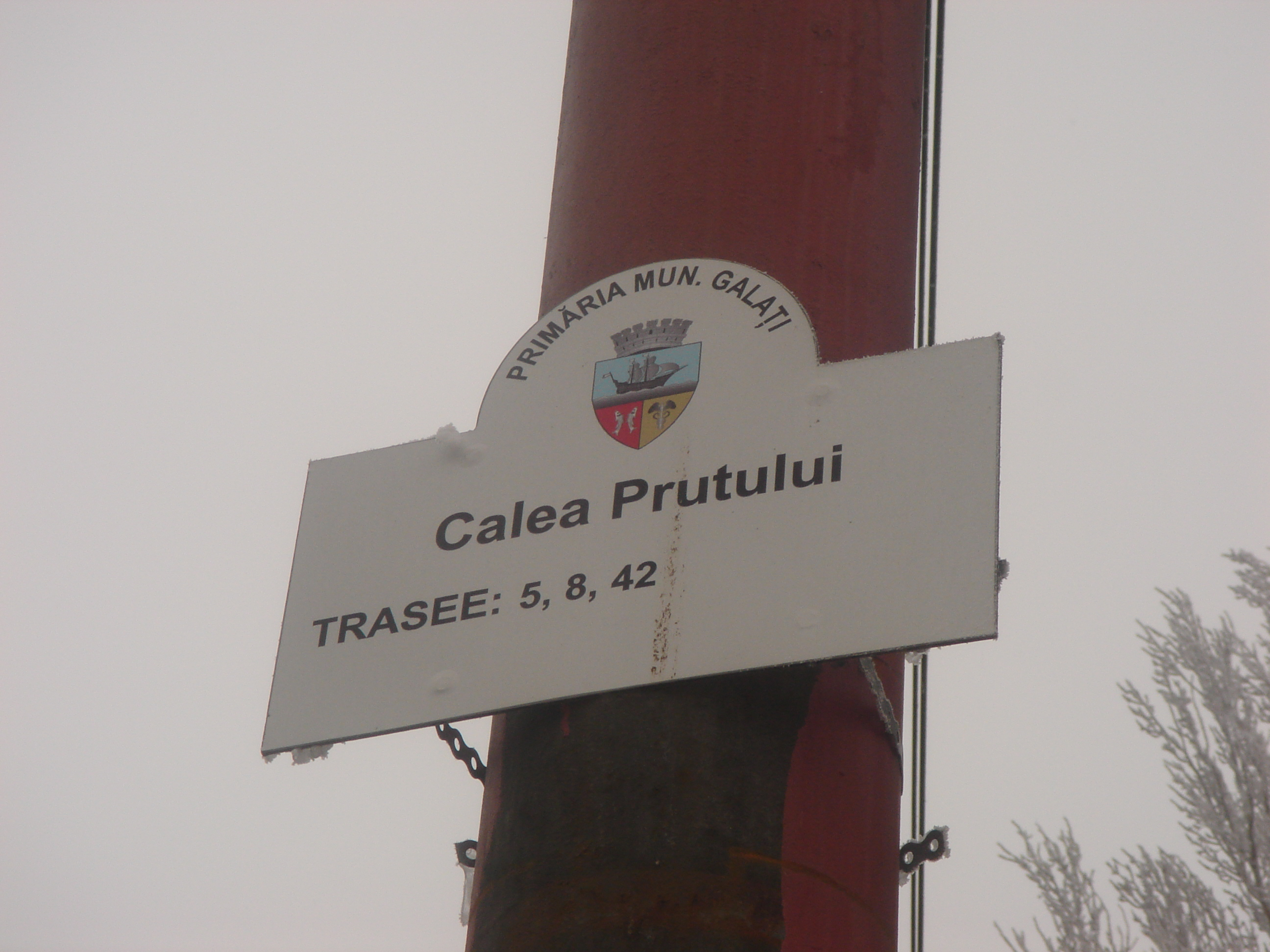
Plăcuță informativă veche
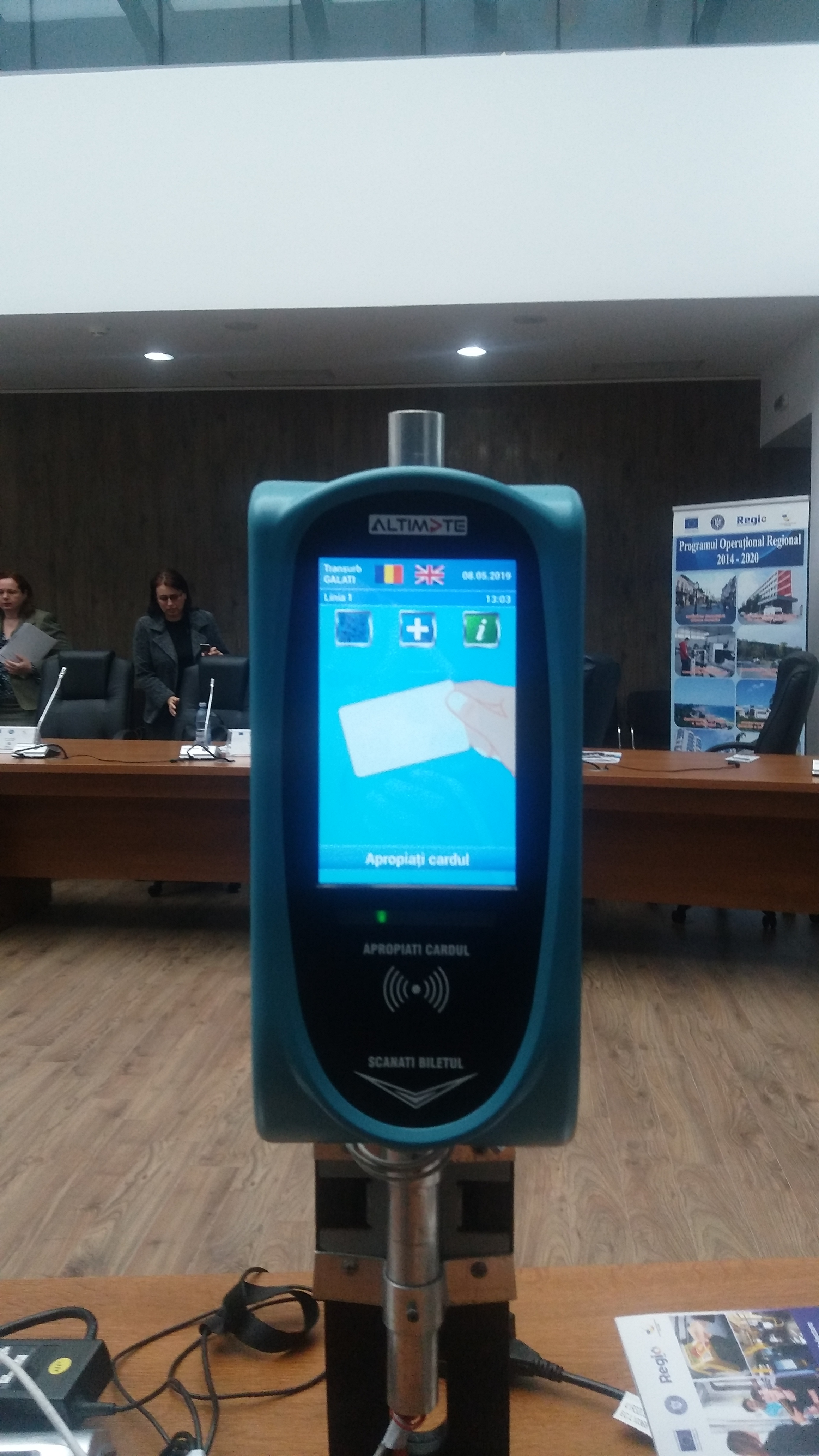
Cititor de cartele
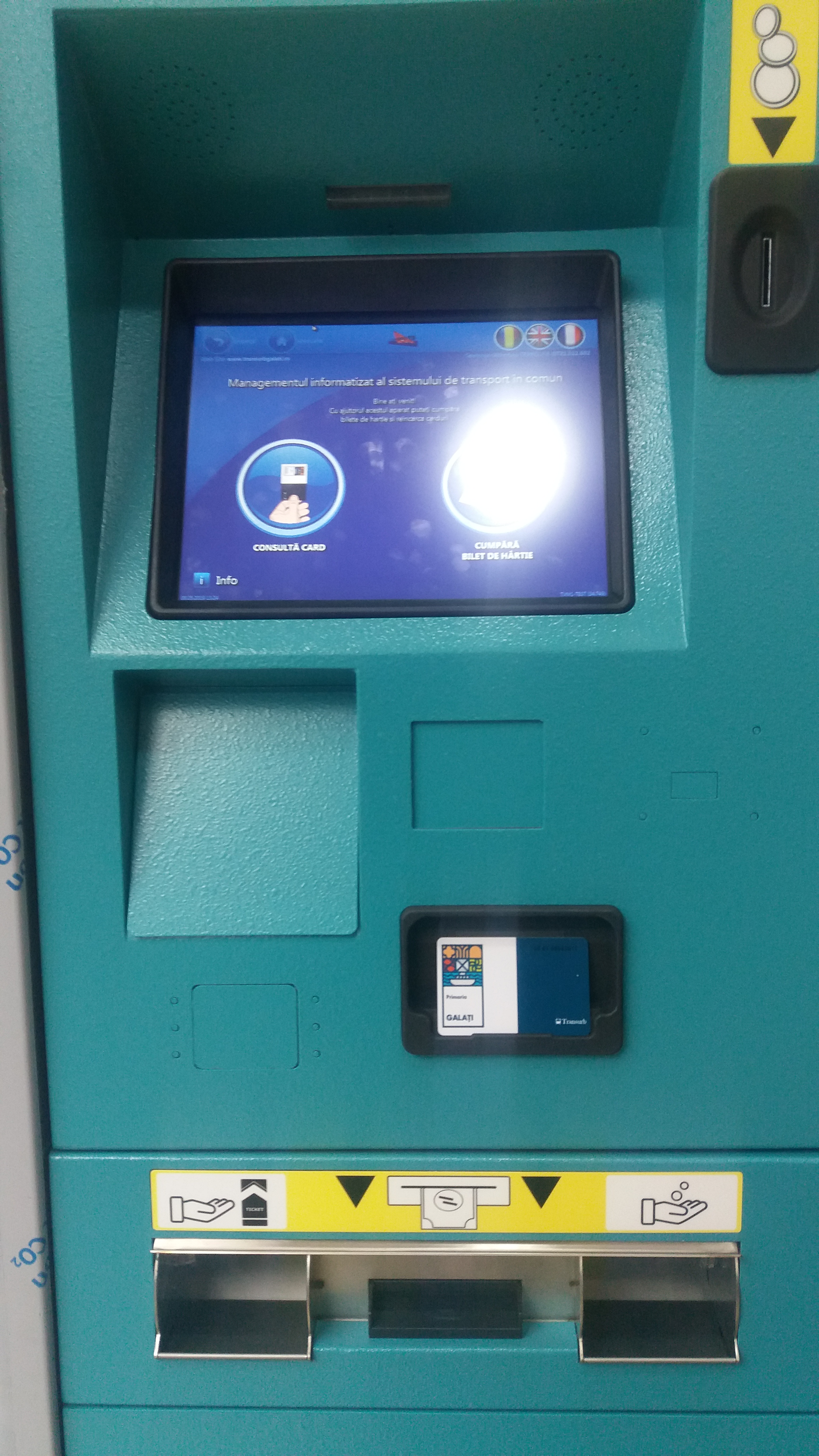
Automat de cartele

### Complexul Feroviar Galați

Clădirea Stației Galați

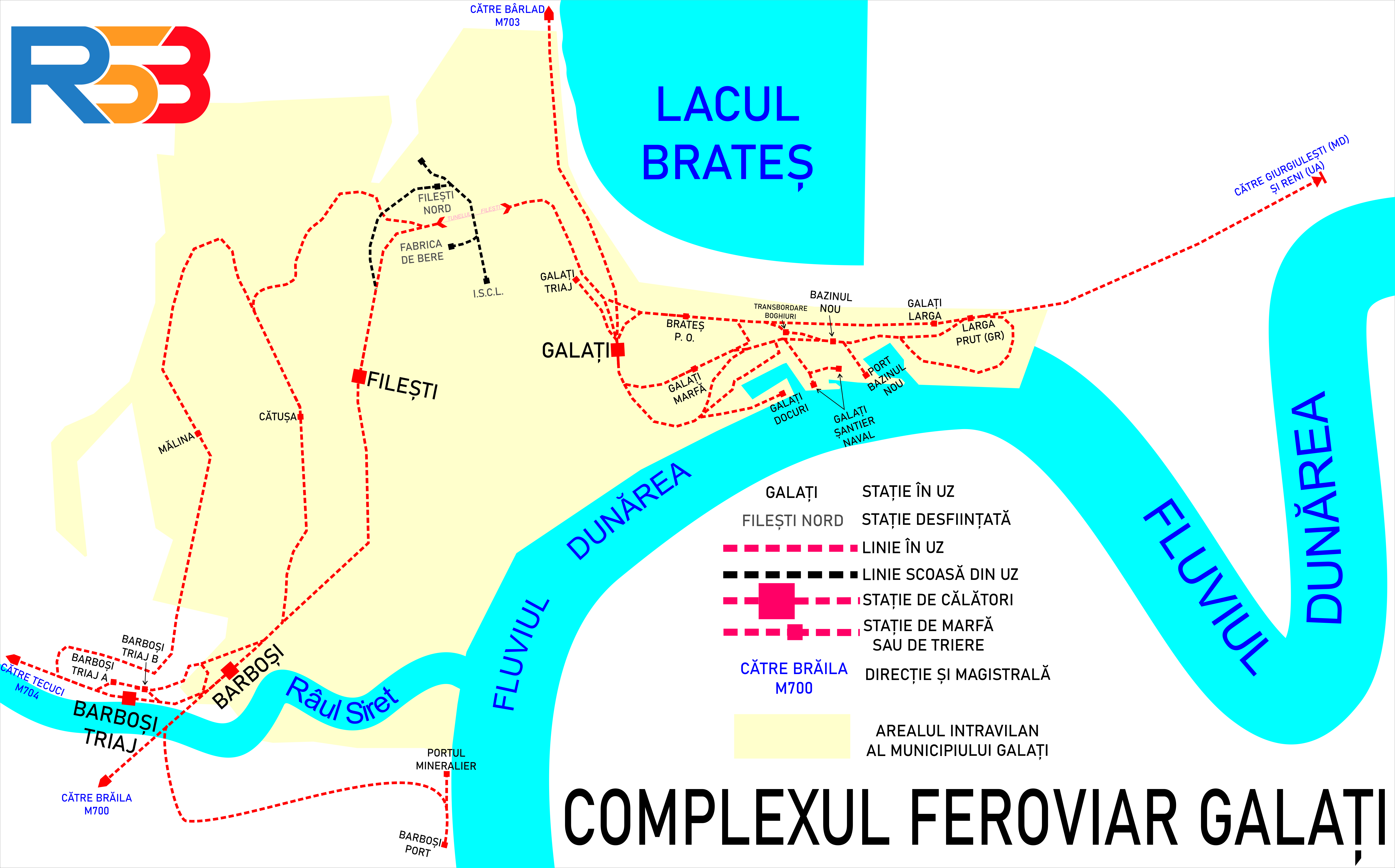
Complexul Feroviar Galați (totalitatea stațiilor c.f. de călători, marfă și triere din jurul Galaților)

Se poate ajunge în Galați, cu trenul, din direcția Tecuci (M703), Brăila (M700) și Bârlad (M704). După revoluție, a fost stopat orice plan privind continuarea magistralei 700 de la Galați - către Tulcea, cu pod feroviar peste Dunăre. Stațiile Galațiului se află pe magistrala 700 și aparțin de Regionala T.C.F. Galați. Complexul Feroviar Galați este dotat cu 14 stații de cale ferată, din care patru pentru călători (Galați, Filești, Barboși, Barboși-Triaj) și 10 pentru marfă (Galați Mărfuri, Galați Transbordare, Galați Brateș, Galați Larga, Larga-Prut Graniță, Barboși-Triaj Grupa B, Barboși Port, Mălina, Cătușa și Galați Bazinul Nou). De menționat faptul că alte trei stații de marfă au fost închise (Filești Nord, Fabrica de Bere și ISCL).
Clădirea principală a gării de călători din Galați oferă facilități diverse publicului călător: restaurant, farmacie, consignații, bar, dar și bibliotecă publică. Din anul 2011, C.F.R. a concesionat linia Galați-Berești-Bârlad operatorului privat din Cluj, Transferoviar Grup care efectuează curse regulate pe această rută cu automotoare de tip Carravele. Legături directe din Galați sunt către București Nord prin Mizil (5 perechi de trenuri) și prin Urziceni (2 perechi de trenuri), Brașov prin Mizil, Cluj-Napoca (prin Iași-Suceava Nord) și către Constanța-Mangalia doar vara din stația Barboși, precum și numeroase alte trenuri regionale cu destinația Buzău, Mărășești (via Tecuci sau Buzău), Făurei etc. Galațiul este orașul cu cele mai multe căi ferate din țară, având și cel mai mare triaj de vagoane. Rețeaua feroviară din orașul Galați este cu mult mai dezvoltată chiar și decât cea din București datorită triajelor de vagoane, cel mai mare din țară fiind Barboși Triaj cu 32 de linii.

Clădirea Gării Galați
Tunelul C.F. Galați
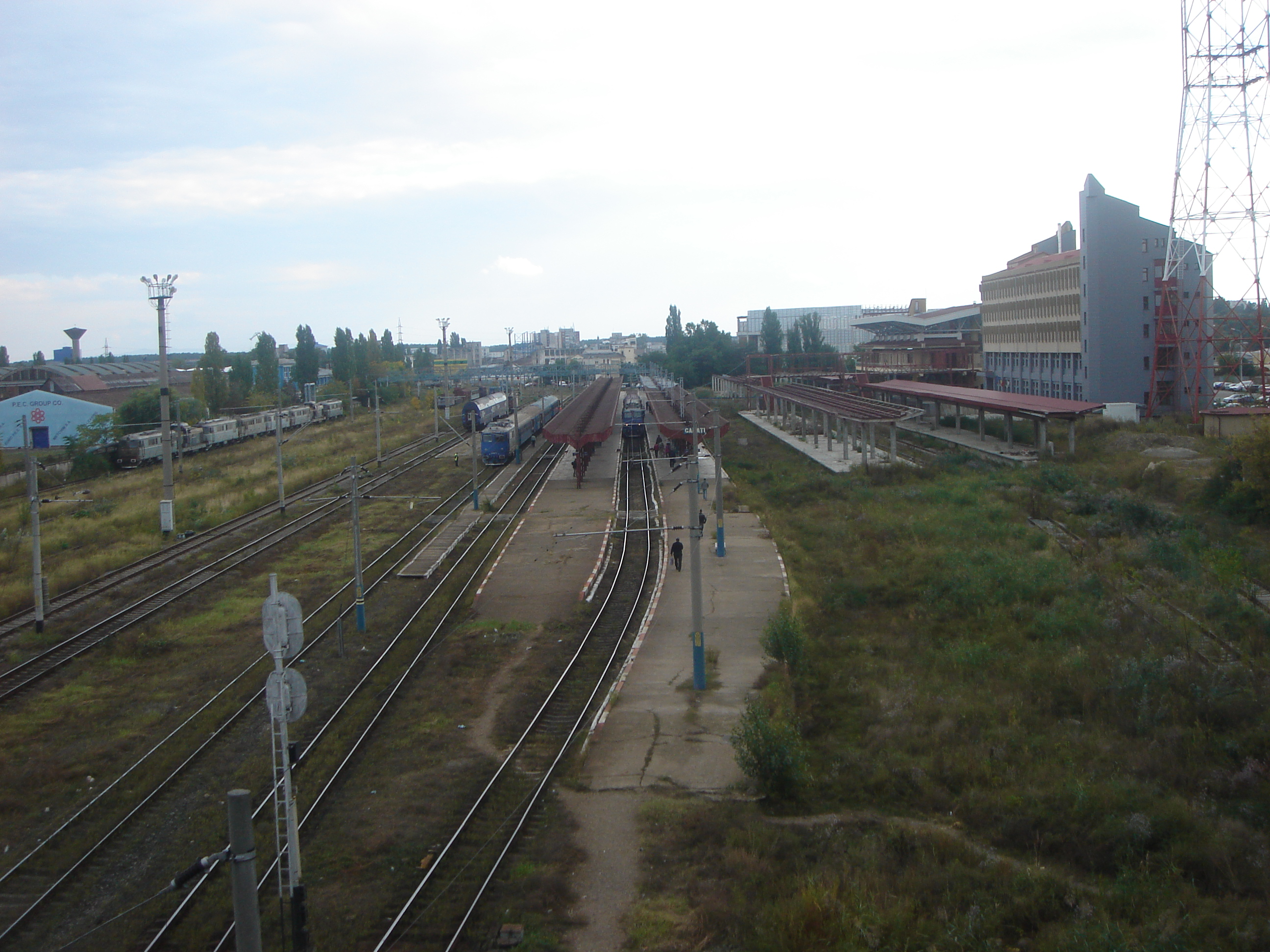
Privire de ansamblu
Interiorul Gării CFR Galați
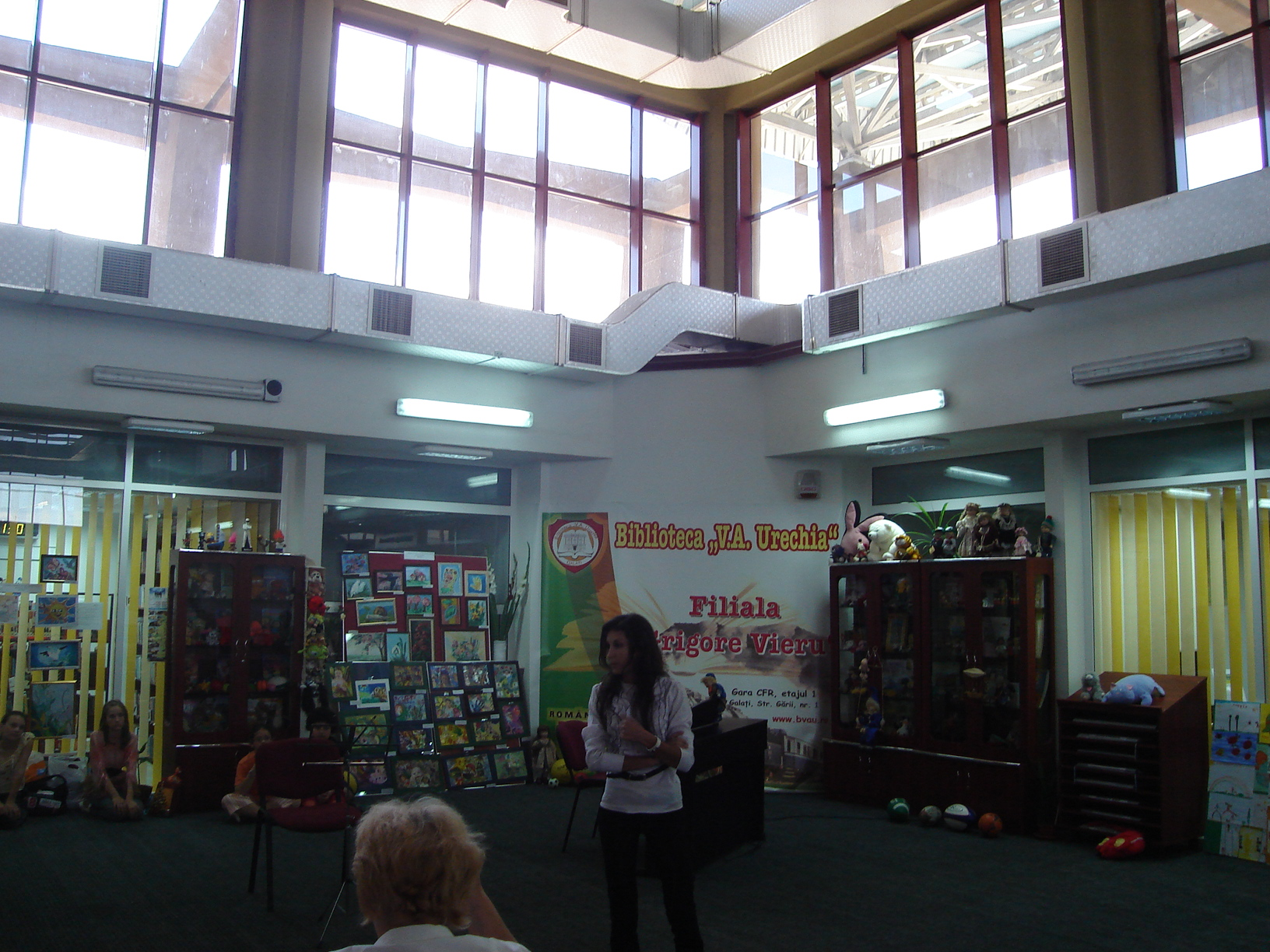
Biblioteca din clădirea gării

### Transportul aerian
La Galați a existat până în anul 1965 un aeroport. Prima cursă aeriană din țara noastră a fost efectuată de la București la Galați. Puțini oameni știu că în perioada interbelică, în orașul port la Dunăre, aveai ocazia să întâlnești mai mulți piloți decât marinari. Forțele de ocupație rusești l-au închis și au dezmembrat toate aeronavele de la Galați. Merită amintit faptul că aeroportul gălățean a fost construit la propriu cu forța, deoarece conducătorii orașului din vremea respectivă se opuneau, neînțelegând de ce trebuie avion, când avem tren și vapor. Aeroportul Galați a fost bombardat puternic de către americani pe 6 iunie 1944, de către 104 avioane de bombardament protejate de 54 de avioane de vânătoare de tip Mustang. După război, aeroportul din Galați a mai funcționat câțiva ani. În anii 60, sub pretextul că acesta nu este eficient și merge pe pierdere (motivul real fiind presiunile din partea Uniunii Sovietice), aeroportul a fost mutat la Suceaeva. Pe amplasamentul său, după sistematizarea orașului, s-a construit Fabrica de Sârmă, Cuie și Lanțuri, care azi este Centrul Comercial Careffour, multe dintre hangare fiind folosite în continuare în sistemul de producție, s-au trasat noi străzi, s-au mai construit alte câteva fabrici, iar din 1970, a început construirea Cartierului Aeroport, cu blocuri muncitorești. Astăzi, din tot aeroportul, au mai rămas în picioare hangarul, care este propus pentru transformare în Muzeul Transportului și o anexă mică din cărămidă. Un studiu de oportunitate și un studiu privind evaluarea eficienței traficului aerian în vederea înființării unui aeroport internațional în județul Galați sunt documentațiile pe care Consiliul Județean (CJ) le-a contractat în toamna anului trecut (2018). Înființarea unui aeroport se află și în topul priorităților votate atât de gălățeni, cât și de brăileni în cadrul campaniei de consultare desfășurate de Banca Mondială. "Este necesară înființarea unui aeroport internațional în județul Galați pentru a satisface nevoia populației de a avea acces la servicii de transport facile și cu un grad de confort ridicat", este principala concluzie a studiului de oportunitate, conform răspunsului CJ. Precizând că nevoia de servicii de transport aerian este mare, consultantul pornește de la premisa că Galațiul și Brăila reprezintă cea mai mare aglomerare urbană din România, după municipiul București. Tocmai de aceea recomandă, pe termen scurt, elaborarea unui Plan strategic pentru Zona Metropolitană Dunărea de Jos. În ceea ce privește nivelul activităților economice și al serviciilor care generează trafic, consultanții nominalizează: Damen Shipyard, DMT, Combinatul Siderurgic, universitățile "Dunărea de Jos" și "Danubius", Administrația Porturilor Dunării Maritime, Navrom, Spitalul Clinic Județean de Urgență "Sf. Apostol Andrei", dar și cei peste 1.800 de investitori privați de altă cetățenie decât română. În plus, poziția geografică a județului Galați, în relație cu Republica Moldova și Ucraina, reprezintă, în viziunea consultanților, un factor decisiv în gestionarea fluxurilor de circulații generate prin amplasarea acestui viitor aeroport în județul Galați. Din punct de vedere tehnic, experții recomandă ca amplasamentul viitorului aeroport din județul Galați să fie ales pe baza unui scenariu de analize și studii realizate pentru un număr minimum de trei variante, asigurându-se, astfel, cea mai bună poziționare. Și se propune ca dezvoltarea infrastructurii de transport aerian să se facă pe etape de evoluție a traficului de pasageri, dar și a solicitărilor legate de potențialul de mărfuri ce poate fi transportat și a cerințelor acestuia. Conform ambelor studii, ar fi oportun ca acest proiect major de investiții pentru județul Galați să se realizeze cu finanțare nerambursabilă, în următorul exercițiu financiar, 2021-2027.
Pentru a întări studiul asupra Aeroportului Dunărea de Jos Galați, ministrul transporturilor, Răzvan Cuc, s-a deplasat în data de 19 mai 2019 la locul propus pentru noul aeroport, ce va avea o suprafață de minim 150 de hectare la început, adică de patru ori mai mic decât Aeroportul Internațional Henri Coandă. Locul propus se află la circa 18 kilometri față de limita Galațiului și la 24 față de limita Brăilei, la intersecția U.A.T. Schela, Smârdan și Braniștea. În faza de pornire, vor fi trei terminale, plecări, sosiri și marfă. Acest aeoport, dacă va fi construit și nu va fi doar o promisiune, va face parte din planul de transport general și va fi legat de noua centură a Galațiului, care va fi cu regim de autostradă și în lungime de 33 de kilometri, dar și cu podul peste Dunăre de lângă Brăila. Un mare dezavantaj este lipsa căilor ferate din vecinătatea aeroportului, fiind necesară o ramură dinspre Sidex sau Braniștea. Aceste destinații pot fi introduse din start și experimental, iar pe parcurs extinse. Totodată, aeroporturile Suceava, Arad, Bacău și Oradea, ar trebui menținute doar pentru marfă și curse speciale, iar cursele lor civile de linie, mutate pe aeroporturile Galați, Timișoara și Cluj-Napoca. Treptat se pot contura cinci aeroporturi mari în România, la București, Galați, Iași, Cluj-Napoca și Timișoara iar restul aeroporturilor din orașele mari, cum ar fi Sibiu, Craiova și Constanța, să fie doar pentru curse cu cost redus și sezoniere. Cert este că suprafața amplasamentului ar trebui să fie de minim 150 de hectare, pe baza studiilor necesare ce se impun - vânt, însorire, meteorologice, geotehnice, topografie - pentru amplasarea componentelor aeroportului, dar și a facilităților acestuia, cu asigurarea necesarului de dezvoltare a infrastructurii de transport aerian pe termen mediu și lung.

## Amenajarea urbană

### Piețe
Galațiul are un număr mare de intersecții, cunoscute sub numele de piețe. Totodată, multe au fost distruse în perioada 1940-1944 (Piața Costache Negri, Piața Bursei, Piața Cuza, Piața Cerealelor, Piața Victoriei, Piața Ștefan cel Mare etc), nefiind reconstruite ulterior. Astăzi, în Galați, mai există Piața Coventry, Piața Gării, Piața Ana Ipătescu, Piața Falezei, Piața Libertății, Piața Regală, Piața Energiei, Piața Siderurgiștilor, Piața General Berthelot, Piața Moruzzi, Piața Eroilor, Piața Universității, Piața Țiglinei, Piața Regiment 11 Siret și Piața Oțelarilor.

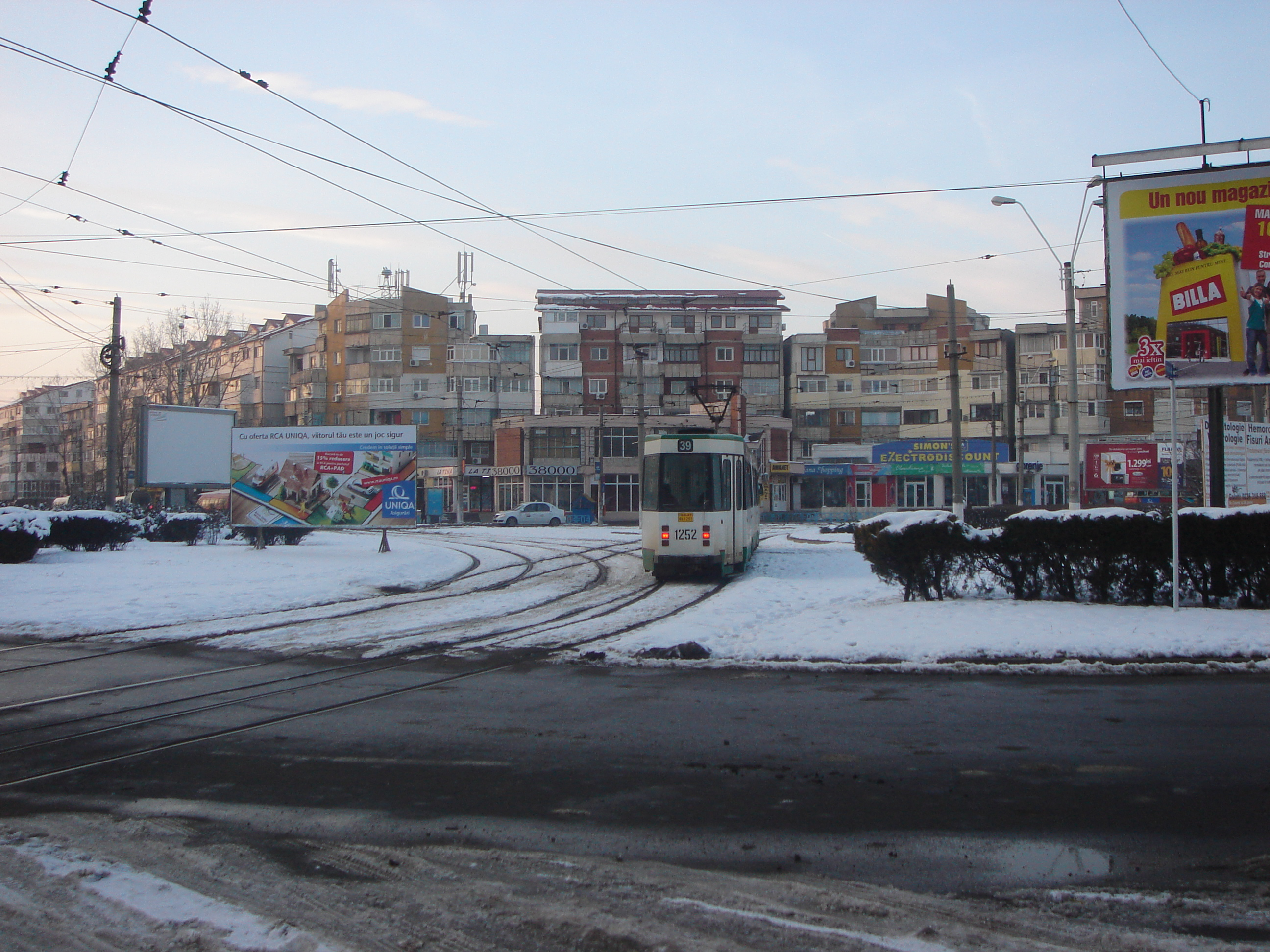
Piața Energiei
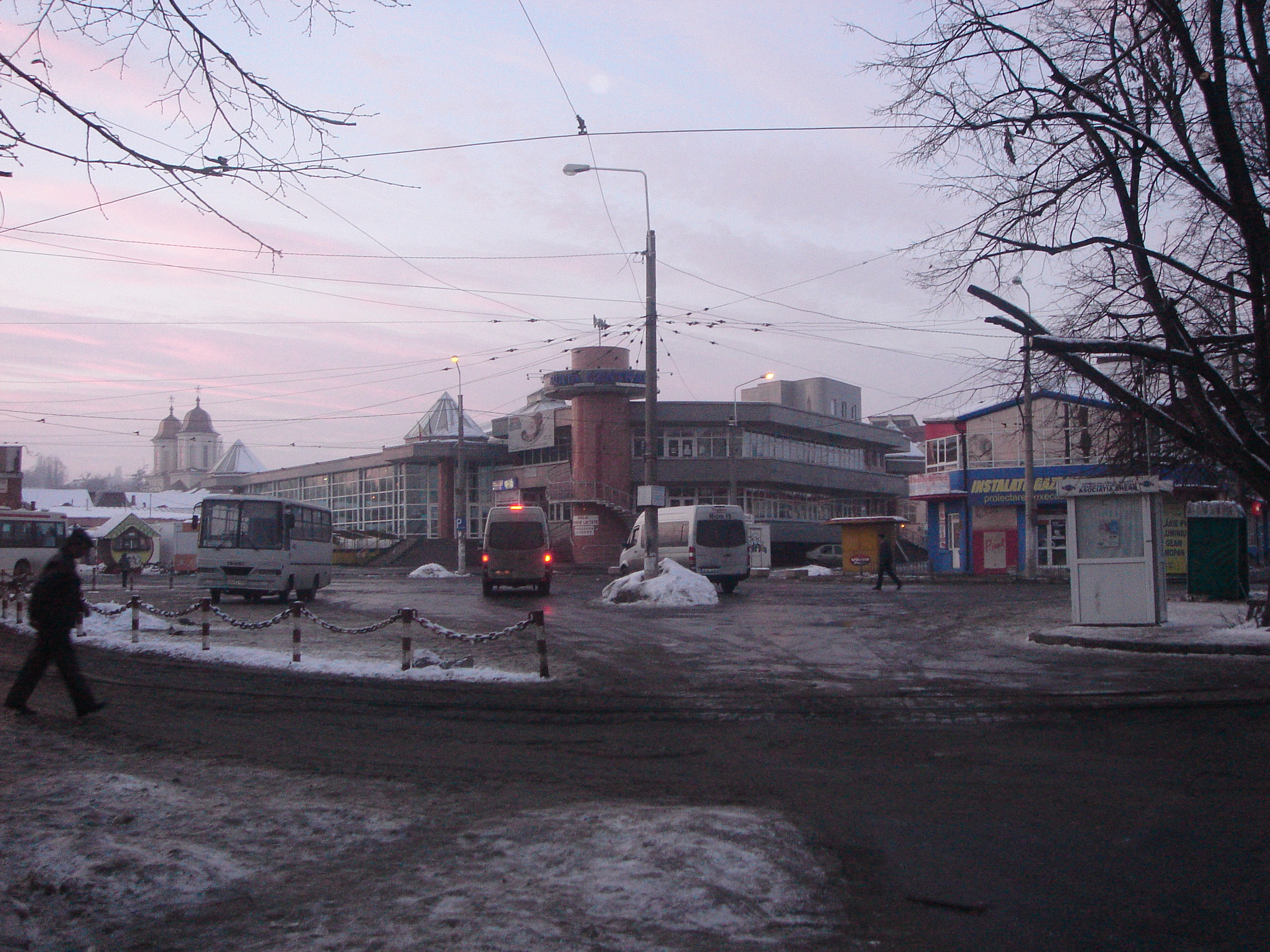
Piața Centrală
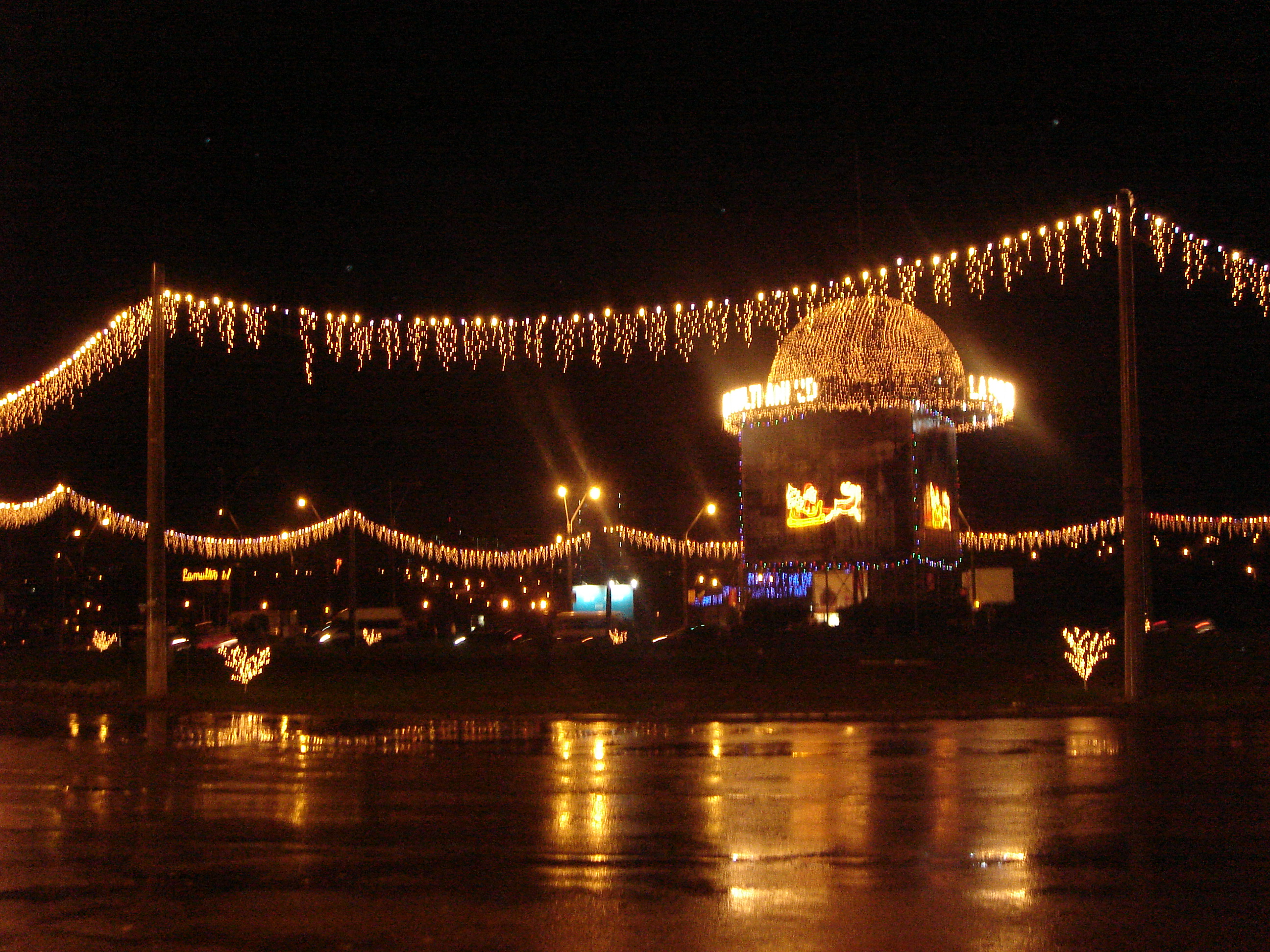
Piața Siderurgiștilor

### Artere Principale
Mai multe nume de străzi au fost schimbate după sfârșitul epocii comuniste. Str. 6 Martie a redevenit Bd. Basarabiei, Str. Suliței a redevenit Str. Bucovinei, Bulevardul Republicii a redevenit Str. Domnească, Str. Reforma Agrară a devenit Str. Nae Leonard, etc. În prezent, arterele principale ale orașului sunt Bulevardele Brăilei, Marea Unirea, Ștefan cel Mare, Coșbuc, Traian, Siderurgiștilor, 1 Decembrie 1918, Basarabiei, Henri Coandă, Oțelarilor, Dunărea, Galați, Traian Vuia, Magistrala CSG, alături de Calea Prutului, Strada Domnească și Centura, care în curând se va numi „Centura Veche”.

### Cimitire

Localizarea cimitirelor în cadrul municipiului (+ srăzi)

Galațiul are șapte cimitire: Eternitatea, Cătușa, Filești, Sf. Lazăr, Ștefan cel Mare, Sfânta Treime de Rit Vechi și Cimitirul Evreiesc. Cel mai nou și totodată cel mai întins este Cimitirul Sf. Lazăr, construit și extins între 1999 și 2023, astăzi deja plin. Construirea lui a stârnit scandal deoarece în locul celui mai întins cimitir din Galați exista o pădure, special făcută pentru a proteja cât de cât orașul de poluarea din Combinatul Siderurgic. Cel mai bine amenajat este Cimitirul Eternitatea, râvnit și care face subiectul multor suspiciuni privind locurile de veci, în acest moment existând un mormânt neobișnuit, ce are un cavou la suprafață, cu vitrină. Deși contravine regulilor, nimeni nu a luat nicio măsură nici în ziua de azi. Cel mai îndepărtat cimitir este cel din cartierul Filești. Cimitirul Eternitatea este monument istoric și a intrat în Ruta Culturală a Cimitirelor Europene. Cel mai mic cimitir este Sf. Treime, aflat în incinta mănăstirii de călugări „Dunărea de Jos”. 

## Obiective turistice

### Muzee

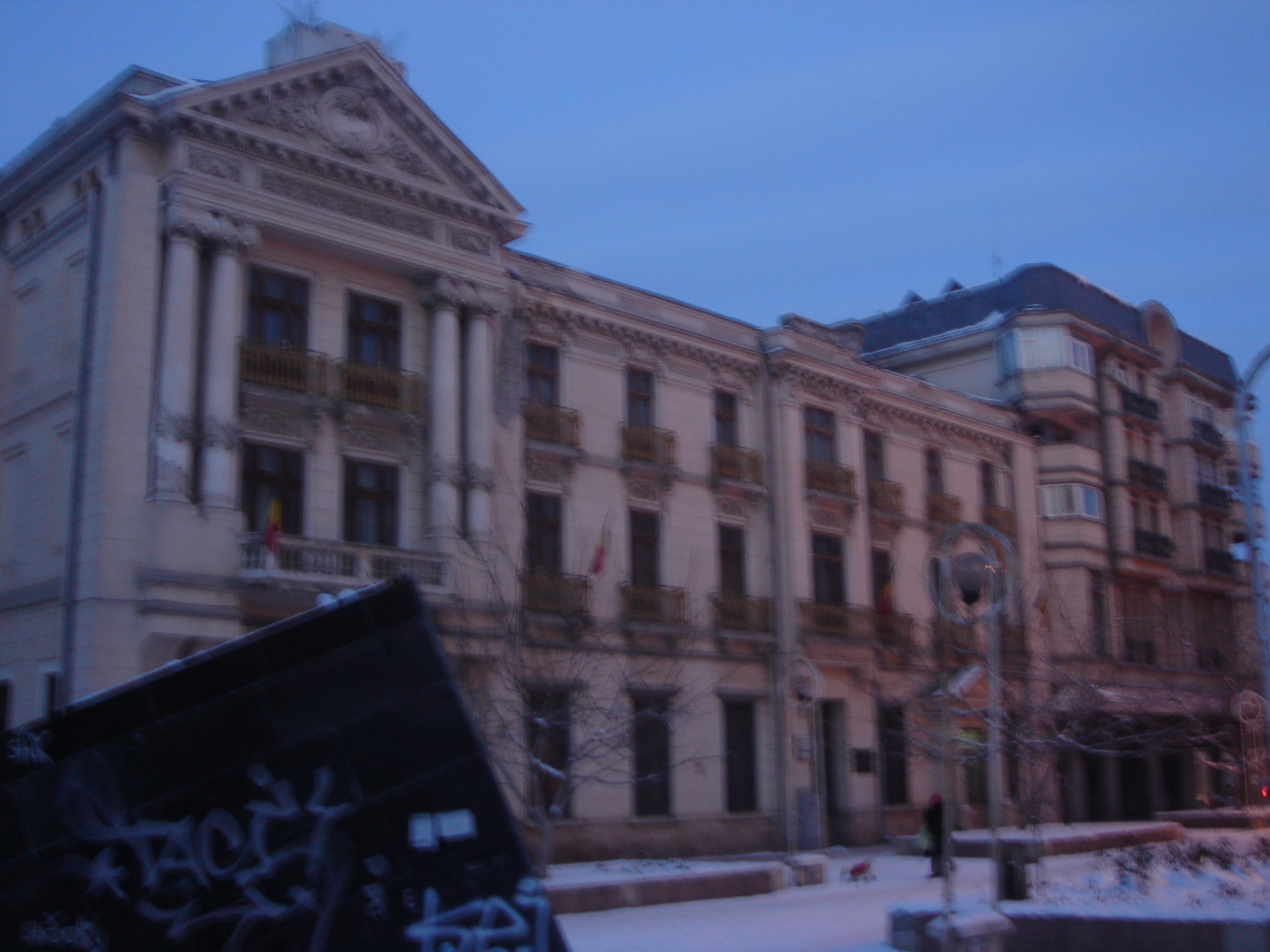
Muzeul de istorie

Complexul Muzeal de Științe ale Naturii, denumit și Grădina Botanică sau Parcul Dendrologic, conține planetariul cu diametrul cupolei de 7 metri, aici putând fi vizionate diferite proiecții ("Sistemul Solar", "Giganții Sistemului Solar", "Nebuloase și Roiuri stelare"), astfel încât publicul vizitator să poată călători imaginar în toate colțurile Universului; de asemenea, în cadrul planetariului se desfășoară și foarte multe programe educaționale, bune exemple fiind Astroclubul "Călin Popovici", dar și Programul Educațional "Să cunoaștem Soarele", adresat elevilor claselor V-XII. Acvariul are ca tematică ihtiofauna rară și foarte rară din bazinul hidrologic al Dunării, fauna Mării Mediterane și pești exotici. Grădina Botanică domină malul stâng al Dunării, ocupând o suprafață de 18 hectare.
Muzeul de Istorie „Paul Păltănea” a fost inaugurat la 24 ianuarie 1939, cu ocazia celei de-a 80-a aniversare a Unirii Principatelor Române, în casa care a aparținut familiei Cuza și unde Alexandru Ioan Cuza a trăit în perioada-n care a fost pârcălabul Galațiului. Activitatea științifică a muzeului a reînceput în 1951-1952, când a demarat organizarea științifică a colecțiilor. În 1956, obiectele din colecții au fost separate; astfel o parte dintre ele au format colecțiile Muzeului de Științe ale Naturii, iar o alta, colecțiile Muzeului de Artă. Treptat, colecția Muzeului de Istorie s-a mărit prin noi achiziții și cercetări arheologice realizate în partea sudică a Moldovei, în principal la castrul roman de la Tirighina-Barboși, ajungând acum la un patrimoniu de peste 50.000 de exponate, unele fiind de o importanță excepțională.

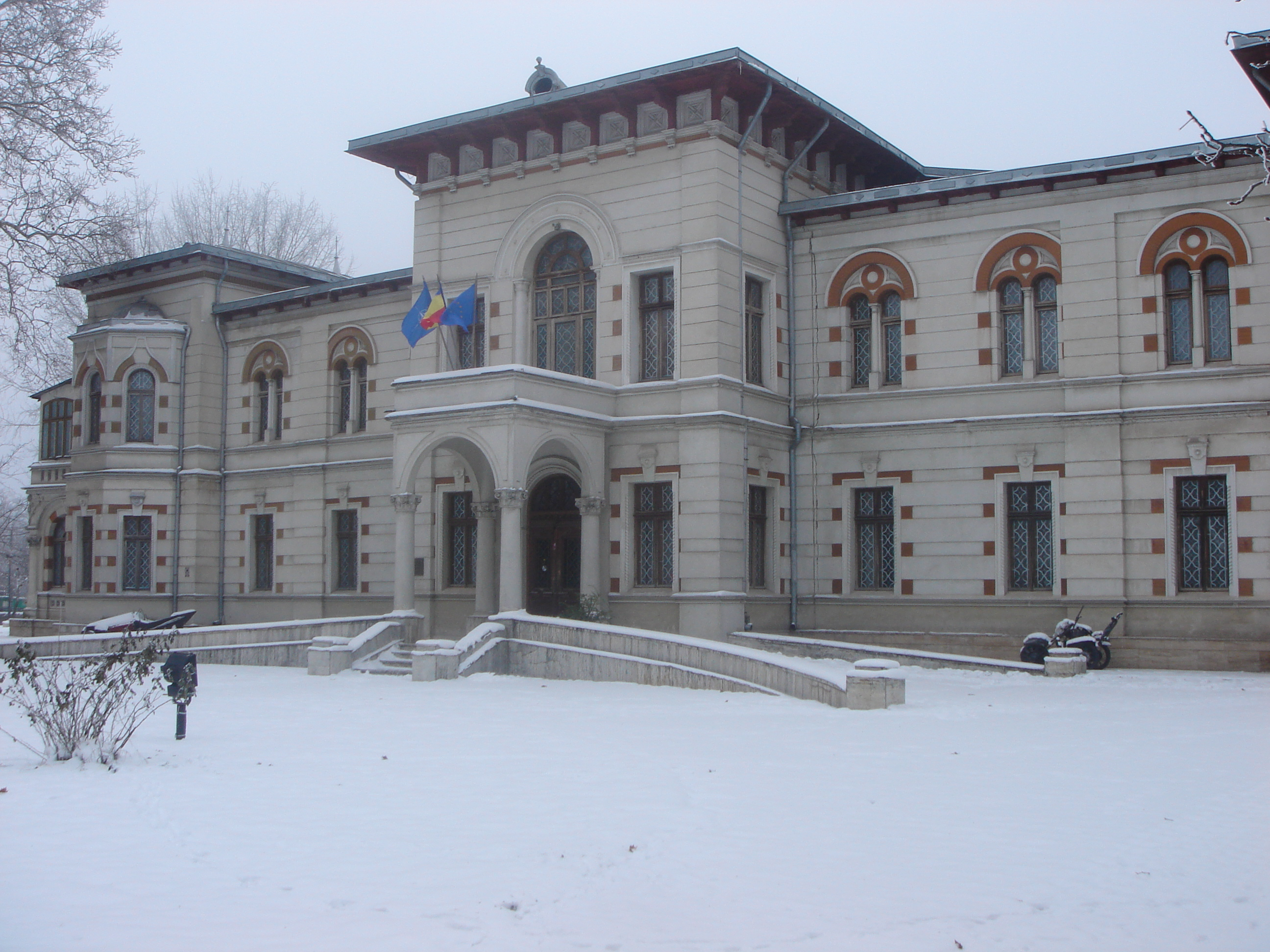
Muzeul de artă vizuală

Muzeul de artă vizuală Este primul muzeu de artă contemporană românească din țară. A fost inaugurat în anul 1967 și a fost conceput structural să prezinte cele mai noi tendințe ale fenomenului plastic în devenire, destinație pe care și-o păstrează și la acest început de mileniu. Aproximativ 400 de lucrări existente în sălile de expunere și-n aer liber, în parcul muzeului, constituie o selecție dintr-un patrimoniu mult mai amplu, completat adesea cu un patrimoniu virtual, din atelierele artiștilor contemporani. Patrimoniul muzeului cuprinde creații de artă românească din a doua jumătate a secolului XIX și din secolul XX reprezentanți ai avangardei românești și lucrări ale artiștilor care formează o punte de legătura între prima și a doua jumătate a secolului. În prezent, noul sediu se construiește în incinta parcului Rizer din piața cu același nume, fiind primul muzeu construit în România de după comunism.

Casa memorială Alexandru Ioan Cuza

Casa Memorială Alexandru Ioan Cuza a fost construită pe locul fostei case a pârcălabului de Covurlui, de Alexandru Ioan Cuza, primul domnitor al României. Cuprinde o expoziție permanentă dedicată domnitorului, întrunind și calitatea de reconstituire a ambientului gălățean de la sfârșitul sec. al XIX-lea și începutul sec. al XX-lea. Muzeul Satului Galați se află la intrarea în Pădurea Gârboavele, conținând câteva colibe specifice zonei limitrofe a Dunării de Jos. Muzeul de medalistică, filatelie și numismatică se află lângă Casa Memorială A. I. Cuza și găzduiește doar colecții de medalistică, numistmatică și medalistică. Muzeul „Casa Colecțiilor” se află în Piața Centrală. Muzeul Istoriei, Culturii și Spiritualității Creștine la Dunărea de Jos este în incinta fostului palat Arhiepiscopal Dunărea de Jos, în care a funcționat Muzeul de Arte Vizuale.
Castrul Roman de la Tirighina - Barboși. Săpăturile efectuate în castelul roman de la Bărboși (la nord de Dunăre, lângă Galați, aproape de vărsarea Siretului), din anii 1959—1962, au dovedit în condiții stratigrafice perfect de clare, că pe înălțimea Tirighina se găsea la început o cetățuie dacică, întărită cu un val de pământ. Ceramica dacică și cea de import, ca și o monedă de argint histriană, permit ca începuturile cetățui dacice să fie fixate în secolul I î.e.n. (cel mult sfârșitul secolului II î.e.n.). Cetățuia dacică de la Bărboși a sfârșit apoi în urma unui puternic incendiu, a cărui urme sunt destul de evidente. Monedele romane aflate în acest nivel dacic sunt din vremea lui Augustus și continuă apoi seria neîntreruptă până în anii domniei împăratului Nero (54—68 e.n.). N-ar fi exclus deci ca sfârșitul acestei cetățui să fie pus în legătură cu acțiunea guvernatorului Moesiei Tib. Plautius Silvanus Aelianus în regiunea de la nord de Dunăre, a cărui rezultat a fost mutarea forțată a celor 100.000 de transdanubieni la sud de Dunăre și care a avut loc prin anii 62—66 e.n. în legătură cu problema vechimii stăpânirii romane la nord de Dunăre, în partea de sud a Moldovei, se pune întrebarea dacă acest castel de la Bărboși, datează dintr-o perioadă mai veche decât anii 101 —102, primul război dacic (eventual 105—106 cel de al doilea război dacic), sau numai începând cu acești ani.

### Lăcașuri de cult

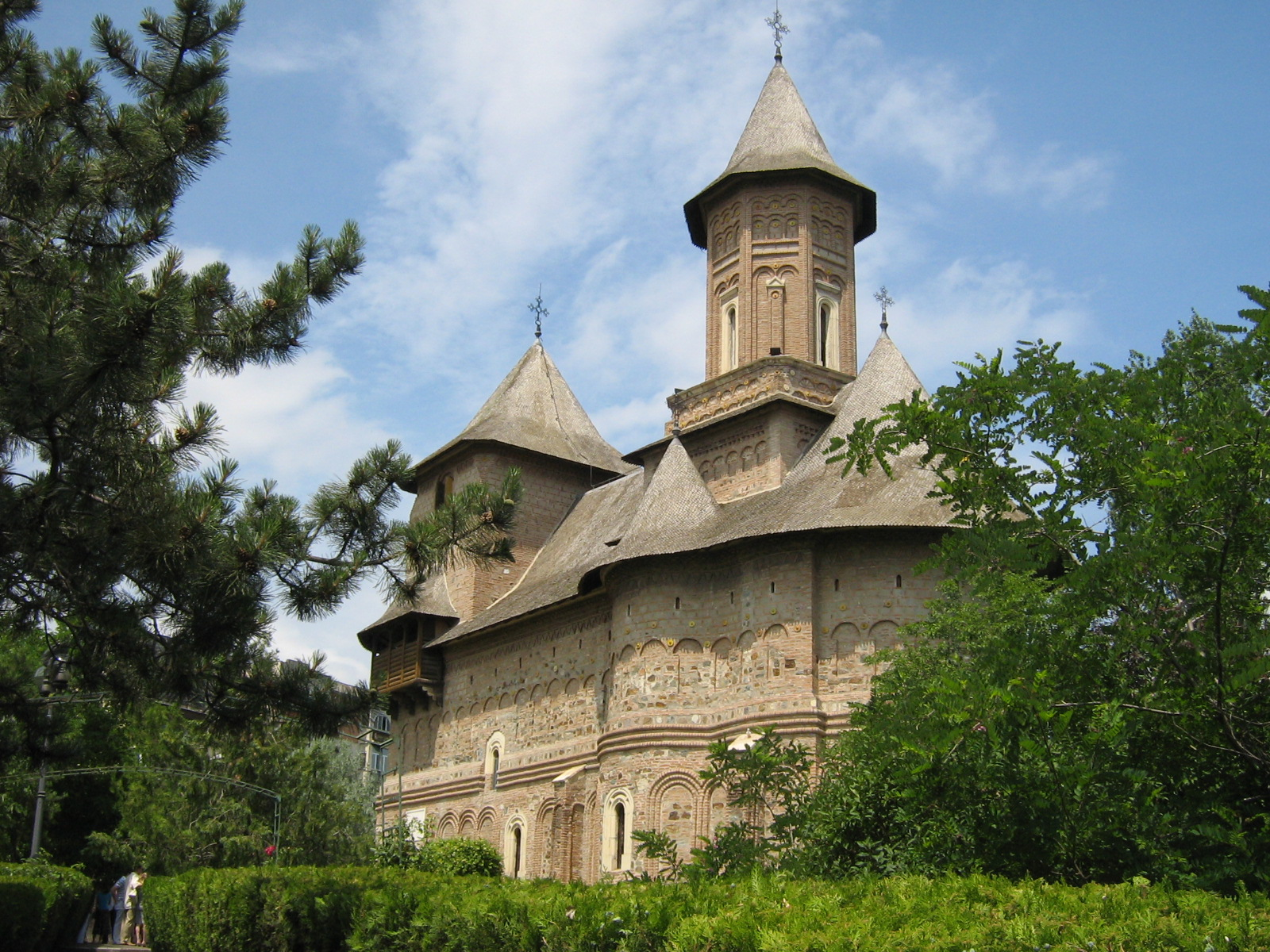
Biserica „Sfânta Precista”

Biserica fortificată „Sfânta Precista” este construcția cea mai veche din Galați, fiind sfințită ca lăcaș de cult în septembrie 1647, în timpul domnitorului Vasile Lupu. Biserica a fost închinată Mănăstirii Vatoped de la Muntele Athos. La ridicarea bisericii au fost folosite materialele existente la fața locului: piatră de la Barboși, lemnul din pădurile de pe platforma Covurluiului, cărămidă și var, nisip de pe plajele Dunării etc. Arhitectura bisericii este românească și prezintă unele elemente specifice: turnul-clopotniță este prevăzut cu metereze, putând fi folosit pentru observarea Văii Dunării, iar în caz de nevoie devenea fortificație de apărare. Turnul, format din două niveluri, este prevăzut cu o cameră pentru ascunderea valorilor, cu două metereze și o ușă de acces, probabil, spre un balcon. Al doilea nivel era prevăzut cu ferestre și metereze. Un alt element de apărare la "Precista" este podul întărit, alcătuit din două părți, una deasupra naosului și a doua deasupra altarului. Podul este prevăzut cu 28 de metereze. În zidărie, printre rândurile de cărămidă, este folosită piatra, tehnica nefolosită la alte biserici moldovenești ridicate în aceeași perioadă. Biserica ,,Precista" a suportat toate vitregiile vremurilor, fiind arsă în 1711 de către otomani, distrusă în războaiele ruso-otomano-austriece din 1735-1739 și 1769-1774. În 1821, otomanii distrug și jefuiesc iar locașul. Biserica a fost refăcută și restaurată în 1829 și-n 1859. S-a făcut o restaurare și între anii 1953-1957 după care, biserica a fost transformată în muzeu. În perioada 1991-1994, biserica „Precista” a fost restaurată iar și a fost redată cultului ortodox. Se spune ca există un tunel secret pe sub Dunăre de la biserică până pe malul celălalt al fluviului pentru a putea ascunde bunurile și a scăpa de atacurile vrăjmașilor.
Biserica Romano-Catolică, monumentul din strada Domnească nr. 86, a fost construit în anul 1844 și extins în anul 1873. Printre obiectele de valoare artistică se numără: altarul, executat din marmură colorată, tabloul "Sfântul Ioan Botezatorul predicând", statuile Pieta și sfântul Francisc de Assisi. Orga bisericii a fost donată de tatăl lui Vasile Alecsandri. Biserica a fost consolidată și renovată în starea actuală între anii 1985-1988.

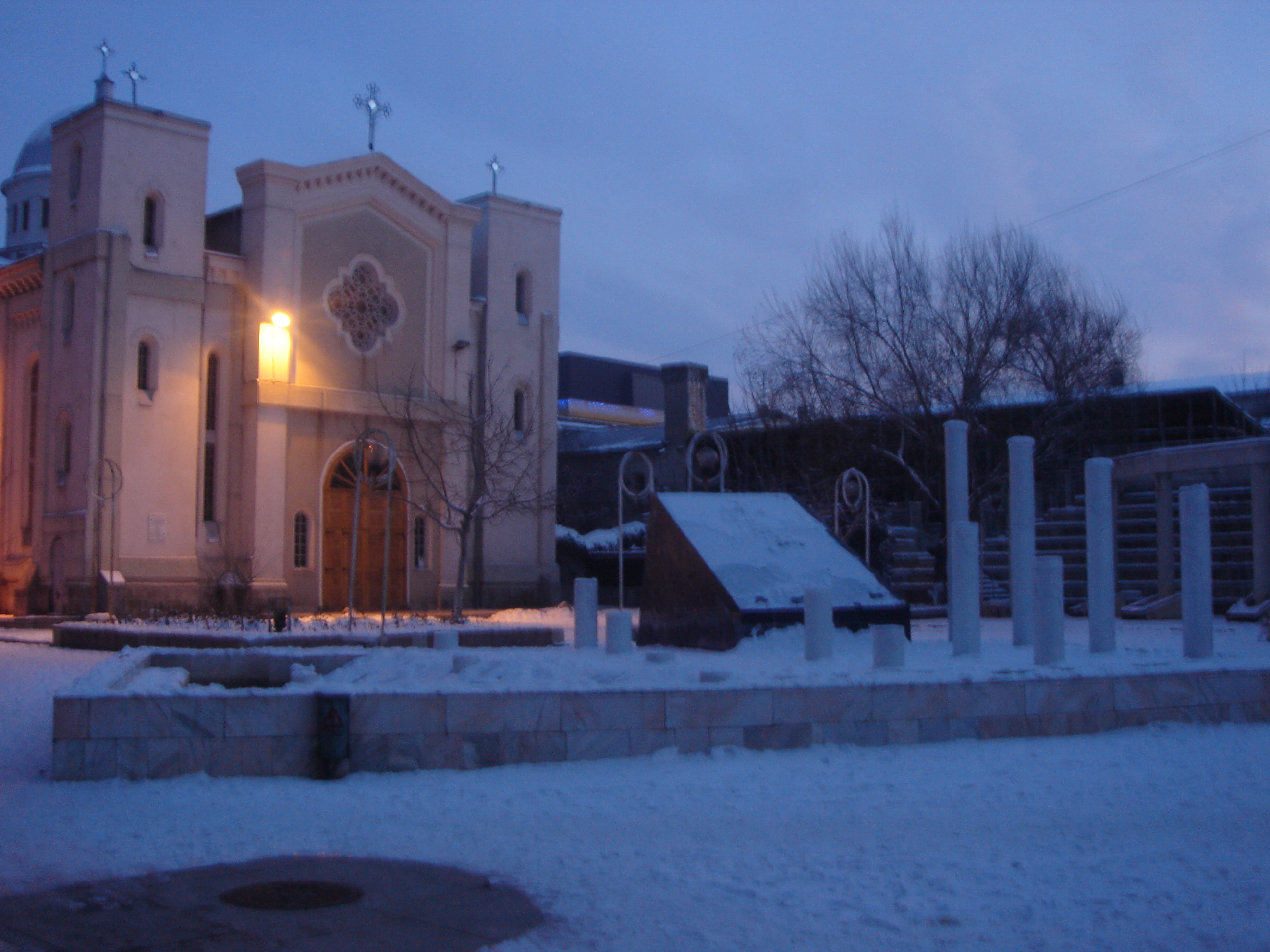
Biserica greacă

Biserica Greacă, a cărei piatră de temelie a fost pusă la data de 6 august 1866, cu hramul "Schimbarea la Față" a fost sfințită la 17 septembrie 1872. În pronaos se află placa de marmură cu numele fondatorilor precum și două plăci de marmură cu numele ctitorilor și a marilor ctitori. Biserica e în formă de cruce înscrisă cu turlă și are pe latura vestică două clopotnițe. Pictura a fost realizată de către pictorul Papadopoulos din Adrianopol. Pe catapeteasmă sunt icoane mari reprezentând pe Sf. Fecioara Maria cu Pruncul, Învierea Domnului, Sf. Gherasim, Sf. Sofia, Sf. Grigorie și Sf. Vasile cel Mare. Ferestrele bisericii conțin 8 vitralii cu apostoli și sfinți: Petru, Andrei, Marcu, Toma, Bartolomeu și Luca pe latura nordică și Pavel, Simion, Ioan, Iacob, Filip pe latura sudică.

Catedrala

Catedrala Arhiepiscopală Dunărea de Jos - Sfântul Ierarh Nicolae și Sfântul Andrei. Piatra de temelie a Catedralei arhiepiscopale din Galați a fost așezată la 27 aprilie 1906, de către prințul Ferdinand și regina Maria, alături de episcopul Dunării de Jos de atunci, Pimen Georgescu, viitorul mitropolit al Moldovei, construcția durând până în anul 1917 și fiind realizată după planurile arhitecților Petre Antonescu și Ștefan Burcuș. Construcția se detașează în planul arhitectural gălățean, fiind concepută în stil muntenesc, cu o singură cupolă fără abside laterale. În anul 2006, a fost sărbătorit centenarul Catedralei episcopale din Galați, prilej cu care au sosit în orașul de la malul Dunării moaștele Sfântului Nectarie de la Eghina.
Biserica Mavromol, sau „Stânca neagră” în greacă, a fostei mănăstiri Mavromol poartă hramul Adormirea Maicii Domnului și a fost construită în 1669 de Gheorghe Duca și refăcută de fiul său între 1700-1703. Păstrează picturi murale interioare valoroase refăcute între 1973-1975. În chiliile acestei biserici au funcționat primele scoli din Galați înființate în 1765 (cu predare în limba greacă) și 1803 (cu predare în română). Războiul ruso-turc, 1768-1774 și războiul ruso-austro-turc, 1787-1792 au provocat distrugeri profunde bisericii Mavromol. Școala și-a întrerupt activitatea și s-a reînființat abia în anul 1803 prin hrisovul lui Constantin Moruzi. În timpul revoluției din 1821 biserica a fost arsă de turci. Construcția actuală datează din perioada 1858-1861, și respectă planul inițial. Biserica are o splendidă icoană de lemn sculptat "Maica Domnului", și o valoroasa catapeteasmă adusă de la biserica Mănăstirii Sf. Sava din București. Biserica are plan bazilical necompartimentat. Absidele laterale apar în exterior în rezalite. Tavanul este format din trei calote separate prin arce dublou. Intrarea se face pe latura de sud printr-o ușă marcată de un portal cu icoana de hram și simboluri heraldice: capul de bour și doi lei. Tot pe latura de sud, în medalion, sculptată în piatra, este stema Moldovei. Pe timpul comunismului biserica a fost abuziv expropriată de terenul de lângă ea pe care era un cimitir.
Biserica Vovidenia este un monument istoric și de arhitectură ridicat în anul 1790, pe locul unde mai fusese o biserică. A fost arsă și distrusă complet în anul 1821, restaurarea încheindu-se în anul 1851. Deasupra naosului se ridică o cupolă susținută de arce dispuse în cruce, în stilul moldovenesc tradițional. Acoperișul turlei, ridicată pe naos, este în formă de clopot și o altă turlă, mai mică, este ridicată deasupra altarului. Turla clopotniței de pe pridvor este o adăugire din 1901. Aici se află mormântul Smarandei Cuza, mama domnitorului Alexandru Ioan Cuza.
Biserica Sf. Spiridon a fost ridicată în anul 1817 pe un plan triconic cu patru contraforți. Are trei turle, una mai mică, celelalte două egale, baza turlei de pe naos se sprijină pe arce dispuse în cruce. Cele mai valoroase elemente ale bisericii sunt catapeteasma și icoanele. Pictura originală nu se mai pastrează.
Este și o singură sinagogă rămasă în municipiu.

### Teatre și cinematografe
Teatrul Dramatic „Fani Tardini” Galați există de peste 45 de ani. Este un teatru de repertoriu cu profil dramatic, cu trupă permanentă alcătuită din 25 de actori, 2 regizori, un scenograf. Pentru realizarea producției teatrul apelează de asemenea la colaboratori prestigioși pe plan național - regizori, scenografi, compozitori. Teatrul are ateliere de producție proprii; sala proprie cu 300 de locuri, cu scenă de tip italian. Este singura instituție teatrală profesionistă cu profil de dramă din Județul Galați. Teatrul se adresează spectatorilor din întreg județul Galați, dar și celor din județele apropiate. Repertoriul cuprinde în fiecare stagiune în afara producțiilor noi, un număr de titluri realizate în stagiunile precedente.
Teatrul de Păpuși „Gulliver” din Galați este o instituție de cultură subvenționată de Statul Român, ca și alte teatre de copii. Teatrul Gulliver a luat ființă la 1 octombrie 1952. În acest interval au fost prezentate peste 200 de titluri, (4-5 premiere pe stagiune) din literatura română și universală pentru copii, sub iscusita conducere a numeroși oameni de cultură. Anual se organizează Festivalul Gulliver, unul dintre cele mai importante de acest gen din România, care transformă municipiul Galați în "Capitala teatrului de marionete". Odată cu venirea crizei clădirea actuală a rămas goală și teatrul își continuă activitatea în clădirea Teatrului Dramatic. Noul sediu se află în renovare totală, Teatrul Gulliver urmând a se muta în actuala clădire în care a funcționat Cinema Țiglina.
Teatrul Național de Operă și Operetă „Nae Leonard” a fost înființat în 1956. Anual organizează "Zilele Muzicale Gălățene", când sunt prezentate publicului cele mai reprezentative titluri ale repertoriului de toate genurile. Se află lângă Grădina Publică și lângă Seminarul Teologic pe Strada Mihai Bravu.
Mai există un mic teatru, numit „Teatrul Pe Țeavă”.

### Clădiri istorice
Palatul Administrativ este un edificiu impunător, inaugurat la 27 aprilie 1906, astăzi sediu al Prefecturii județului Galați, Palatul Administrativ a fost construit în perioada anilor 1904 -1905 după planurile arhitectului Ion Mincu, fondatorul școlii naționale a arhitecturii românești. Pe fațada principală a Palatului, la nivelul superior, se află două statui realizate din marmura albă – „Industria" și "Agricultura" ale sculptorului Frederic Storck, care sunt acoperite de tencuială. Mai jos, se găsesc două steme de bronz ale județului. Pe frontonul clădirii se găsește un ceas de mari proporții. Fiecare oră este marcată prin câteva fraze muzicale ale nemuritorului vals "Valurile Dunării" capodopera de renume mondial a compozitorului gălățean losif Ivanovici (1845 -1902).
Palatul Navigației (Gara Fluvială) datează din ultimul deceniu al secolului XIX, începutul secolului XX, fiind proiectat de arhitectul Petre Antonescu. În prezent acesta este sediul mai multor instituții precum “Administrația Porturilor Dunării Maritime” sau “Compania de Navigație Fluvială Română Navrom”. Palatul Universității, situat în centrul Galațiului, fostul Palat al Justiției, astăzi sediul Universității, ocupă în vechiul peisaj arhitectural al municipiului locul cel mai de seamă, datorita monumentalității sale. Acest edificiu este opera arhitecților Grigore Cerchez și Vîrnav. A fost construit între anii 1911-1913. Palatul Poștei, aflat în centrul orașului, lângă Parcul Municipal, găzduiește și în ziua de azi Poșta Centrală. 
Palatul Copiilor (Casa Robescu) este construită în a doua jumătate a secolului al XIX-lea, după proiectul arhitectului Ion Mincu. Clădirea are subsol supraînălțat, două nivele cu două foișoare-balcon la etaj și un alt balcon la parter, spre stradă. Decorațiile exterioare sunt din ocnițe cu butoni, brâu în stil brâncovenesc al frânghiei răsucite, plăci de ceramică lustruită. Ceramica lustruită este folosită și la decorarea florală a registrului superior. Casa Costache Negri, construită la 1830, găzduiește Colegiul Național Costache Negri (Liceul Pedagogic), edificiu impunător aflat pe Bulevardul Brăilei, lângă Poliția Județeană. Casa Lambrinidi este situată pe Strada Domnească nr. 51, lângă Universitate. Construită de Epaminonda Lambrinidi, proprietarul unei mori de pe strada Portului și având ca anexa o turnătorie și atelier de reparat mașini și vase, înainte de aprilie 1879, îl găzduiește pe domnitorul Carol I, cu ocazia unei vizite în Galați. A fost sediul Curții de Apel, al Liceului Mihail Kogălniceanu și, după cutremurul din 9-10 noiembrie 1940, al Primăriei.
Palatul Simion Gheorghiu se află într-un amplu proces de restaurare început în anul 2024. Clădirea s-a degradat extraordinar de mult, după 1989, fiind dorită de mai multe persoane, care au venit în instanță cu diferite pretenții și diferiți moștenitori falși. Procesul a durat peste zece ani, dar în final Primăria Municipiului Galați a reușit să câștige clădirea. Direcția de cultură a orașului a cerut păstrarea fațadei de pe Str. Domnească și a celei de pe Strada Gamulea, în rest autorizând orice schimbare. Pentru moment, s-a hotărât să fie înființat un centru de robotică după restaurarea ei.

### Monumente (câteva)

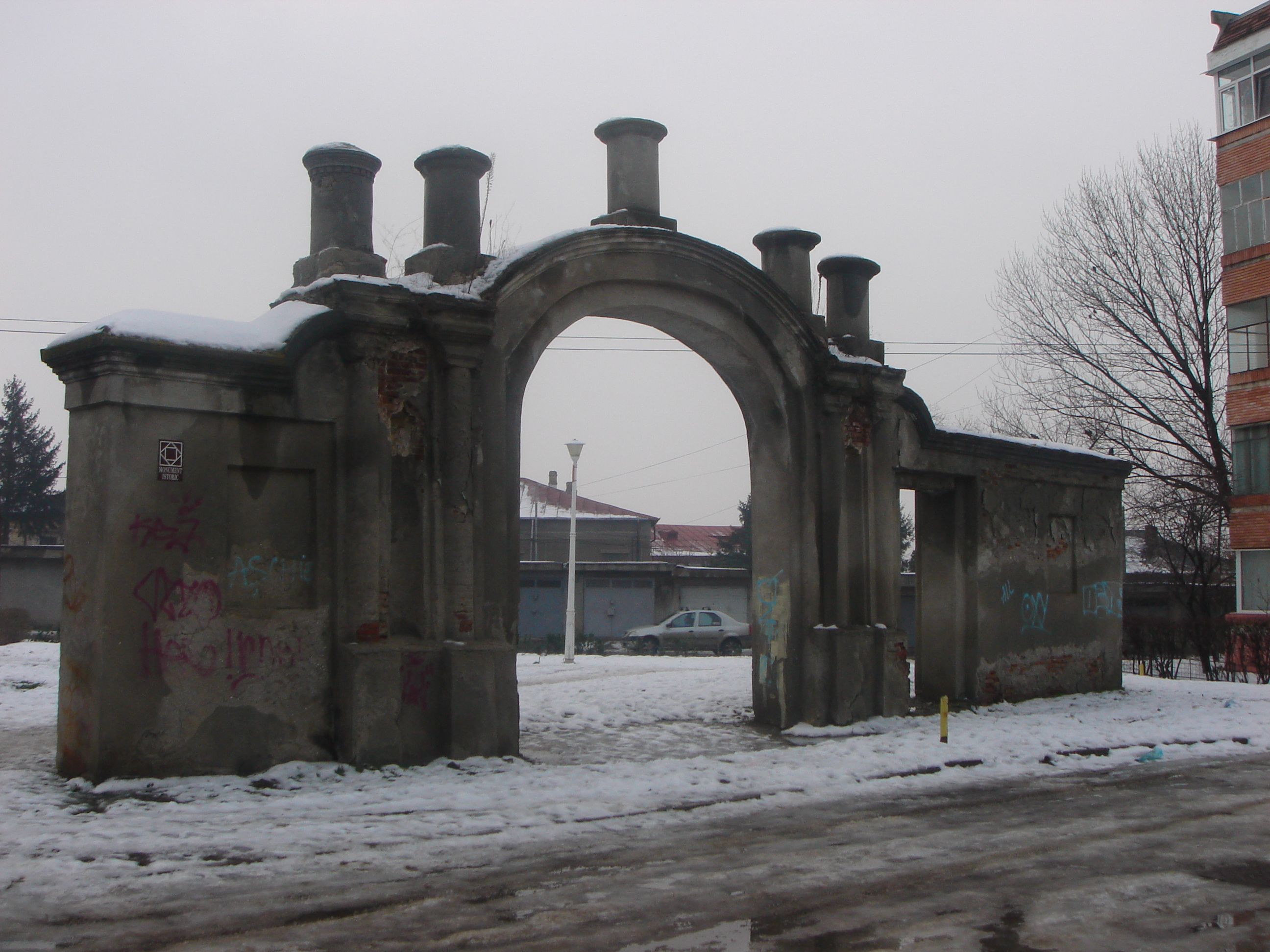
Poarta Hanului Otoman

Mausoleul Eroilor ocupă partea sudică a Cimitirului Eternitatea și evocă memoria celor ce și-au dat viața în Războiul de Independență, Primul Război Mondial și al Doilea Război Mondial. În prezent, la scrierea acestor rânduri, necesită ample lucrări de renovare. 
Poarta fostului han turcesc se află în spatele restaurantului Continental din Centrul Galațiului, pe Strada Egalității 16. Este tot ce a mai rămas din fostul Han Turcesc. În anul 2019 a început restaurarea ei, dar momentan s-a blocat. 

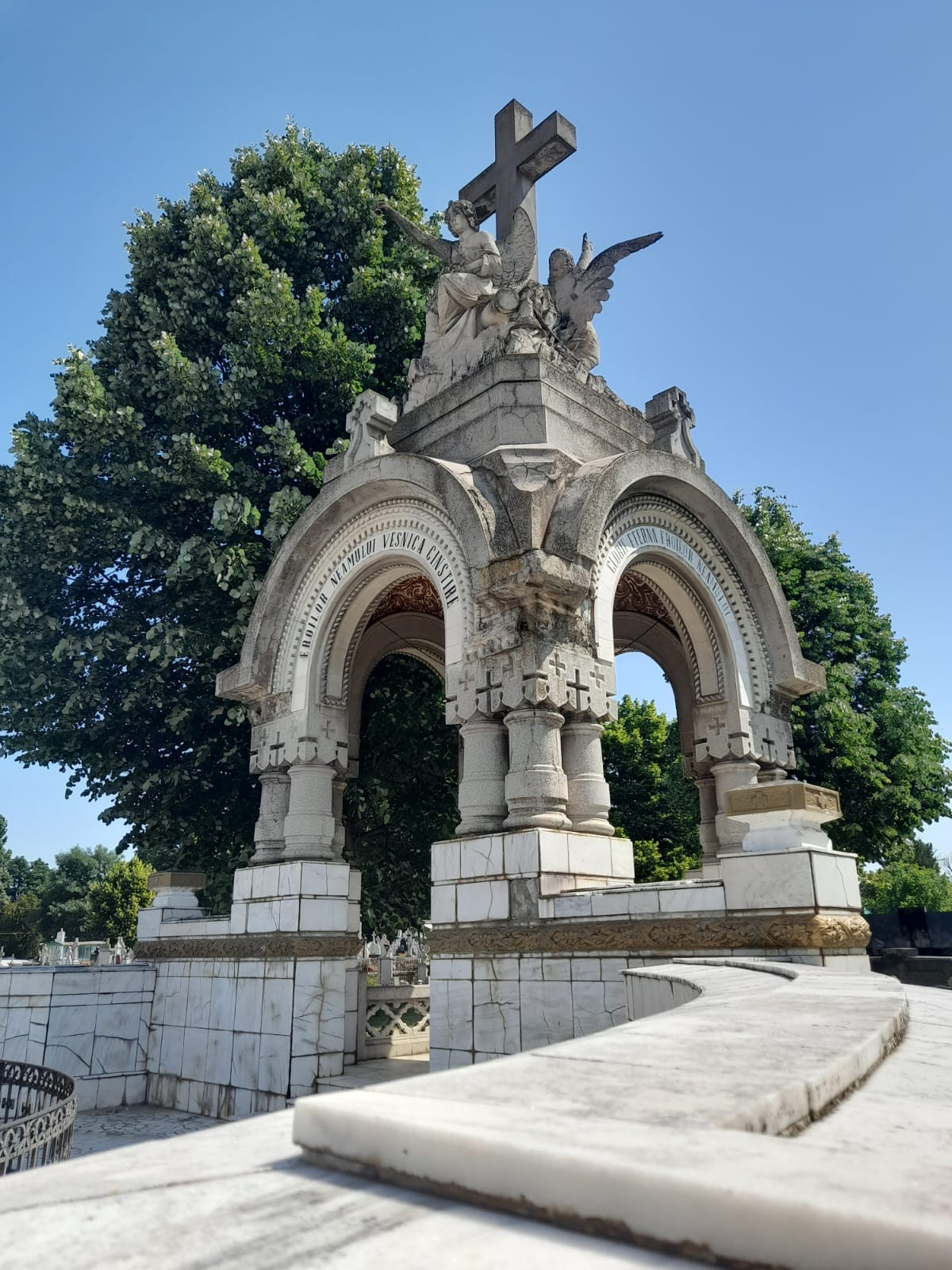
Monument Eroilor din Primul și Al Doilea Război Mondial în Cimitirul Eternitatea

Monumentul „Apărătorii Galațiului” a fost reinaugurat în Ianuarie 2018, la împlinirea centenarului Bătăliei de la Galați, ce s-a desfășurat între 9 și 20 ianuarie 1918, având ca participanți 500 de soldați români contra 12.000 de soldați ruși bolșevizați. Monumentul original a fost demolat în primii ani ai comunismului.  
Monumentul „Eroilor Revoluției” este amplasat în fața Palatului Administrativ. A fost construit în anul 1995. Este făcut din marmură. Aici, în fiecare an se fac manifestări de Ziua Eroilor pe 22 Decembrie, Ziua Națională a României pe 1 Decembrie, etc. Sunt depuse coroane de flori din partea tuturor partidelor politice și instituțiilor de stat, dar și din partea cetățenilor simpli.  
Monumentul „Eroilor Contemporani” este cel mai nou monument din Galați, inaugurat în anul 2009. Acest monument a stârnit discuții aprinse din cauza asemănării cu un monument masonic. Cele 3 coloane care simbolizează câte unul dintre cei 3 soldați gălățeni morți în Afganistan, sunt construite în stil Doric, Ionic și Corintic, exact ca simbolurile masonilor. 
Monumentul „Răscoalei de la 1907” se află amplasat în micul parc de lângă actualul sediu al Cotidianului Viața Liberă. Sunt trecute numele muncitorilor care au fost omorâți în 1907 pe Strada Domnească din Galați. Monumentul Eroilor din Primul și Al Doilea Război Mondial, aflat în Cimitirul Eternitatea, este cel mai impunător monument al Galațiului. Are în componență și un mausoleu dedicat celor morți pentru apărarea patriei noastre.  
Monumentul „Progresului” a fost construit în perioada comunistă, în fața cinematografului Țiglina, coloana reprezintă progresul patriei socialiste. 
Monumentul „Aviatorilor Români” se află-n partea de nord a Cimitirului Eternitatea și este amplasat în fruntea unei mari parcele a Eroilor Aerului. 
Monumente ale Armatelor Franceze, Germane, Italiene și Ruse se găsesc toate în cimitirul Eternitatea, localizate relativ apropiat unul de celălalt.  

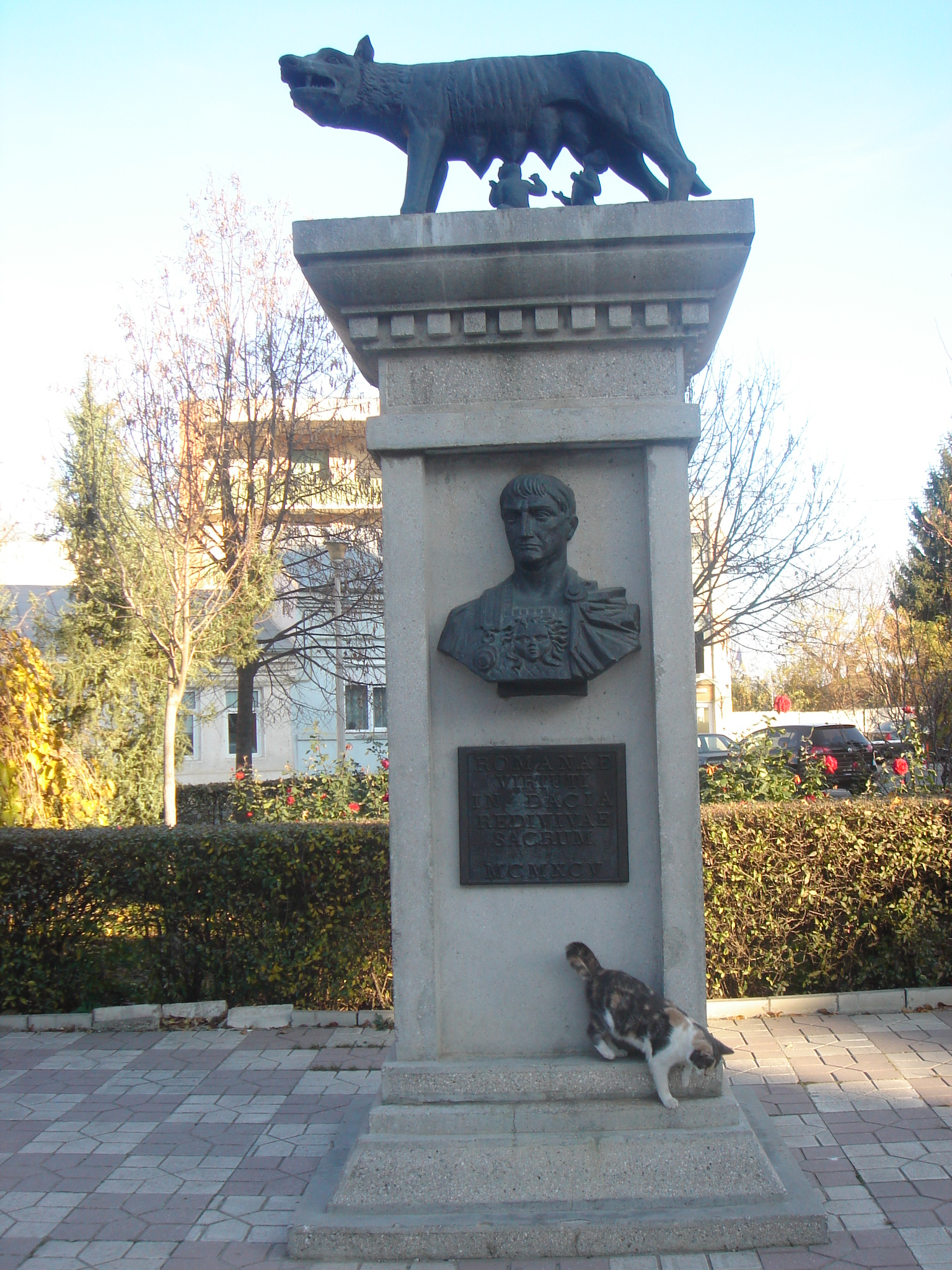
Lupa Capitolina
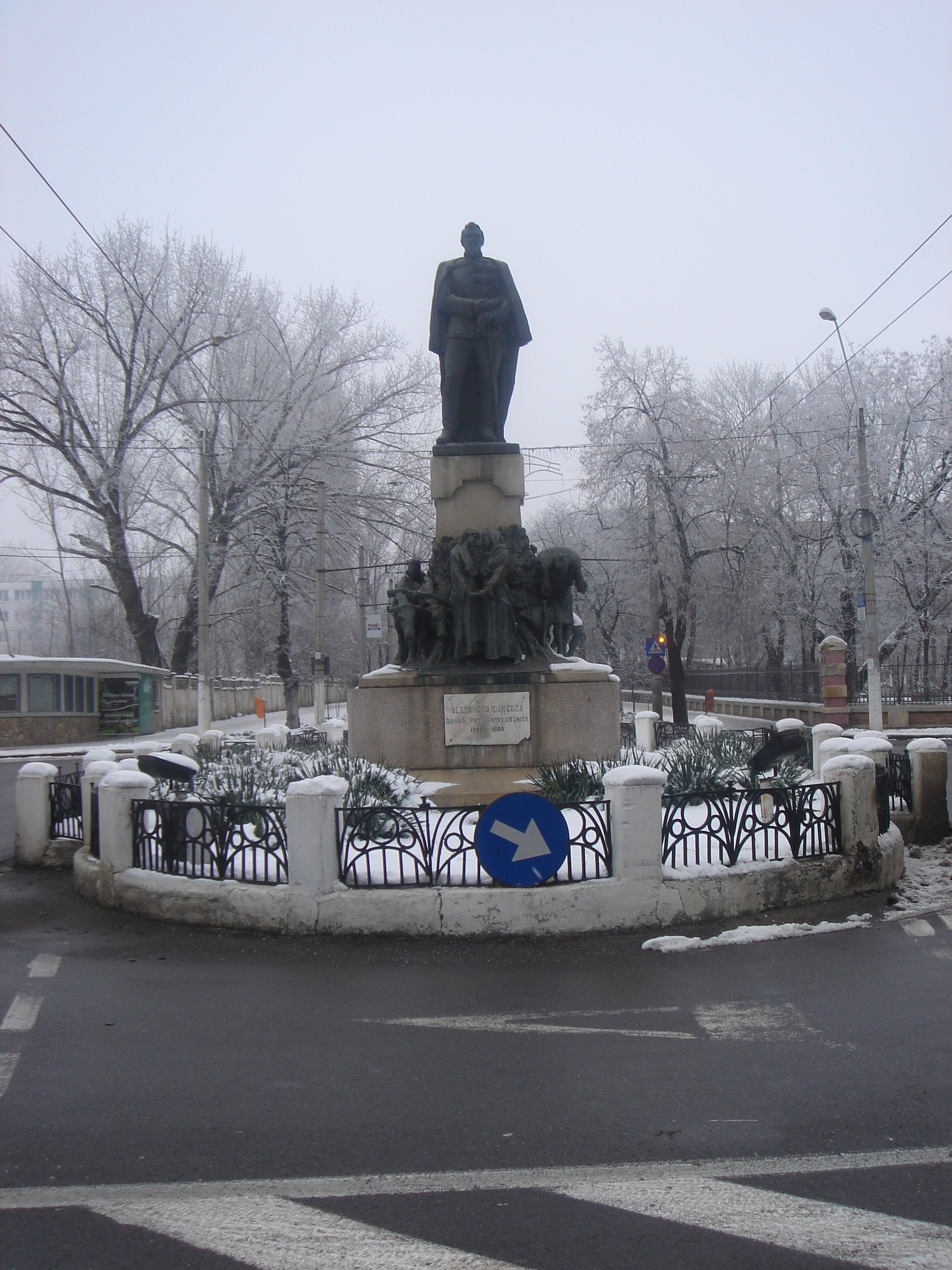
A. I. Cuza
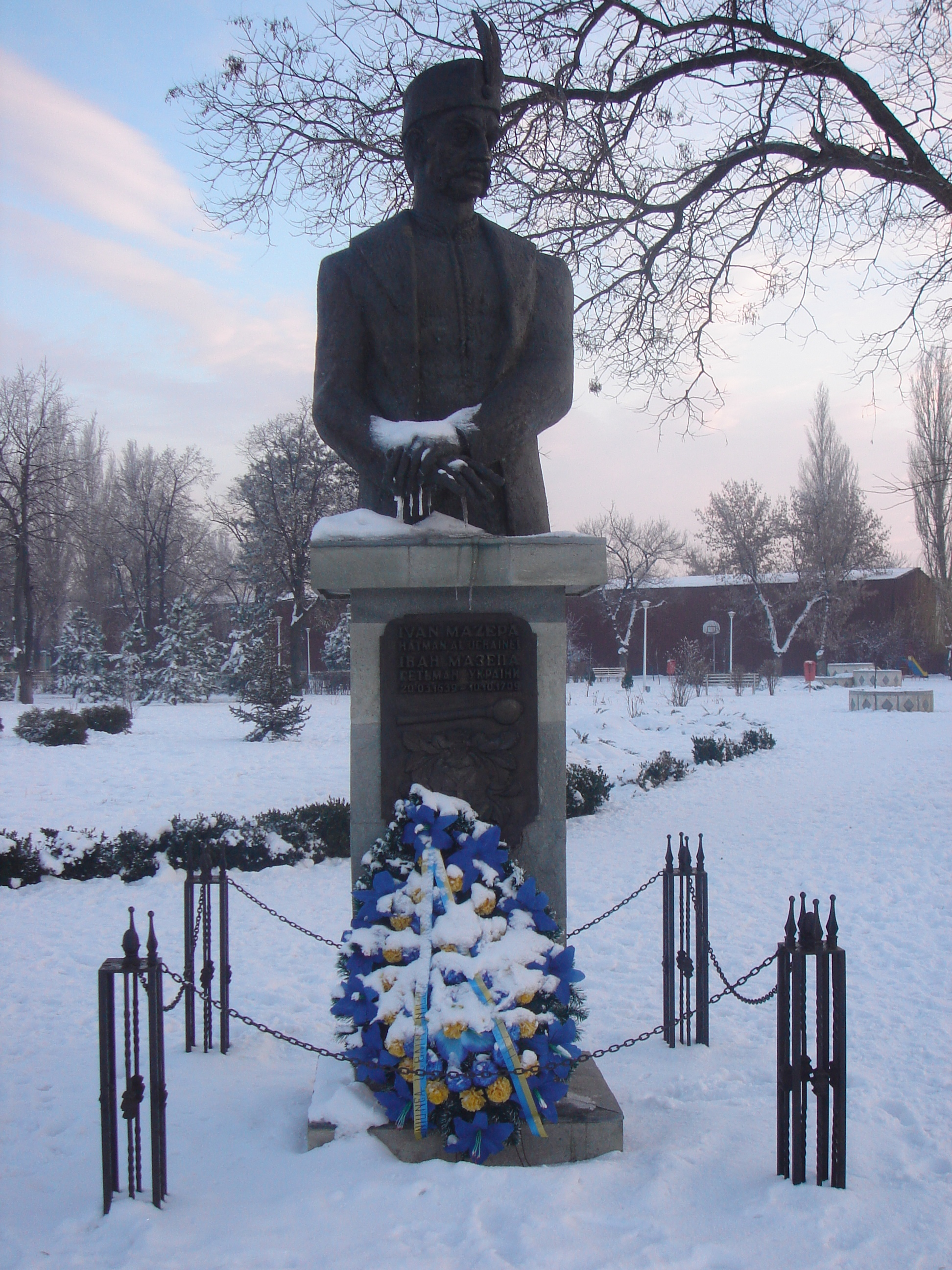
Ivan Mazeppa
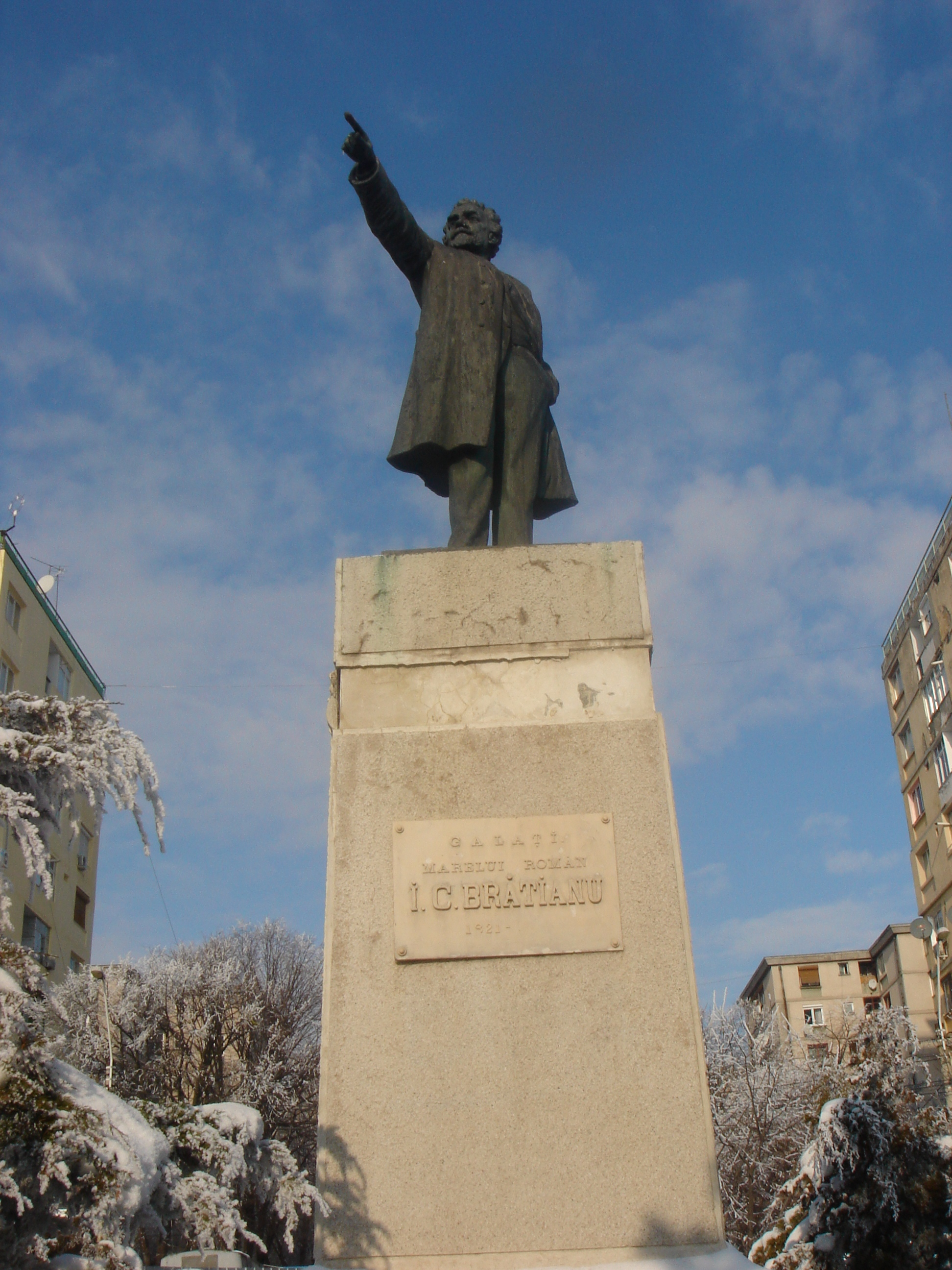
I. C. Brătianu

### Zone de agrement
Parcul Acvatic Dunărea este cea mai nouă, modernă și mare zonă de agrement din Galați. Se află pe locul fostei plaje cu același nume. A fost modernizată rapid și redată gălățenilor în anul 2021. Aici se află cel mai înalt tobogan cu apă din România. Zonele componente sunt bine delimitate, existând piscina cu bar, piscinele de pe plajă, zona de mâncare, toboganul pentru adulți și zona pentru copii. Parcul este dotat cu două parcări gratuite și deservit de două trasee de transport public în sezonul estival, anumite 32 și 33.
Faleza Dunării este una dintre zonele reprezentative ale Galațiului. Loc de promenadă pentru toți, unde au loc frecvent concerte muzicale și întreceri sportive (concertele "La Elice" și Crosul Copiilor). Reprezintă aproape singura zonă unde s-au valorificat resursele pentru agrement. Oferă un mare potențial de relaxare și agrement prin spații verzi. Este "populată" de multe monumente din fier vechi, originale. La malul falezei inferioare sunt multe vaporașe transformate în restaurante.
Parcul Acvatic Deliria se află în incinta Pădurii Gârboavele. Mai mic decât Parcul Dunărea, este mai liniștit și retras.
Parcul de Aventură Dunărea a fost deschis în vara anului 2023 pe locul unui teren lăsat de izbeliște. Se află lângă Parcul Acvatic Dunărea și este dotat cu un tobogan pentru colace, ce funcționează prin aplicarea unui gel special. 
Parcul de Aventură EscapeLand din Pădurea Gârboavele, este mai mare și mai dotat decât cel din vecinătatea Parcului Acvatic Dunărea, dată fiind locația și dotarea naturală a terenului. 
Grădina Publică a fost amenajată în 1864 pe vremea pârcălabului Iorgu Ghica. Sub administrația lui Alecu Moruzzi grădina și-a mărit suprafața, s-au plantat brazi și s-a construit o seră cu flori. După Primul Război Mondial ocupa o suprafață de 12 hectare și avea 2 sere mari. Este situată în apropierea Complexului Studențesc reprezintă o zonă deosebit de frumoasă pentru odihnă și recreere. Este un punct de vedere excelent asupra Lacului Brateș, a Reviziei de Vagoane, a Șantierului Naval și a gării principale a Galațiului.
Grădina Botanică este inclusă în Complexul Muzeal Științele Naturii și domină malul stâng al Dunării. Puteți admira colecțiile de plante din zonele tropicale și subtropicale (cactuși, euforbii, palmieri, crotoni, mușcate, begonii, etc.), cochetul rozariu care cuprinde peste 200 soiuri de trandafiri, flora și vegetația României de pe versantul sudic însorit al grădinii - peste 3000 exemplare de speciile de arbori și arbusti, zona de stejari - peste 50 exemplare, de mesteceni și coniferele. Tot aici se găsește o replică a unei grădini japoneze.
Rezervația și Grădina Zoologică Gârboavele sunt ambele situate la ieșirea de nord a orașului. Grădina Zoologică din Pădurea Gârboavele este inclusă în Complexul Muzeal de Științe ale Naturii. În cadrul Grădinii zoologice pot fi văzute diferite specii exotice. De asemenea, pasionații de echitație pot practica acest sport la Grădina Zoologică, aici existând nu doar cai special antrenați pentru acest scop, ci și un manej excelent amenajat și personal instruit. Tematica zoo a fost elaborată împreună cu specialiștii de la European Association of Zoos and Aquaria, și are drept obiective conservarea speciilor rare de animale, precum și educația pentru conservare.
Parcul Municipal Mihai Eminescu, amenajat între anii 1880 și 1881, când era primar Costache Vârlan. La 16 octombrie 1911 s-a dezvelit în Parcul Municipal monumentul lui Mihai Eminescu, operă în marmură a sculptorului F.Stork. Acest parc mai păstrează câțiva arbori contemporani cu Mihai Eminescu care poposi aici de mai multe ori mai ales în ultima parte a vieții. În parc există un mic lac artificial și un loc amenajat unde-n trecut fanfara militară susținea recitaluri. Este renumit datorită prezenței statuii lui Eminescu.
Parcul Carol I (C.F.R.) este situat lângă calea ferată, în apropierea tunelului ferovia. Parcul a fost reabilitat complet în anul 2023 și în prezent este cel mai modern și spectaculos din oraș. Totodată deservește și locuitorii de la nord de calea ferată. 
Parcul Cloșca poartă numele unuia dintre inițiatorii răscoalei "Horia, Cloșca și Crișan". Se află lângă Piața Siderurgiștilor, între Bulevardul Brăilei și Bulevardul Cloșca. Este un parc mare care găzduiește câteva monumente ale Taberei de sculptură în metal. În 2024 este programată reabilitarea completă. 
Parcul Rizer este amplasat în fața Spitalului Militar, pe Bulevardul Traian. În incinta sa este noul Muzeu de Artă Vizuală din Galați.
Parcul Libertății este aflat la câteva sute de metri de Cimitirul Eternitatea, pe Bulevardul Basarabiei. A fost inaugurat în 2004. Găzduiește statuia hatmanului ucrainean Ivan Mazeppa. 
Piața Regală se află pe Strada Domnească, găzduind în centrul său statuia lui Costache Negri. 
Parcul Viva se afla pe faleza superioara. Este foarte curat. Dispune de un iaz în miniatura plin cu pești exotici, skate-park, teren de fotbal și baschet, spațiu special amenajat și îngrădit pentru animale de companie, aparate și jucării pentru copii.

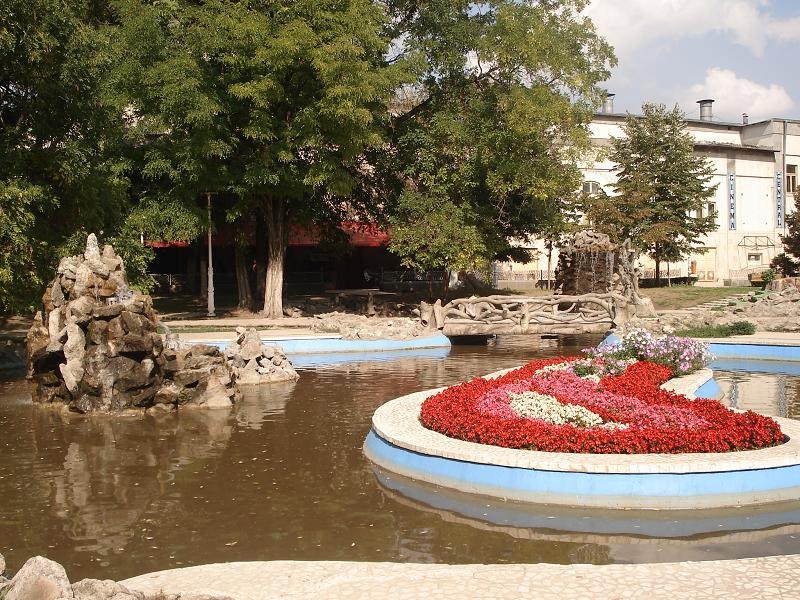
Parcul Eminescu
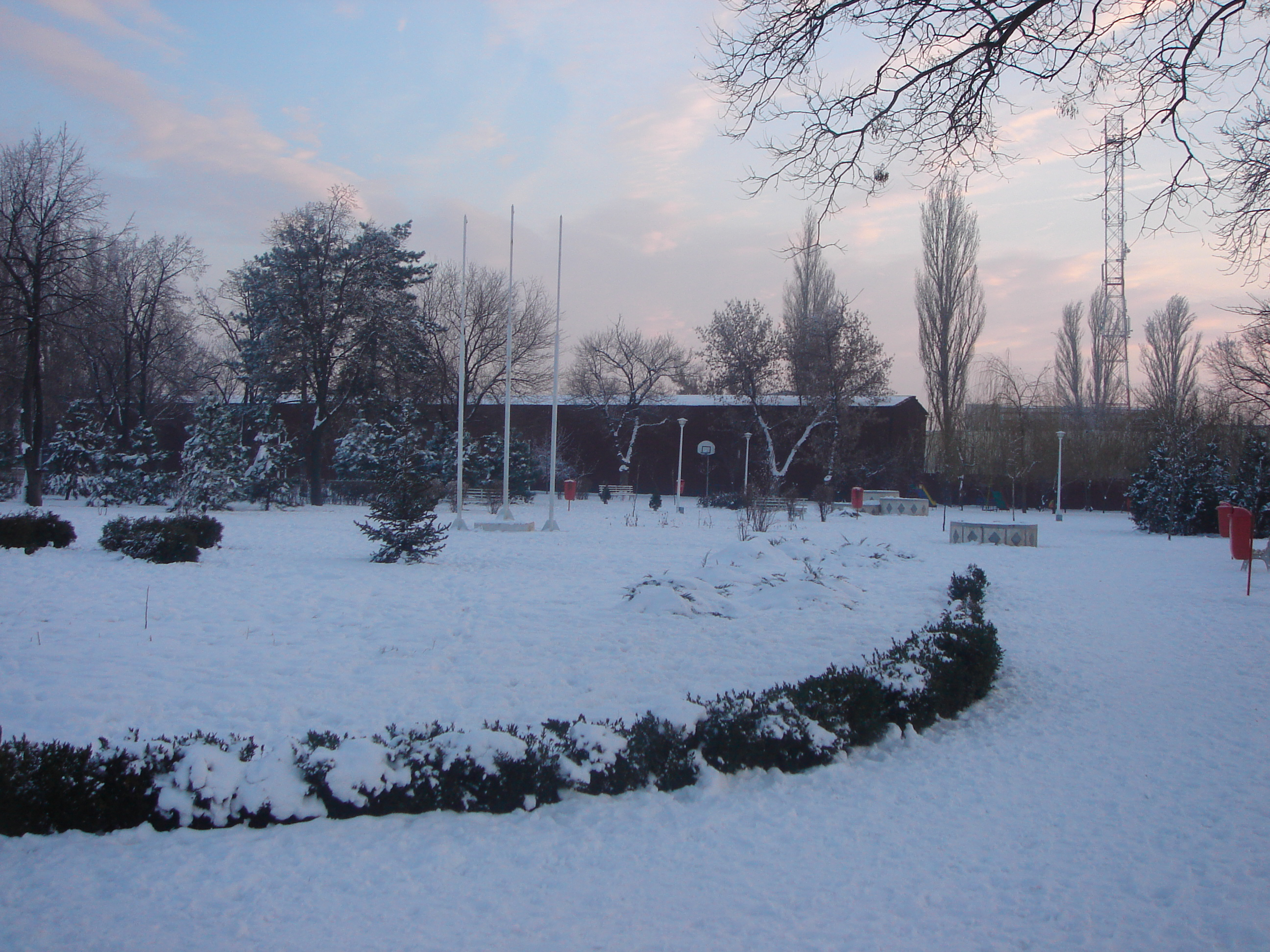
Parcul Libertății
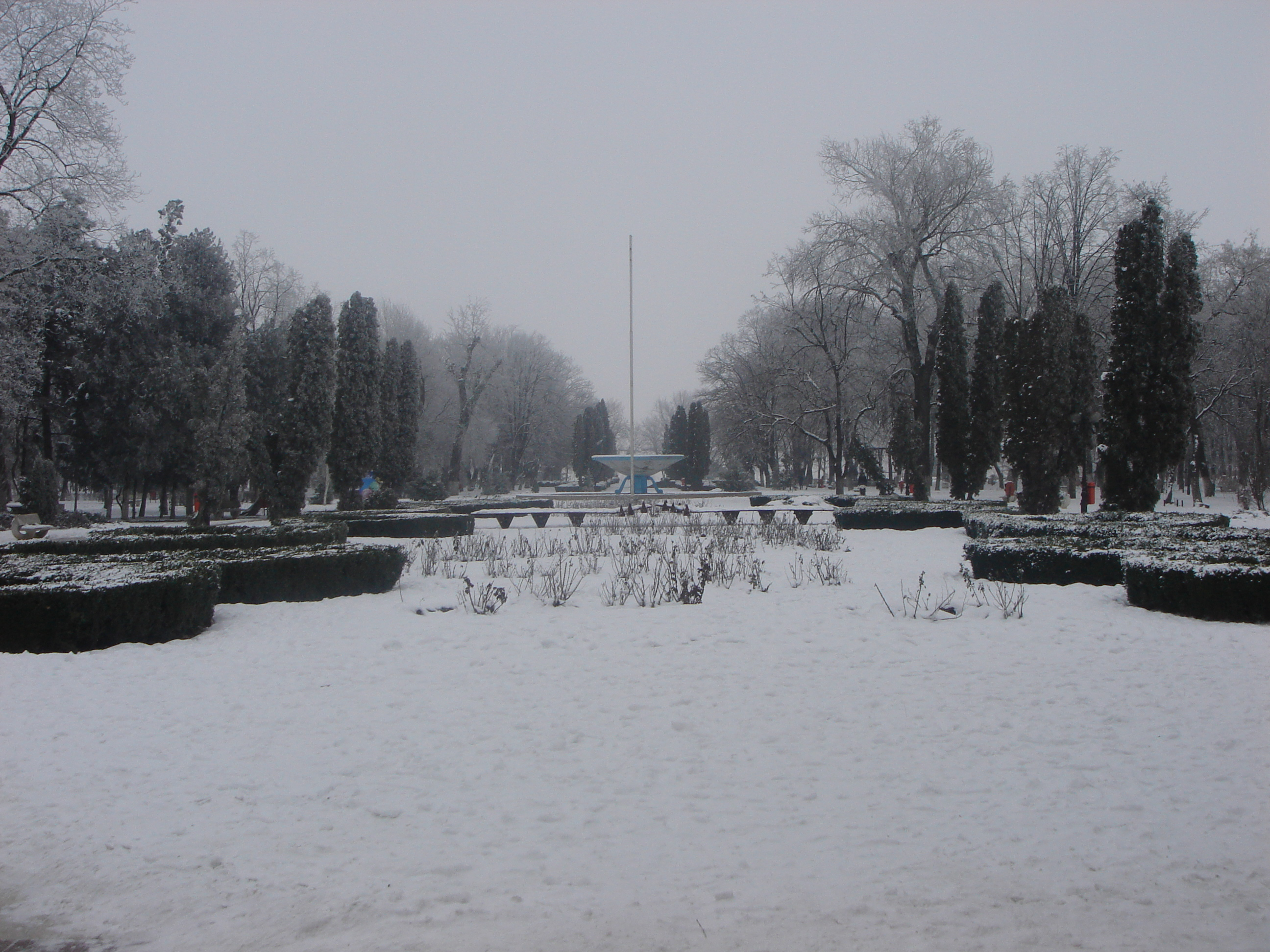
Grădina Publică
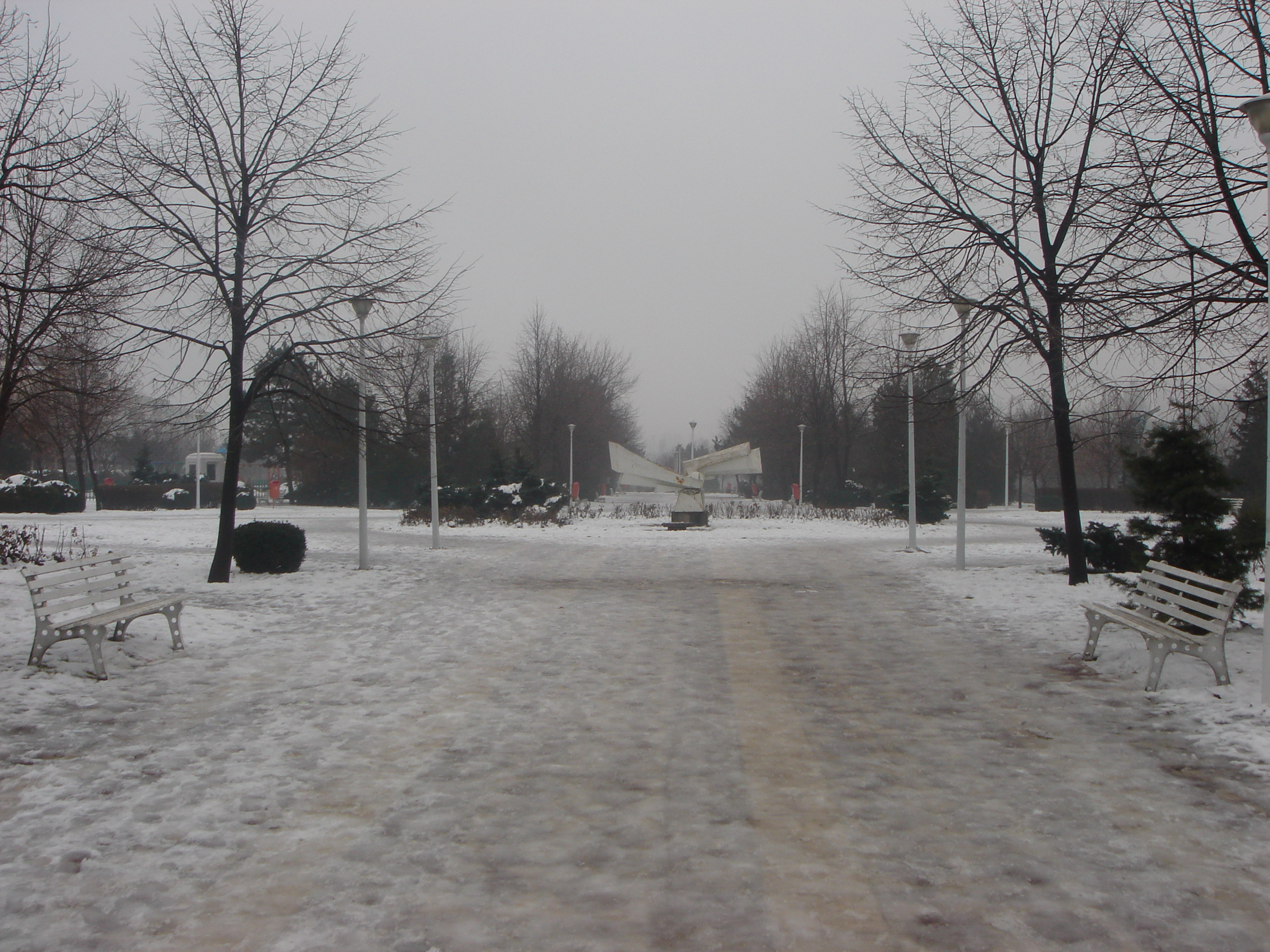
Parcul Cloșca
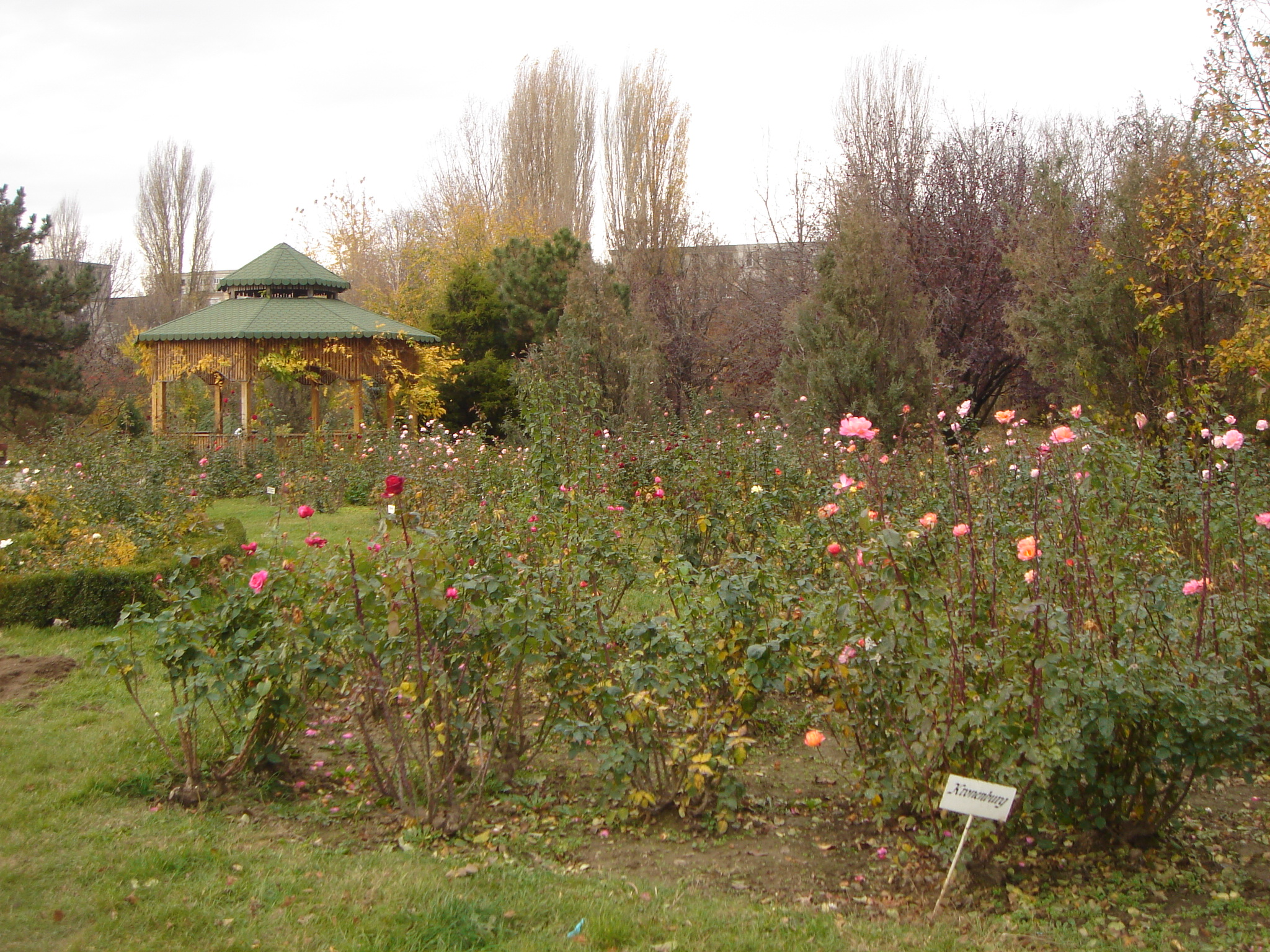
Grădina Botanică
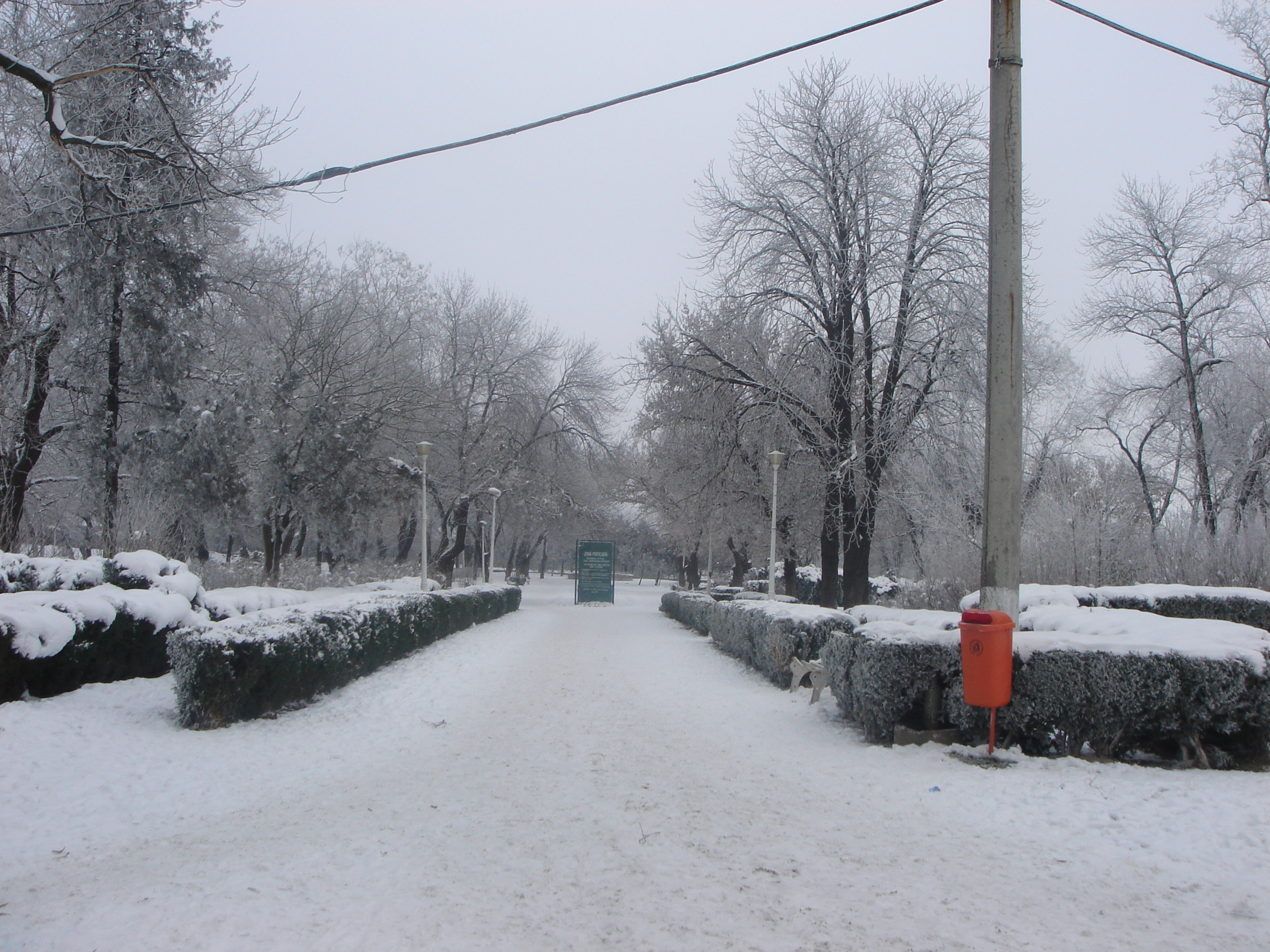
Parcul Carol I (C.F.R.)

### Alte locuri de agrement
Județul Galați are în componență o insulă, numită Insula Cailor, deoarece pe ea sălășluiesc cai sălbatici. Insula se află la vărsarea Prutului în Dunăre și aparține de municipiul și județul Galați. Este accesibilă cu barca, fie de pe malul gălățean ori tulcean, deplasările efectuate din Basarabia sau Ucraina, fiind interzise. Patinoarul Artificial Dunărea este cel mai mare patinoar din țară. Este deschis publicului din octombrie până în martie. Plaja Brateș Plajă privată, pe malul stâng al Lacului Brateș, mai mică decât Valurile Dunării. Exact prin fața intrării pe plajă trece linia de cale ferată ce leagă Galațiul cu Bereștiul și Bârladul. Pentru pescarii amatori și pentru cei ce vor liniște, Complexul Balta Zătun este locul ideal de petrecere. Investiția aparține Consiliului Județean Galați și în prezent este în continuă extindere. Mai pot fi amintite Balta La Salcâmi, Plaja Cotul Pisicii, Priza Dunării ș.a.m.d.
În extremitatea de nord-est a municipiului Galați, pe o suprafață de 28 de hectare, se află Lacul Vânători. Cuprinde un lac natural de 11 ha, un versant de 10 ha de pădure de salcâm și un versant de 8 ha parțial amenajat pentru agrement și supus unui plan intensiv de modernizare și reamenajare.

## Sănătate
În municipiul Galați funcționează opt spitale: 
- Spitalul Clinic de Urgență "Sfântul Apostol Andrei" (Bd. Brăilei nr. 177)
- Spitalul General de Căi Ferate ("C.F.R.") (Strada Alexandru Moruzzi nr. 6)
- Spitalul de Pneumoftiziologie (Str. Științei nr. 117)
- Spitalul Clinic de Urgență Pediatrică "Sfântul Ioan" (Strada Gheorghe Asachi nr. 2)
- Spitalul de Boli Infecțioase "Sfânta Parascheva" (Bd. Traian nr. 393)
- Spitalul Militar "Aristide Serfioti" (Bd. Traian nr. 199)
- Spitalul de Obstetrică și Ginecologie "Buna Vestire" (Strada Nicolae Alexandrescu nr. 99)
- Spitalul de Psihiatrie "Elisabeta Doamna" (Bd. Traian nr. 290)

A fost construită și-o clinică pentru Tratarea și Recuperarea Copiilor bolnavi de Cancer în cadrul Spitalului de Copii.

## Presă

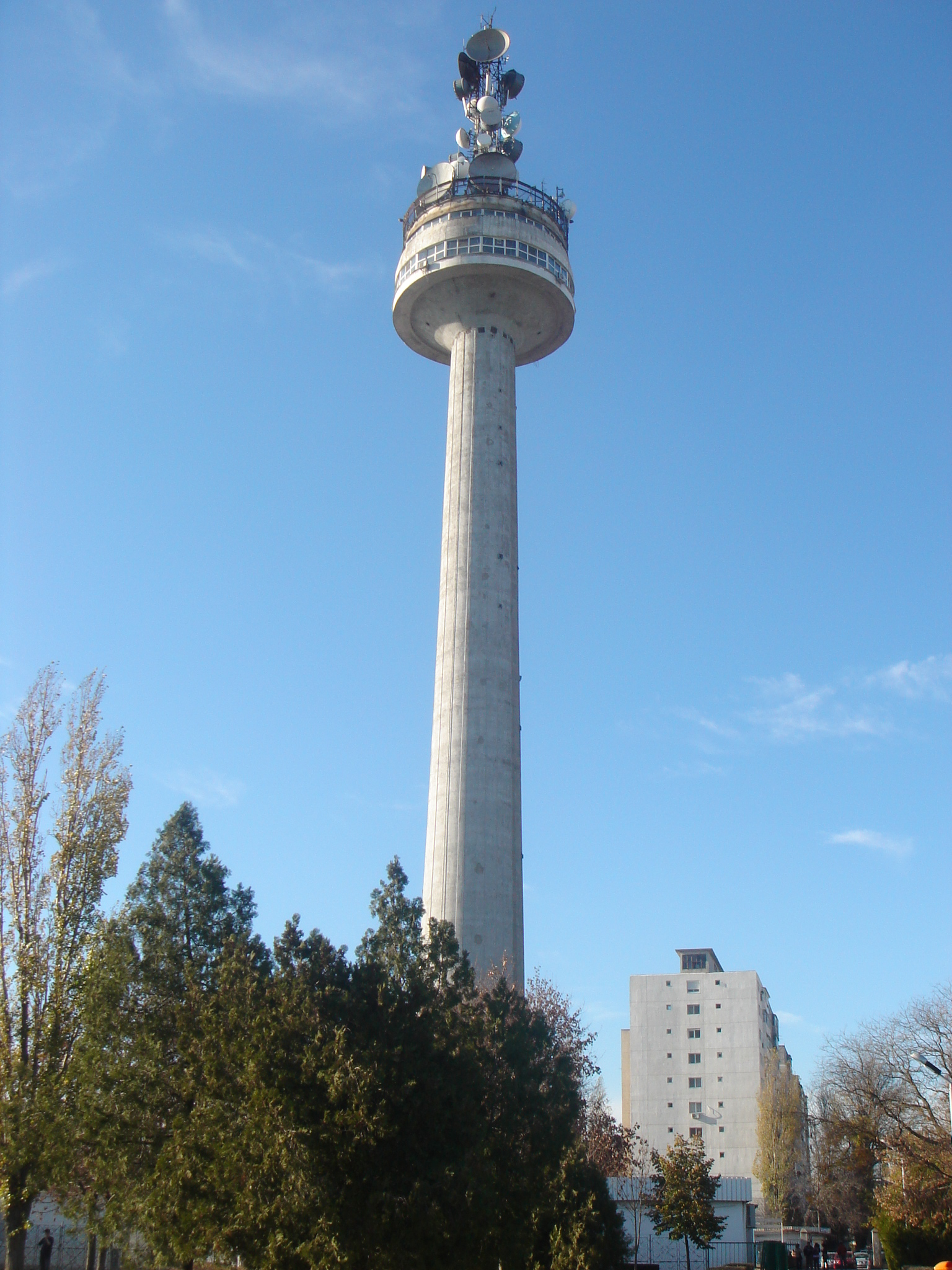
Turnul de Televiziune Galați

Galațiul este un municipiu destul de bine reprezentat în Mass-media, aici existând studiourile regionale, TV Galați-Brăila, Express TV Galați-Brăila, RTV Galați-Brăila (acest post se remarcă prin faptul că nu difuzează rubrică de știri) sau de corespondență a posturilor PRO TV, Prima TV, Antena 1 și Kanal D. Postul Digi24 și-a închis toate stațiile regionale din țară, implicit și Digi24 Galați. Dintre emisiunile ce au în prim-plan municipiul Galați, amintim „Audiență la Primar” pe TV Galați-Brăila, „Direct din Galați” pe ETV Galați-Brăila (tot aici se filmează și emisiunea Direct din Brăila), dar și defuncta, din păcate, „Vocile Galațiului” de pe Digi24.
La capitolul presă scrisă, cotidianul Viața Liberă, care pe 4 mai 2019, aniversează 9.000 de numere, este de departe cel mai vândut și citit ziar județean. Acesta are inclusiv rubrică dedicată cititorilor, în care oricine poate să publice articole pe orice temă dorește, cu respectarea anumitor reguli. Este urmat de Monitorul de Galați, un alt cotidian, în a cărui descriere găsim remarca „Monitorul de Galați - Ediție regională de sud-est Galați Brăila Buzău Constanța Tulcea Vrancea”. Un alt ziar, distribuit gratuit, are apariție lunară, anume Realitatea de Galați. Acest ziar abordează subiecte de interes local și național.
La capitolul presă pe internet, orașul abundă de site-uri, unele cu tradiție, altele care apar doar pentru campanii electorale, iar altele ce deservesc doar anumite personaje politice. Lista include Viața Liberă, Monitorul de Galați, Antidotul, Ne pasă de Galați, Gazeta Galațiului, Revista Explore, Presa de Galați, Express de Dunăre, Impact-est, Dunărea Bătrână, Presa Galați-Brăila.

## Educație

### Unități de învățământ

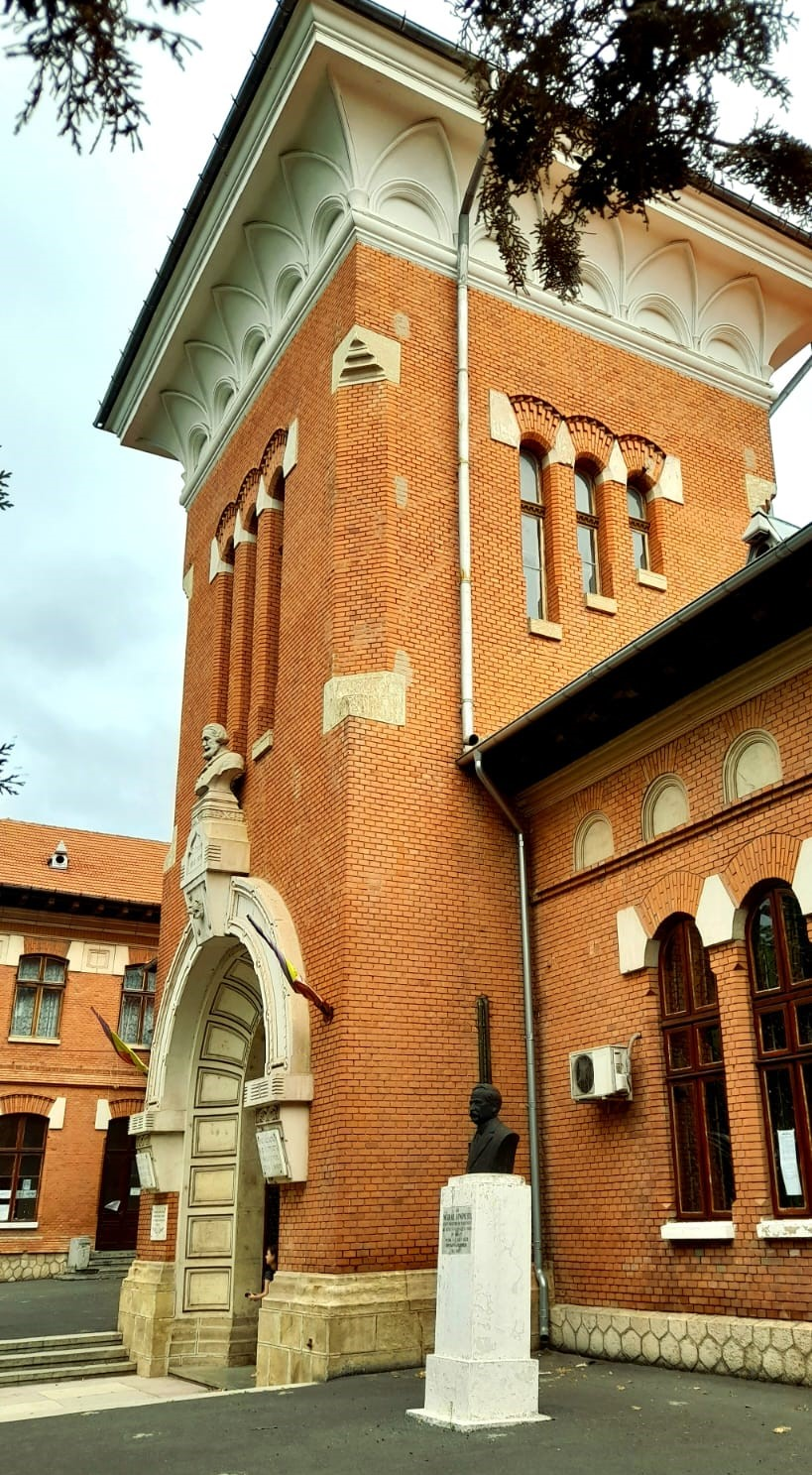
Colegiul național Costache Negri

O rețea densă de unități de învățământ de toate gradele, începând cu creșe, grădinițe și terminând cu universități asigură infrastructura instruirii și educării tinerei generații. Cele două Universități din Galați includ 11 facultăți și 3 colegii. În cadrul Universității "Dunărea de Jos" există două facultăți cu profil unic în România: "Facultatea de Nave" și "Facultatea de Știința și Ingineria Alimentelor". Universitatea Danubius pregătește specialiști, cercetători și lideri în domeniile juridic, economic și social. În afară de centrele de cercetare care funcționează în cadrul Universităților, în Galați există mai multe institute de cercetare specializate, patru dintre ele având profil unic în România: ICEPRONAV (Institutul de Cercetare și Proiectare pentru Construcții Navale), UZINSIDER Engineering (Institutul de Cercetare și Proiectare pentru produse plate metalice), Institutul de Cercetări Piscicole și Stațiunea de Cercetări Viticole Târgu Bujor. Baza materială pentru manifestări culturale și artistice este oferită de 330 biblioteci publice, 21 săli de cinema, 3 teatre, 10 muzee, 94 cluburi culturale, 5 case de cultură, etc. Școala Nr. 24 (Sfinții Arhangheli Mihail și Gavriil) este cea mai veche școală din județ. A fost fondată în anul 1832, până în anul 1896 aflându-se în interiorul Mănăstirii Mitoc. Pe data de 26 octombrie 1896 a fost inaugurată clădirea actuală a școlii. Cele mai prestigioase unități de învățământ preuniversitar sunt Colegiul Național Vasile Alecsandri, Colegiul Național Alexandru Ioan Cuza, Colegiul Național Mihail Kogălniceanu, Colegiul Național Costache Negri, Liceul Teoretic Emil Racoviță, Școala Generală Mihai Eminescu nr. 28, Școala Generală nr. 26 și Școala Generală nr. 29.

### Biblioteci
În Galați există câteva instituții de cultură, prestigioase, cum ar fi: Biblioteca Județeană V.A. Urechia (cu toate filialele ei), Biblioteca Universității „Dunărea de Jos”, Biblioteca Franceză „Eugen Ionesco”, Casa Corpului Didactic, Biblioteca Universității Danubius etc.
Biblioteca V.A. Urechia

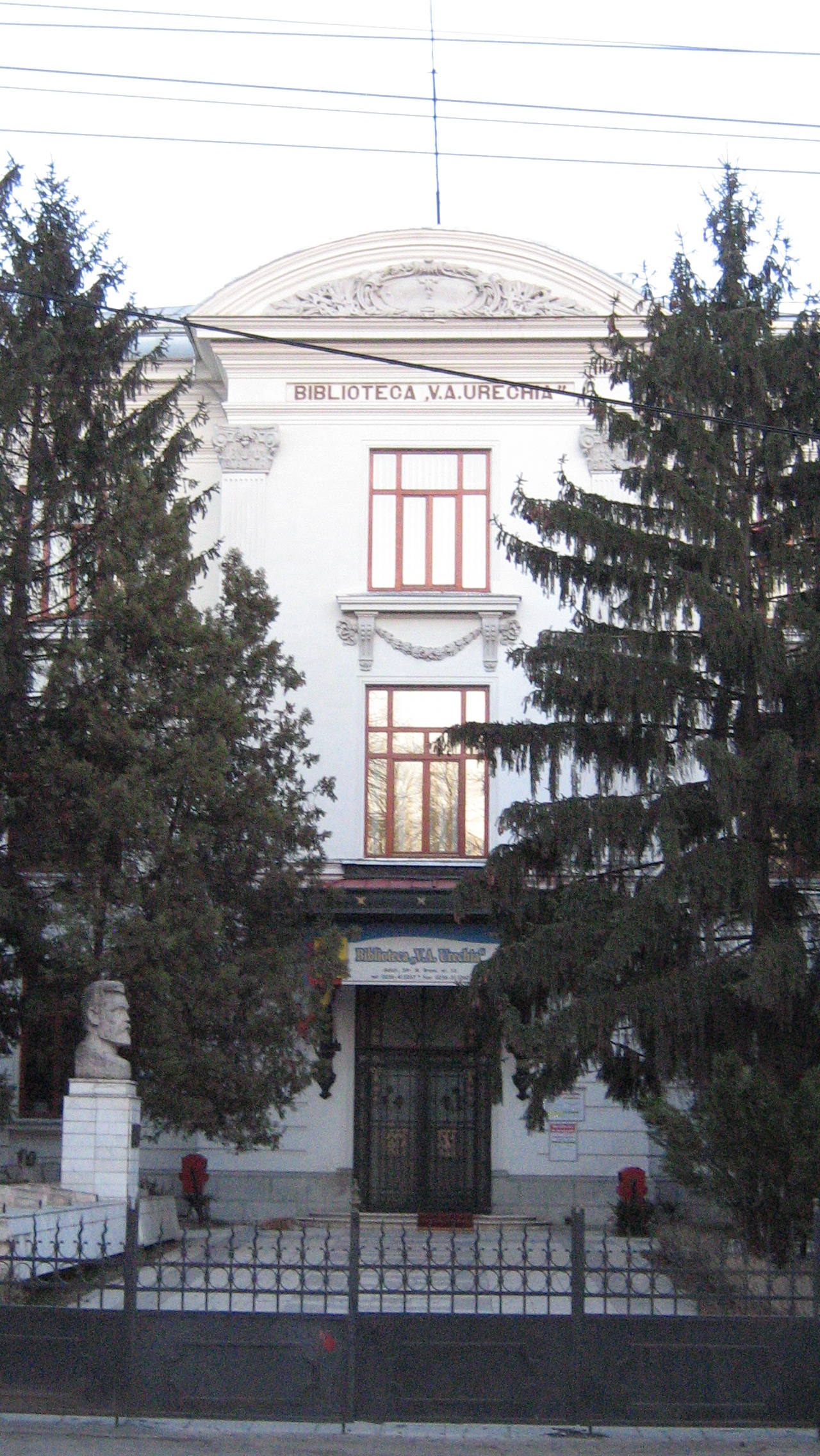
Bibilioteca V. A. Urechia

În Galați cea mai mare bibliotecă este Biblioteca "V. A. Urechia", înființată în anul 1889, având ca prim fond de carte donația academicianului Vasile Alexandrescu Urechia. Biblioteca "V. A. Urechia" dispune de peste 600000 de titluri și are peste 150 de abonamente la ziare și reviste. În privința serviciilor, biblioteca și-a organizat și dispunde de secții de împrumut pentru adulți și copii, sală cu lucrări enciclopedice de referință, săli de lectură specializate cu 190 de locuri, sală de audiții și video, cataloage alfabetice și sistematice, pe fișe, pentru colecțiile proprii, cataloage tipărite pentru cărți românești și străine, catalog on-line al publicațiilor monografice, servicii specializate de informare biografică, o bibliografie a județului Galați. Din anul 1991, instituția a trecut la un program complex de automatizare și prelucrare a informațiilor, bazele de date bibliografice fiind accesibile publicului, din 1994, prin terminale de interogare directă sau cu asistența personalului de specialitate. Biblioteca dispune de 30 de stații de lucru și de pachetul integrat de programe TINLIB produs de IME (Marea Britanie). Biblioteca, prestigios centru de documentare și informare, organizează la sediu și în alte instituții din oraș activități specifice. De asemenea biblioteca a elaborat lucrări proprii (Buletinul Fundației "V. A. Urechia", Anuarul bibliografic al Județului Galați, monografii etc.). Biblioteca "V. A. Urechia" dispune de un fond de carte veche și rară deosebit de valoros. Are și filiale în municipiu.
Biblioteca Universității „Dunărea de Jos” Galați
Biblioteca Universității „Dunărea de Jos“ din Galați este parte integrantă din sistemul național de învățământ superior și participă prin colecțiile și serviciile sale la procesul de instruire, formare și educație, precum și la activitatea de cercetare în universitate. Biblioteca Universității „Dunărea de Jos” din Galați (BUDJG) sprijină formarea educațională și cercetarea științifică din Universitatea "Dunărea de Jos" din Galați. Sediul central al bibliotecii se află în clădirea rectoratului, iar cele 6 filiale sunt amplasate pe lângă facultățile de profil. Biblioteca răspunde nevoilor de informare ale studenților, masteranzilor, doctoranzilor, profesorilor și cercetătorilor. Cele șapte săli de lectură dispun de un număr total de 342 locuri, sunt cu acces liber la raft iar organizarea colecțiilor din aceste spații este în conformitate cu Clasificarea Zecimală Universală (CZU). A fost înființată în anul 1951.
Colecțiile bibliotecii includ publicații din toate domeniile educaționale ale universității, dezvoltarea colecțiilor respectând planurile de învățământ. Tipologia documentelor este variată cuprinzând cărți, periodice, standarde, brevete de invenții, documente electronice și baze de date online. Universitatea "Dunărea de Jos" din Galațieste membră în cadrul consorțiului Anelis Plus, prin intermediul căruia este posibilă achiziția partajată privind accesul la bazele de date online.
Biblioteca Universității „Danubius” Galați
Biblioteca Universității Danubius, parte fundamentală a ofertei academice, satisface prin dotare și ambient nevoia de cunoaștere și de formare profesională a viitorilor specialiști ai economiei naționale și europene. Cu o colecție de peste 40.000 de volume alcătuită din colecții de reviste de profil științific și acces nelimitat la baze de date și biblioteci virtuale biblioteca este un adjuvant prețios pentru viitorii specialiști în științe juridice, economie, relații internaționale administrație și comunicare, inclusiv cadrele didactice își află aici sursa principală de informare științifica de ultima oră.
Biblioteca Franceză „Eugen Ionesco”
Biblioteca a fost deschisă în anul 2001, are 16.000 de documente și peste 7.000 de cititori. Scopul este de a promova cultura franceză. Fundația Eugène Ionesco, care susține biblioteca, posedă două clădiri în care se desfășoară activitatea bibliotecii. Este o bibliotecă privată, dar care se confruntă cu mari probleme, fiind în pericol de închidere.
Casa Corpului Didactic
Înființată în anul 1939 reprezintă o valoroasă bibliotecă de specialitate. Instituția editează revista de informație și opinie pedagogică "Școala gălățeană", cu apariție lunară, dispune de o editură cu aceeași denumire, sub egida căreia sunt publicate lucrări de specialitate sau pe teme de educație. Tot aici activează Cenaclul literar "Anton Holban".

## Sport
Orașul de la Dunăre are o tradiție veche în domeniul sportului. De-a lungul vremii în Galați și-au făcut apariția multe cluburi sportive, deservind multe ramuri sportive. În 2018, Primăria Municipiului Galați decide să se implice în sportul de masă și de performanță, prin crearea Clubului Sportiv Municipal Galați (înființat prin Hotărârea 334/30.05.2018), care asigură pentru prima dată în istoria post-decembristă o stabilitate economică următoarelor ramuri de sport: rugbi, fotbal, șah, dans sportiv, handbal, arte marțiale, baschet, volei, natație, atletism, tenis, hochei pe gheață și patinaj artistic. Mai există în Galați și CSU Dunărea.
Totodată, municipiul Galați a fost gazda unor evenimente sportive naționale și internaționale din diferite sporturi:
- Campionatul Mondial de Hochei din 1970, pe Patinoarul Artificial Dunărea, abia construit, dar acoperit în anul 1978.
- Campionatul Mondial de Hochei din 1981, pe Patinoarul Artificial Dunărea
- Meciul de Cupa UEFA dintre Oțelul Galați și Juventus Torino la data de 7 septembrie 1988, încheiat cu victoria gălățenilor, scor 1-0. pe stadionul Dunărea
- Cupa Internațională a Dunării de Jos la Rugbi, desfășurată anual, din anul 1998.
- Meciul de FedCup dintre România și Spania în 2015, pe Patinoarul Artificial Dunărea
- Campionatul Mondial de Hochei din 2017 (Divizia a II-a, Grupa A), pe Patinoarul Artificial Dunărea
- Turneul Internațional de Box Centura de Aur, pe Patinoarul Artificial Dunărea, în 2018
- Campionatul European de Box, ediția 2019
- Cupa României la MMA-Budokai
- Memorialele de rugby Viorel și Dorian Secuianu, se desfășoară la rugby, din anul 2022.

### Fotbal
Stadionul cu capacitatea cea mai mare din orașul Galați este Dunărea cu 23.000 de locuri, dintre care 7000 pe scaune. Stadionul Oțelul are 13.500 de locuri, iar din luna martie a anului 2011 are nocturnă, pentru ca echipa să poată evolua în cupele europene. În prezent clubul de fotbal fanion al orașului este FC Oțelul Galați. Cea mai bună performanță a echipei este câștigarea primului titlu din istoria clubului în sezonul 2010-2011 și Super Cupa României, sub comanda lui Dorinel Munteanu. Clubul a fost fondat în 1964. Și stadionul Oțelul 2 are nocturnă. Alte stadioane de fotbal mai importante din Galați sunt: Ancora, Metalurgistul, Siderurgistul, Dunărea 2, Portu Roșu. Alte echipe mai importante din Galați sunt: Dunărea, Dunărea 2, Oțelul 2, Frontiera, Metalosport, etc.

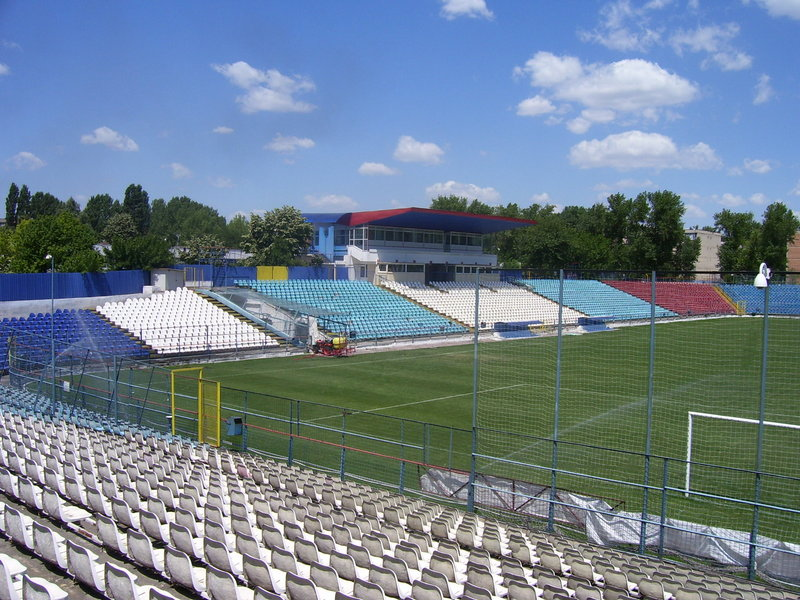
Stadionul Oțelul
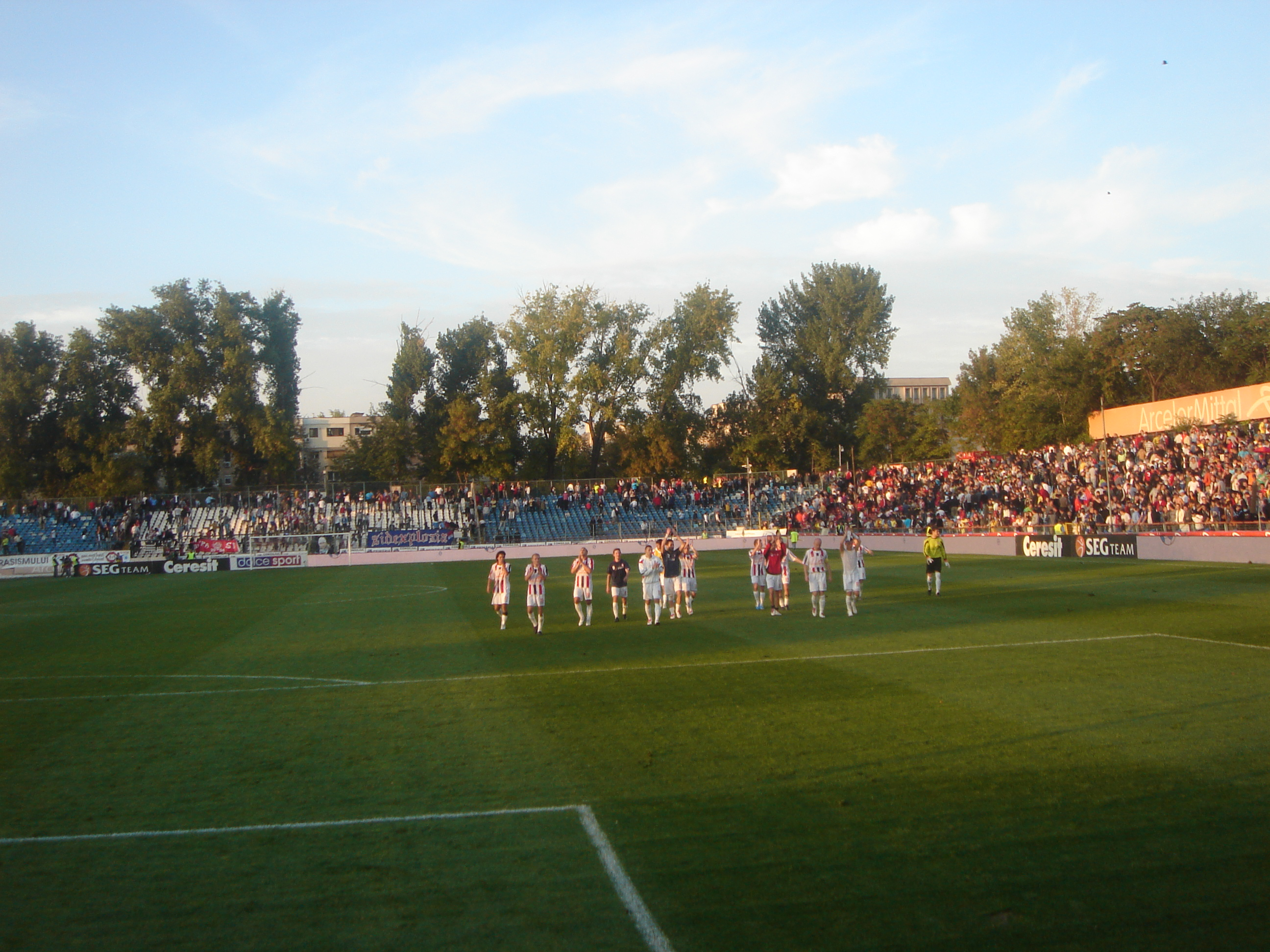
Victorie pentru Galați
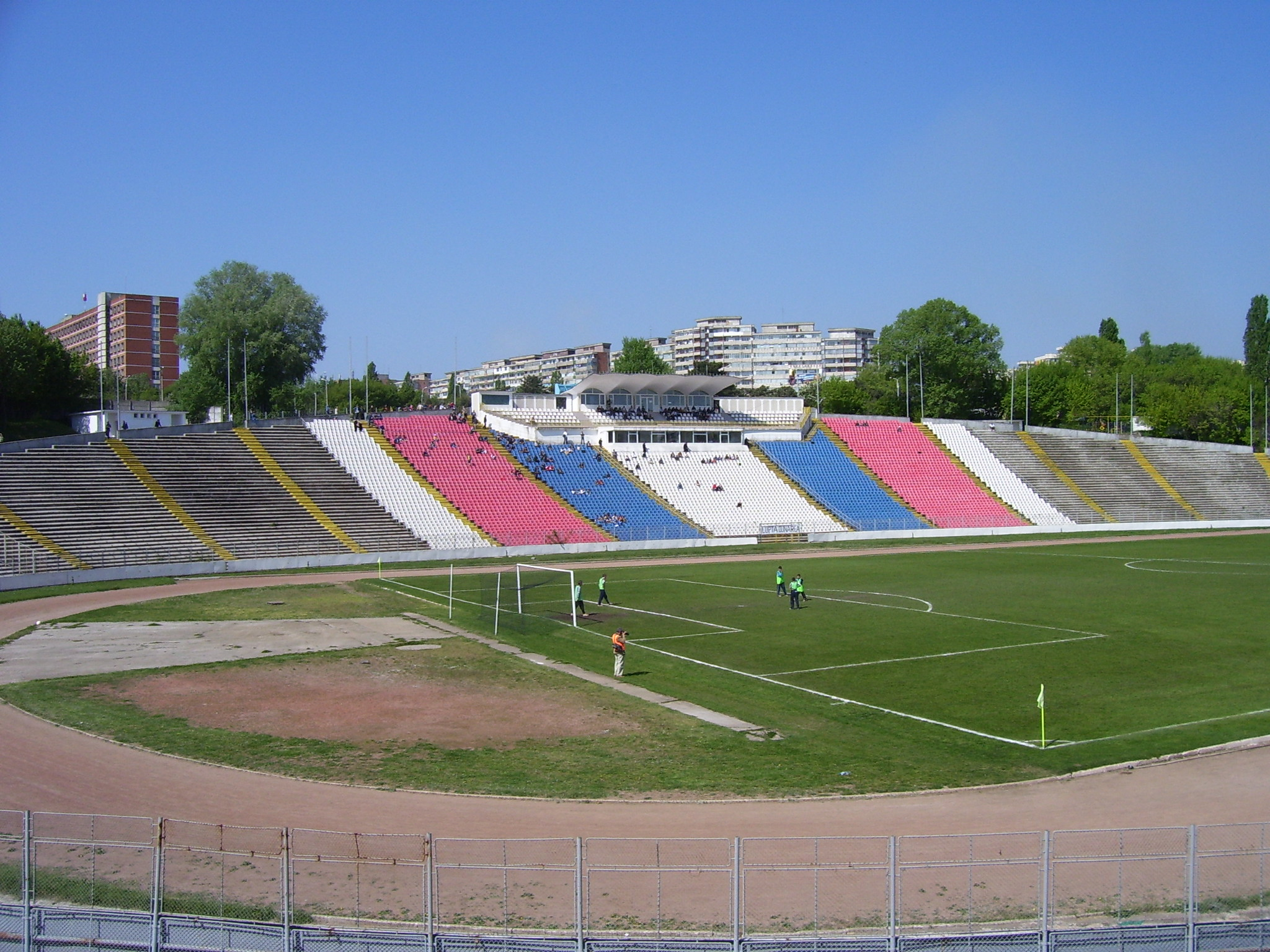
Stadionul Dunărea

### Rugby
Echipa de Rugby din Galați se numește din 2018 C.S.M. Rugby Galați, intrând în structurile Clubului Sportiv Municipal. Îi are ca antrenor principal pe Marius Secuianu și antrenor secund pe Daniel Vlismas. Echipa de seniori activează în Divizia Națională, al 2-lea eșalon rugbystic din țară. Echipele de juniori activează în Divizia Națională, clasându-se pe locuri fruntașe de obicei. Echipa de Rugby în 7 a ieșit campioană națională.

Stockholm vs. Galați
Galați vs. Bârlad
CTTV Galați în Suedia ( Trelleborg 2007)
Rugby CTTV Juniori 3

### Box
Boxul este unul din sporturile de marcă gălățene, de-a lungul timpului dovedindu-se afinitățile și calitățile gălățenilor pentru box prin rezultate de excepție la nivel național cât și internațional, la amatori cât și la profesioninști. În istoria boxului amator din oraș sunt legendare numele: Sandu Petrescu și Panait Ionel; iar la profesioniști în prezent scriind istoria: Lucian Bute, multiplu campion mondial și Cristian Ciocan, campion mondial la amatori și campion european la profesioniști. "Fenomenele de la Pechea" au fost formați și antrenați (in prezent:Cristian Ciocan) de "Creatorul de Fenomene", maestrul Păun Felix, care antrenează și astăzi la clubul onorific "Lucian Bute" de la Pechea.

### Volei
Echipa de volei feminin CSU Metal Galati care în acest moment este desființată, a fost câștigătoarea a 3 ediții ale Campionatului Național și Cupei României, 2006-2007, 2007-2008, 2008-2009 neavând practic adversar la acea oră în România, cum și adversarii lor recunoșteau după fiecare meci. Se poate menționa că s-a instaurat hegemonia CSU Metal în voleiul feminin românesc din primăvara anului 2007 acest lucru fiind o consecință directă a pasiunii și susținerii financiare din partea președintelui clubului Corneliu Mangalea și a priceperii de pe banca tehnică a reputatului tehnician Zoran Terzici, antrenor și al reprezentativei de volei feminin a Serbiei. În sezonul 2008-2009 a fost în premieră pentru România participanta în Liga Campionilor, însă, în sezonul 2009-2010 Metal a ridicat ștacheta. S-a calificat în Play-off-ul de 12 echipe, prin urmare, fetele "de la Dunăre" se numărau printre primele 12 echipe ale acestui continent.

### Hochei
Echipa de hochei a Galațiului se numește CSM Dunărea Galați. Joacă meciurile pe Patinoarul Artificial Galați care este cel mai mare din țară și singurul 100% funcțional. Clubul are echipe la majoritatea categoriilor de vârstă. Tot Patinuarul Galați găzduiește și festivalul Patina de Aur. Amintim faptul că CSM Dunărea Galați, și-a înființat echipa în doar trei zile, odată cu stabilirea Galațiului ca gazda campionatului mondial de hochei. Acest sport a făcut ca-n Galați să se desfășoare trei campionate mondiale, ediția din 1970, din 1981 și din 2017. Candidatura țării noastre a fost agreată, la negocierile din cadrul Federației Internaționale de Hochei, atât de către americani, cât și de către ruși, după ce săptămâni în șir cele două super-puteri s-au războit pe tema gazdei competiției. Galațiul a fost ales pe plan intern deoarece în orașul de la Dunăre tocmai se construia combinatul siderurgic, deci exista la fața locului o formidabilă resursă materială și umană. Deși pare foarte greu de crezut, a existat o vreme când România conta foarte mult în „economia” hocheiului mondial și chiar era desemnată să găzduiască mari competiții internaționale, printre care, în trei rânduri, chiar Campionatul Mondial. Se întâmpla în 1970,1981 și 2017, însă de poveste rămâne ediția din 1970, care s-a ținut la Galați.

### Baschet
Echipa de baschet din Galați se numeste Phoenix. Are multe titluri de campioană a României la juniori.

### Arte marțiale
În Galați există un club de Kyokushin budokai, numit Mixed Martial Arts, care a luat ființă în 2008, la inițiativa luptătorului Anatoly Danilov, singurul român cu șase dan, multiplu campion la diferite stiluri de arte marțiale. Clubul dorește promovarea artelor marțiale pe plan local, regional, național dar și internațional. Totodată, din anul 2017, orașul este sediul Federației Române de Kyokushin-Budokai.  
În Galați sunt 3 cluburi importante de karate care își desfășoară activitatea. Este vorba de cluburile: Kodo Galați, Meikyo Galați și Karate Club Galați. Toate cele 3 cluburi au antrenori (sensei) care sunt nume grele în lumea artelor marțiale: Gabriela Ionete-Ciubucciu, Marius Ciubucciu și Nicolae Mărăndici care în prezent este vice-președintele Federației Române de Karate Tradițional. Karate Club Galați își are sala de antrenamente (dojo-ul) în incinta Complexului Continental din Țiglina 3, deasupra magazinului Billa 3. Celelalte cluburi fac antrenamentele la Liceul Auto. Clubul a luat ființă în anul 1990 și a devenit rapid unul dintre cele mai importante cluburi din România. Cluburile au dat țării mulți campioni mondiali, europeni, regionali, naționali, județeni.

### Alte sporturi
La Galați se mai practică rugby, șah, box, kaiac-canoe, ping-pong, karting, gimnastică, lupte libere, taekwondo, handbal, înot, dansuri, patinaj, etc.

## Personalități

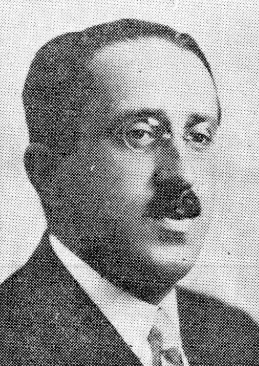
Virgil Madgearu

Printre personalitățile notabile născute în Galați se pot enumera:
- Constantin Levaditi (1874 - 1953), inframicrobiolog naturalizat în Franța, membru de onoare al Academiei Române;
- Virgil Madgearu (1887 - 1940), economist român, sociolog și politician;
- Ioan S. Nenițescu (1854 - 1901), monograf, scriitor, membru corespondent al Academiei Române;
- Camil Ressu (1880 - 1962), pictor, membru titular al Academiei Române;
- Heinrich Fischer-Galați (1879-1960), traducător, redactor și industriaș evreu; fondator și președinte al Societății Esperantiste din Galați (prima societate esperantistă din România, anul 1904)[22], al Federației Societăților Esperantiste din România și al Centrului Esperantist Român; în 1910 a fost decorat cu ordinul "Steaua României";[23]
- Maria (Antoniade) Cândea profesoară de limba franceză, cea care a înființat și condus ca directoare Școala normală de fete „Regina Maria” din Ploiești
- Mihail Makarenko (1931 - 2007), colecționar de artă, disident și deținut politic în Uniunea Sovietică;
- Mihai Manea, profesor asociat la Departamentul de Economie al MIT, olimpic internațional la matematică, absolvent al Universității Princeton, doctorat la Harvard;
- Theodor Iordăchescu (1884 - 1958), demnitar comunist.
- Nina Cassian (1924 - 2014), poetă, eseistă și traducătoare.
- Dimitrie Cuclin (1885-1978), compozitor, muzicolog, filozof, scriitor si traducator.
- Teodor Visan ( n.1943) pictor si grafician membru Uniunea Artistilor Romani.

## Cultură

### Festivaluri, tradiții și sărbători locale
- 6 ianuarie: Aruncarea Crucii în apele Dunării pentru sfințire. (se practică și în alte orașe românești de pe malul Dunării)
- 15 ianuarie: Se sărbătorește în Parcul Municipal, ziua de naștere a poetului național Mihai Eminescu
- 15 iunie: Se comemorează în Parcul Municipal, trecerea în neființă a poetului național Mihai Eminescu
- 24 ianuarie: Sărbătoarea Micii Uniri înfăptuite de Alexandru Ioan Cuza, fost pârcălab de Galați
- Festivalul Scrumbiei, care are loc începând din anul 2000, în duminica Floriilor
- 6 iunie: Zilele Galaților (începând din 2020)
- Rock la Dunare (DANUBE Rock Festival)
- 15 august: Ziua Marinei Române
- 28-29-30 noiembrie: Zilele Sfinte ale Galaților
- Târgul de Crăciun din Galați este o tradiție mai nouă, dar ceva ce îi bucură pe locuitorii urbei. Acesta începe de 1 decembrie și se termină în preajma revelionului.

### Galații în povești, filme și clipuri
- "Explozia", film comunist realizat în întregime la Galați având ca subiect un incendiu izbucnit la bordul unei nave panameze încărcată cu azotat de amoniu, care era în pericol de a exploda și a distruge Galațiul și Brăila.
- Clipul piesei Țiglina 1, dedicat cartierului Țiglina 1. Piesa este interpretată de Shift în colaborare cu Adda. Totodată, în piesa „Sus pe Toc” se pomenește Galațiul, piesa fiind interpretată de același artist, în colaborare cu Moga.
- Seria „Cu și despre Galați” a utilizatorului Raabis-Ștefan Bădiță - https://youtube.com/playlist?list=PLuvsC1S1jRKhqWeIEfHW7igcem33HB2iN&si=5WawyKkEM_gtD1LQ
- Unul dintre filmele Dracula, în care se spunea că sicriul domnitorului, devenit vampir, urmărit de niște englezi cu trenul, pentru a-l ucide prin înfigerea unui țăruș în inimă, din Anglia a plecat la Varna apoi a ajuns la Galați pe mare, iar de acolo a plecat înapoi în Transilvania cu o căruță țigănească.
- Din cartier în cartier, clipul trupei S.M.M.O.G., care descriu Galații în stilul tineresc.
- Documentarul despre Galați, realizat la cererea Consiliului Județean Galați.
- "Meta Tempesta", s-a filmat la Galați, mai precis la ruinele de la Tirighina un film în care se preciza eronat că acele tunele au fost construite de germani pentru a proteja populația în Al Doilea Război Mondial, iar drumul ce intra în Galați, în film juca rolul drumului spre Constanța.
- "Valurile Dunării" - realizat de Studioul cinematografic "București", în "Centrul de Producție Cinematografică" Buftea, în regia lui Liviu Ciulei, după un scenariu de Dumitru Carabăț și Francisc Munteanu. Îi are ca protagoniști pe Irina Petrescu, ca debutantă, în rolul soției timonierului șlepului, pe Lazăr Vrabie în rolul ofițerului sub acoperire și pe regizorul însuși ca timonierul șlepului. Este de remarcat că viitorul regizor Lucian Pintilie a jucat de asemenea în film în rolul episodic al unui soldat german.
- Diverse documentare despre Al Doilea Război Mondial, în care Galațiul era prezentat de comentatorii germani drept punct de forță al armatelor româno-germane.
- Clipuri ale cântăreților de muzică lăutărească.
- Romanul "Dracula" al lui Bram Stoker.
- Diferite vloguri publicate pe rețelele sociale.

## Relații interne și externe

### Orașe înfrățite
Totodată, municipiul Galați s-a înfrățit cu diverse alte orașe și municipii de pe întreaga planetă. Primul acord de înfrățire a fost semnat în 1964 cu orașul Coventry din Regatul Unit al Marii Britanii și al Irlandei de Nord. De notat că în urma înfrățirii cu orășelul Pessac din Franța, în Galați s-a inaugurat Facultatea de Medicină și Farmacie ca urmare a acelui protocol de înfrățire.
| Orașele înfrățite cu Galați |             |                 |
| Țară                        | Oraș        | Anul înfrățirii |
| Regatul Unit                | Coventry    | 1964            |
| Grecia                      | Pireu       | 1985            |
| China                       | Wuhan       | 1987            |
| Franța                      | Pessac      | 1911            |
| Costa Rica                  | Limón       | 1992            |
| SUA                         | Hammond     | 1997            |
| Ucraina                     | Mykolaiv    | 2002            |
| Ucraina                     | Odessa      | 2002            |
| Italia                      | Jesi        | 2003            |
| Italia                      | Ancona      | 2007            |
| Italia                      | Brindisi    | 2007            |
| India                       | Mumbai      | 2007            |
| SUA                         | Scottsbluff | 2007            |
| Țările de Jos               | Groningen   | 2010            |
| Rusia (în prezent Rusia)    | Sevastopol  | 2014            |
| Rusia (în prezent Rusia)    | Yalta       | 2014            |
| Polonia                     | Gdynia      | 2015            |
| Republica Moldova           | Cahul       | 2019            |
| SUA                         | Fresno      | 2019            |
| Spania                      | La Coruña   | 2025            |

De-a lungul timpului, Galații au cunoscut diferite perioade, mai bune sau mai puțin bune. În relațiile externe, a atins apogeul între anii 1880 și 1940. În luna ianuarie a anului 1929, Galații aveau 26 de consulate. Astăzi are un consulat onorific al Kazahstanului, al cărui sediu se află în renovare.

### Sedii diferite ce se află în Galați
Deși importanța orașului a scăzut mult după 1990, încă se regăsesc câteva sedii centrale aici. 
Sediul Direcției Regionale de Informații Moldova-Sud (SRI);
Sediul Companiei Naționale a Administrației Porturilor Maritime;
Sediul Regiei Autonome a Administrației Fluviale a Dunării de Jos;
Sediul Federației Române de Kyokushin-Budokai;
Sediul Regionalei CFR Călători;
Sediul Regionalei CFR Marfă;
Sediul Sucursalei Distrigaz Sud;
Sediul Regional al Băncii Naționale Române;
Sediul Centrului Național de Dezvoltare Moldova Sud în cadrul Federației Române de Rugby;
Sediul Arhiepiscopiei Dunării de Jos;
Sediul Biroului Teritorial al Autorității Naționale pentru Cetățenie:
Sediul Regional al Inspectoratului General pentru Imigrări;
Sediul Direcției Naționale a Finanțelor Publice;
Sediul A.E.P. Regiunea Sud-Est.
În alte organizări teritoriale a altor instituții, orașul face parte din:
Inspectoratul Teritorial al Poliției de Frontieră (cu sediul în orașul Iași);
Sucursala Muntenia Nord a Electrica (sediul în orașul Ploiești);
Direcția Regională de Poștă (cu sediul în orașul Bacău);
Face parte din Dioceza de Iași în cadrul organizării teritoriale a Bisericii Catolice din România;
Regiunea de Dezvoltare Sud-Est (sediul în Brăila);
A fost Sediul Comisiei Europene a Dunării;

### Consulate
De-a lungul vremii, marile puteri au deschis consulate în oraș. Ulterior, mai multe țări au urmat modelul, ajungându-se la 26 de consulate.
| Consulatele din municipiul Galați (1700 - 1940) |                                 |                                       |  |
| Țară                                            | Adresa 1                        | Adresa 2                              |  |
| Consulatul Austro-Ungariei                      | Strada Portului 143             | Strada Eroilor 6                      |  |
| Consulatul Braziliei                            | Strada Mihai Bravu 11           | -                                     |  |
| Consulatul Belgiei                              | Strada Eroilor 30               | Strada Universității 20               |  |
| Consulatul Cehoslovaciei                        | Strada Eroilor 7                |                                       |  |
| Consulatul Danemarcii                           | Strada Domnească 80             | Strada Sf. Nicolae                    |  |
| Consulatul El Salvadorului                      | ?                               | ?                                     |  |
| Consulatul Elveției                             | Strada Mihai Bravu 15           | Strada Foti 2 (Maior Iancu Fotea)     |  |
| Consulatul Estoniei                             | ?                               | ?                                     |  |
| Consulatul Finlandei                            | ?                               | ?                                     |  |
| Consulatul Franței                              | Strada Vultur 5                 | Strada General Berthelot 73bis        |  |
| Consulatul Germaniei                            | Strada Holban 7                 | Strada Gării 66 (Școala Germană)      |  |
| Consulatul Greciei                              | Str. Foti 2 (Maior Iancu Fotea) | Str. Cuza 15                          |  |
| Consulatul Guatemalei                           | Strada Mihai Bravu 7            | -                                     |  |
| Consulatul Iranului                             | Strada Vineri (desființată)     | Strada Brașovenilor                   |  |
| Consulatul Italiei                              | Strada Domnească 70             | Strada Gării 38 (Camera de Comerț)    |  |
| Consulatul Letoniei                             | ?                               | ?                                     |  |
| Consulatul Norvegiei                            | Strada Domnească 106            | Strada Domnească 90                   |  |
| Consulatul Poloniei                             | Strada Vultur 4                 | Strada Vultur 18                      |  |
| Consulatul Portugaliei                          | Strada Domnească 80             | -                                     |  |
| Consulatul Regatului Unit                       | Strada Lascăr Catargiu nr. 4    | Strada Domnească 95                   |  |
| Consulatul Rusiei                               | Strada Holban 11                | Strada Domnească / Strada Foti        |  |
| Consulatul Spaniei                              | Strada Domnească 79             | -                                     |  |
| Consulatul Statelor Unite ale Americii          | ?                               | ?                                     |  |
| Consulatul Suediei                              | Strada Serfioti 2 (desființată) | Strada Domnească 106                  |  |
| Consulatul Turciei                              | Strada Eroilor 14               | Bd. Brăilei 20                        |  |
| Consulatul Țărilor de Jos                       | Strada Speranței (desființată)  | Strada Colonel Boyle 11 (desființată) |  |

În prezent în Galați există 1 consulat onorific și alte 4 onorifice la stadiul de idee sau proiect început. Dar, odată cu construirea noului aeroport Dunărea de Jos, municipiul Galați va reveni la gloria și prestigiul din trecut, foarte multe țări redeschizând consulatele închise la venirea sovieticilor, pe modelul consulatului Estoniei de la Constanța.
| Consulatele din municipiul Galați în prezent |                     |          |
| Țară                                         | Adresa 1            | Adresa 2 |
| Consulatul onorific al Kazahstanului         | Strada Domnească 62 | -        |